# ミッドウェー海戦
ミッドウェー海戦（ミッドウェーかいせん、英語: Battle of Midway）は、1942年6月5日から6月7日にかけて中部太平洋ミッドウェー島周辺で行われた日本海軍とアメリカ海軍による海戦である。太平洋戦争の転換点と言われ、この戦闘における敗北によって日本側は制空権と制海権を失い、以後は戦争の主導権がアメリカ側に移ったことで知られている。
1942年4月、山本五十六司令長官率いる連合艦隊が中心となり、アメリカ軍の基地となっていたハワイ諸島北西のミッドウェー島を攻略し、アメリカ艦隊の早期壊滅を目指す作戦が立案される。それに対し、日本側の暗号を解読することによって作戦を察知したアメリカ軍のチェスター・ニミッツ司令官はハワイから空母部隊を出撃させて迎撃した。それぞれの主力は、日本側が南雲忠一司令官率いる第一航空艦隊の空母4隻（艦載機248機）、アメリカ側はフランク・J・フレッチャーとレイモンド・スプルーアンスの両司令官率いる機動部隊の空母3隻（艦載機233機）とミッドウェー島基地の航空部隊（126機）であった（航空機総数359機）。
航空兵力で100機以上劣勢の日本空母部隊は、索敵の失敗もあって攻撃準備中にアメリカ軍急降下爆撃機の急襲を受けることとなり、壊滅的な損害を被った。日本軍は空母全4隻と重巡洋艦1隻を失い、艦載機248機も全て喪失し、3,000人を超える兵士が戦死した。勝利したアメリカ軍も、空母1隻と駆逐艦1隻を撃沈され、航空機約150機を失ったが、戦死は307人だった。ただし、日本の航空機搭乗員は多くが脱出に成功したので戦死者は121名にとどまり、200名を超える搭乗員が戦死したアメリカ軍を下回った。
この戦い以後、太平洋戦争の主戦場はソロモン諸島とその周辺に移り、再編された日本機動部隊とアメリカ軍の間で激戦が繰り広げられることになる。

## 背景

1942年4月の太平洋における日本軍の拡大範囲

### MI作戦の成立
太平洋戦争開戦前、日本海軍は対米戦に対しては、アメリカ艦隊が日本近海に進出してきたところで艦隊決戦を行う方針を考えていた。しかし連合艦隊司令長官であった山本五十六海軍大将は以前よりこれに疑問を持ち、対米戦になったら積極的な攻勢作戦をとるべきだと考えていた。大島一太郎大尉（後に大佐、1928年〈昭和3年〉海軍水雷学校高等科学生）の回想によれば、山本は1928年（昭和3年）に海軍水雷学校で「対米作戦はハワイを攻略するような積極作戦を採るべきである」と述べていたという。これは、日本が日本近海の艦隊決戦を望んだところで、アメリカ軍は時期・方面などを自主的に決めて攻撃することができるのだから無意味であり、勝つには短期戦、リスクを承知の上での積極的攻勢しかなく、早期に敵の主力を叩き、相手国の戦意を喪失させようとの判断からであった。実際、アメリカ海軍は、1941年（昭和16年）12月の真珠湾攻撃で主力の戦艦部隊を行動不能に陥れられたものの、無傷であった機動部隊による一撃離脱攻撃を各方面で繰り返し、哨戒でカバーしきれない日本軍を悩ませた。アメリカ軍の奇襲による被害は小さかったが、連合艦隊は日本近海での艦隊決戦が困難であることに気付かざるを得なかった。
日本の連合艦隊は、真珠湾攻撃後は南方作戦に機動部隊主力を投入していた。インド洋作戦が実施され、セイロン沖海戦で英国海軍に勝利したものの、インド洋の英領セイロン島を攻略する作戦案は採用されなかった。したがって、連合艦隊幕僚は第二段作戦の移行までに残された4週間で代替案を作成しなければならなかったが、連合艦隊幕僚は戦争を早期終結できる作戦が思いつかなかった。連合艦隊幕僚は、これまで示した作戦案が陸軍部隊を用いるから反対されたと考えており、かといって守勢の困難性を認識していたために、海上戦力のみで行う攻勢作戦計画の立案を応急的に進めなければいけないと判断した。結果、黒島亀人連合艦隊先任参謀を中心に、ハワイ諸島攻略を見据えた作戦計画を立案した。軍令部は日本の国力からみてハワイ諸島の攻略と維持など不可能と判断し、むしろインド洋方面の作戦を強化してイギリスを追い詰め、同盟国ナチス・ドイツ支援を構想していたという意見もある。
ハワイ攻略が企図できるようになるまで間隔が空くので、連合艦隊はMI作戦を提案した。これはハワイ攻略の準備ではなく、つなぎであったが、この作戦によって米空母を撃滅できれば、ハワイ攻略作戦は容易になるとは見ていた。軍令部と連合艦隊司令部は、この作戦について対立した。軍令部はアメリカとオーストラリア（豪州）のシーレーンを断ち切る米豪遮断を企図して、フィジー諸島方面の攻略を計画していた。軍令部航空担当部員の三代辰吉中佐は「仮に日本軍が同島を占領しても、米艦隊は本当に来るのか。日本軍の補給路が米軍に遮断され、疲弊したところを簡単に奪回されるだけではないか」と考え反対し、FS作戦（ニューカレドニア島とフィジー諸島の攻略）重視の立場を崩さなかった。連合艦隊司令部の黒島参謀と渡辺安次参謀は、山本長官が「この作戦が認められないのであれば司令長官の職を辞する」との固い決意を持っているとして、真珠湾攻撃で空母6隻の使用を認めさせた時と同様の交渉をしたが、話は進まなかった。大本営海軍部との交渉に見込みなしと判断した渡邉参謀は、伊藤整一軍令部次長に直接連合艦隊のミッドウェー作戦案を説明し、山本長官の意向を伝えた。伊藤次長はこれを踏まえてさらに審議を行い、FS作戦に修正を加え、連合艦隊の作戦案を採用することを4月5日に内定した、永野修身軍令部総長の認可も得て、ミッドウェー島の占領および米空母部隊の捕捉撃滅を狙うこととなった。古村啓蔵（筑摩艦長）は同期の富岡定俊軍令部作戦課長から、艦隊はミッドウェー攻略成功後にトラック基地に集合、米豪遮断のFS作戦実施予定と聞き、驚いていたという。
さらに軍令部はミッドウェーと同時にアリューシャン列島西部を攻略し、米航空兵力の西進を抑えるとともに、両地に哨戒兵力を進出させれば、米空母の日本本土近接を一層困難にすることができると判断。そのためのAL作戦実施を連合艦隊に諮り、連合艦隊でもその必要性を認めていたし、攻略兵力にも余裕があったので直ちにこれに同意した。AL作戦の目的は、アメリカの北方路の進行を阻止するもので、米ソ間の連絡を妨害し、ソビエト連邦領シベリアにアメリカの航空部隊の進出を妨害しようとするものであった。当時、アメリカが大型爆撃機を開発したとの情報があった。図上演習においてアリューシャン方面からアメリカの最新大型爆撃機が東京空襲を行い、その一部が奇襲に成功するという結果が出ており、海軍部も連合艦隊もこの方面への関心を高めていた背景があり、連合艦隊も同意して第二段作戦の全体像が固まった。軍令部第一部長福留繁によれば、「ミッドウェーを攻略しても、劣勢な米艦隊は反撃に出ないのではないかとの懸念が強かった。そこでアリューシャン列島方面への攻略作戦を行えば、同地が米国領であるため、ミッドウェー方面への米艦隊の出撃を強要する補助手段となるだろうとの含みもあり、実施を要望した」という。
1942年4月5日、海軍の次期作戦構想が内定し、主務者連絡で陸軍に伝えた。ミッドウェー攻略は海軍単独で行うが、できれば陸軍兵力の派出を希望するとした。陸軍参謀本部は、ハワイ攻略の前提ではないことが明言され、海軍単独でも実施してもよいとのことだったので反対できなかった。

### ドーリットル空襲
1942年4月18日、米空母ホーネットはミッドウェー近海で僚艦エンタープライズと合流し、第16任務部隊として日本に向けて進撃した。エンタープライズは航空支援をおこない、ホーネットは日本本土に接近してジミー・ドーリットル中佐率いるB-25ミッチェル双発爆撃機で編成された爆撃隊を発艦させる役割分担である。爆撃隊はホーネットから発進後、東京を筆頭に日本の主要都市を攻撃する予定であった。第16任務部隊は、4月18日の朝に犬吠埼東方で日本の特設監視艇第二十三日東丸に発見され、ウィリアム・ハルゼー中将は予定より早い攻撃隊発艦を決意する。爆撃隊は前日に発艦準備を整えていたが、40ノットを超える強風と30フィートに及ぶ波が激しいうねりとなり、ホーネットは大きく揺れていた。その中でドーリットル隊は発進し、09:20までに16機のB-25は全て発艦した。
B-25爆撃隊は、東京、名古屋、大阪を12時間かけて散発的に爆撃。日中戦争下の中国大陸で日本軍支配地域外への脱出を図り、不時着後に機体は放棄された。セイロン沖海戦で勝利した南雲忠一率いる日本機動部隊は、台湾沖で第16任務部隊追撃命令を受けたが距離が遠すぎ、燃料を浪費しただけだった。
空襲による被害は微小であったが、日本本土上空にアメリカ軍機が侵入したことは日本に大きな衝撃を与えた。また米艦隊を発見した際に、アメリカ軍が双発爆撃機を用意していたことまでは見抜けず「米艦載機が来るなら航続距離からして翌日である」という誤った判断をしたので、陸海軍は結果として空襲を防ぐことができなかった。国民の間でも不安が広がり、しばらく敵機来襲の誤報が続き、山本長官にも国民からの非難の投書があった。
山本長官は以前から、本土空襲を行われたときの精神的な影響を重視していたので、既に内定していたミッドウェー攻略作戦の必要をこの空襲で一層感じた。連合艦隊航空参謀佐々木彰によれば、山本長官は日本空母によるハワイ奇襲が企図できるのであるから、哨戒兵力の不十分な日本本土に対しても、アメリカもまた奇襲を企図できると考えていたようであるという。この空襲により日本陸軍もミッドウェー作戦・アリューシャン作戦を重大視するようになり、陸軍兵力の派遣に同意、ミッドウェー作戦は日本陸海軍の総攻撃に発展した。昭和天皇の住む東京を爆撃されたことで山本長官のプライドが傷つき、アリューシャンからミッドウェーにわたる航空哨戒線を築くことで東京に対する二度目の米機動部隊襲撃を阻止する狙いがあったという推測や、二度目の東京空襲を防ぐためにミッドウェー攻略作戦を急ぐ必要があり、空母瑞鶴を有する第五航空戦隊の戦力が回復するのを待てなかったという推測もある。

## 日本の準備

### MI作戦の内容
連合艦隊が計画したミッドウェー作戦構想は、ミッドウェー島を攻略し、アメリカ艦隊（空母機動部隊）を誘い出し捕捉撃滅することに主眼が置かれた。日本軍は、同島がアメリカ軍の要点であり、占領した場合、軍事上・国内政治上からアメリカ軍は全力で奪回しようとすると考えた。一方、軍令部ではミッドウェーは攻略後の防衛が困難なので、わざわざ米空母が出撃して来るとは考えにくいと見ていた。
作戦構想では、現時点で豪州方面で活動している米空母部隊がミッドウェー近海に出撃する確率は高いと計算していた。情報分析の結果、日本軍はアメリカ軍の空母戦力を次のように推定した。
1. 空母レンジャーは大西洋で活動中。
2. 捕虜の供述によればレキシントンは撃沈されたようであるが、アメリカ合衆国西海岸で修理中という供述者もある。
3. エンタープライズとホーネットは太平洋に存在。
4. ワスプの太平洋への存否については確証を得ない。
5. 特設空母は6隻程度完成し、半数は太平洋方面に存在する可能性があるが、低速なので積極的作戦には使用し得ない。

これを踏まえ日本軍は、ミッドウェー攻撃を行った場合に出現するアメリカ軍規模を、「空母2-3隻、特設空母2-3隻、戦艦2隻、甲巡洋艦4-5隻、乙巡洋艦3-4隻、軽巡洋艦4隻、駆逐艦30隻、潜水艦25隻」と判断した。アメリカ軍が同島に海兵隊を配備し、砲台を設置して防衛力を高めていることも察知していたが、その戦力は「飛行艇24機、戦闘機11、爆撃機12、海兵隊750、砲台20前後」または「哨戒飛行艇2コ中隊、陸軍爆撃機1乃至2中隊、戦闘機2コ中隊」であり、状況によってはハワイから「飛行艇60機、爆撃機100機、戦闘機200機」の増強もあると推測した。同島占領作戦実施の際にはアメリカ軍基地航空隊からの空襲も想定していたが、直掩の零戦と対空砲火で排除できるとしている。日本軍が海兵隊3000名、航空機150機というミッドウェー島の本当の戦力を知るのは、空母部隊が全滅した後の捕虜の尋問結果からだった。
作戦は、ミッドウェー島上陸日（N日）を6月7日と決定して一切を計画した。上陸用舟艇で島のリーフを越えて上陸するため、下弦月が月出する午前0時を選んだ。7月は霧が多く上陸が困難なので、6月7日に固定した。上陸作戦の制空と防備破壊は3日前（後に延期で2日前になる）に南雲艦隊が空母6隻で奇襲することによって可能と考えた。連合艦隊は奇襲の成功を前提にしており、アメリカが日本の企図を察知して機動部隊をミッドウェー基地の近辺に用意することは考慮していなかった。米機動部隊の反撃は望むところであったが、米機動部隊は真珠湾にあってミッドウェー基地攻撃後に現れることを前提にして作戦を計画した。ミッドウェー島占領後、基地航空部隊の哨戒網で敵機動部隊を発見、第一航空艦隊（一航艦）は第二艦隊と協力してそれを攻撃、山本艦隊は機を見て参加し撃滅するというものだった。
MI作戦の主目標はミッドウェー島攻略と米機動部隊（空母部隊）撃滅のどちらにあるのかはっきりしておらず、連合艦隊は米機動部隊撃滅を重視する発言をしていたが、軍令部は主目標を攻略による哨戒基地の前進にあると示していた。軍令部で作戦計画の説明を受けた第一航空艦隊参謀長草鹿龍之介少将と第二艦隊参謀長白石萬隆少将は、ドーリットル空襲の直後だったので、哨戒基地の前進によって米空母による本土再空襲を阻止するものと抵抗なく解釈し、ミッドウェー作戦の主目的は同島攻略という強い先入観を得た。また、5月の図上演習で、陽動で米艦隊を他に誘導してミッドウェーを攻略する案が出たが、連合艦隊参謀長から、陽動をしたら米艦隊をミッドウェーに引き出せないとの意見が出た。この直後、軍令部に基づく大本営命令、総長指示で攻略が主目標に示されただけに、白石少将は連合艦隊の解釈が間違っているのではと思ったという。連合艦隊は出撃前に再び米艦隊の撃滅が目的と伝えるが、参加部隊には徹底して伝わらなかった。
戦後、草鹿は作戦目標が曖昧でミッドウェー攻略が優先であったことを指摘し、「二兎を追うことになった」と表現している。第一航空艦隊源田実中佐は、日本の兵力が分散し過ぎて目標を見失っており、集中という兵術の原則にも反していると感じたので、図上演習後の研究会で連合艦隊参謀黒島亀人に「作戦の重点をアメリカ艦隊撃滅に置くべきである。そのためにはアリューシャン攻撃部隊やあらゆる作戦可能な兵力を、たとえ第五航空戦隊（瑞鶴、翔鶴）が参加できるのを待ってもミッドウェーに集中すべきだ」と主張したが、黒島は「連合艦隊長官は一度決めた方針に邪魔が入ることを望まれない。機動部隊の主要任務はミッドウェー攻略支援だ」と答えたので、アメリカ艦隊撃滅は二次的なものと源田は受け止めた。源田は、作戦目標がアメリカ軍機動部隊の撃滅かミッドウェー基地攻略なのか曖昧であったとし、戦略戦術からいってどうにも納得できない部分があり、航空主兵なのか戦艦主兵なのかも曖昧で、戦艦大和と山本長官が後ろからついてくることも疑問だったという。

### 図上演習
4月28日から1週間かけて戦艦大和で「連合艦隊第一段階作戦戦訓研究会」と「第二段作戦図上演習」が行われた。そのうち、5月1日から4日間が第二段作戦の図上演習で、ハワイ攻略まで行われた。実演は5月3日午後に終わり、3日夜と4日午前にその研究会を行い、4日午後からは第二期作戦に関する打ち合わせが行われた。図上演習では、連合艦隊参謀長宇垣纏中将が統監兼審判長兼青軍（日本軍）長官を務め、青軍の各部隊は該当部隊の幕僚が務め、赤軍（アメリカ軍）指揮官は松田千秋大佐（戦艦日向艦長）が務めた。
この図上演習において、ミッドウェー攻略作戦の最中に米空母部隊が出現して艦隊戦闘が行われ、日本の空母に大被害が出て攻略作戦続行が難しい状況となったが、審判をやり直して被害を減らし、空母を三隻残した状況で続行させた。空母加賀、赤城は爆弾9発命中判定で沈没判定となったものの、宇垣纏連合艦隊参謀長は「9発命中は多すぎる」として爆弾命中3発に修正させ、赤城を復活させたなどである。ミッドウェー島攻略は成功したが、計画期日より一週間遅れ、艦艇の燃料が足りなくなり、一部の駆逐艦は座礁した。宇垣は「連合艦隊はこうならないように作戦を指導する」と明言した。このとき、攻略前に米機動部隊がハワイから出撃してくる可能性はあったのだが、図上演習でアメリカ軍を担当した松田大佐は出撃させることはなかった。
戦訓分科研究会において、連合艦隊司令部の宇垣参謀長は一航艦の草鹿参謀長に対し、「敵に先制空襲を受けたる場合、或は陸上攻撃の際、敵海上部隊より側面をたたかれたる場合如何にする」と尋ねると、草鹿は「かかる事無き様処理する」と答えたので、宇垣が具体的にどうするのかと追及すると、第一航空艦隊の源田参謀が「艦攻に増槽を付したる偵察機を四五〇浬程度まで伸ばし得るもの近く二、三機配当せらるるを以て、これと巡洋艦の零式水偵を使用して側面哨戒に当らしむ。敵に先ぜられたる場合は、現に上空にある戦闘機の外全く策無し」と答えた。そのため宇垣は注意喚起を続け、作戦打ち合わせ前に第一航空艦隊は第一波攻撃隊をミッドウェー島攻撃、第二波攻撃隊は敵艦隊に備えることとした。米機動部隊が現れた際に反撃するために第一航空艦隊（艦攻）の半数は航空魚雷装備となったが、連合艦隊首席参謀黒島亀人大佐は命令として書き込む必要はないと航空参謀佐々木彰中佐に指示した。
研究会で作戦参加者から最も要望されたのが、準備が間に合わないことによる作戦延期だった。第二航空戦隊司令官山口多聞少将と一航艦航空参謀源田実中佐は作戦に反対と食いついたが、連合艦隊司令部は聞く耳を持たなかった。4日の研究会で、第一航空艦隊参謀長草鹿少将と第二艦隊参謀長白石萬隆少将も作戦に反対したが、受け入れられなかった。5日に再び反対しに行ったが、第二段作戦を手交され反対せずに帰った。第二艦隊長官近藤信竹中将は、米空母がほぼ無傷で残っておりミッドウェー基地にも敵戦力があることから、ミッドウェー作戦を中止して米豪遮断に集中すべきと反対した。しかし、山本長官は奇襲が成功すれば負けないと答えた。また近藤中将は、ミッドウェー島を占領しても補給が続かないと指摘したが、宇垣参謀長は補給が不可能なら守備隊は施設を破壊して撤退すると答え、攻略後の島の確保、補給については何ら考えられていなかった。占領後、他方面で攻勢を行い、アメリカ軍にミッドウェー奪回の余裕を与えなければ10月のハワイ攻略作戦までミッドウェー島を確保できると考えていたという意見もある。
図上演習と研究会は、ミッドウェー作戦の目的である敵空母捕捉撃滅が難しく、高いリスクを伴う作戦であることを示したが、連合艦隊は問題点を確認することなく作戦を発動した。特に山本長官は「本作戦に異議のある艦長は早速退艦せよ」と強く訓示している。第五艦隊参謀長中澤佑によれば、中澤が作戦会議で機動部隊と連合艦隊主隊の距離が離れすぎていることを指摘すると、黒島は問題ないと発言したという。
5月25日、MI作戦における艦隊戦闘の図上演習・兵棋演習、続いて作戦打ち合わせを行い、関係者の思想統一を図った。しかしそれはミッドウェー攻略の次の日から始まっており、アメリカの主力および空母はハワイ諸島オアフ島の南東450海里から西方に急進中の状態から立ち上がった。ミッドウェー島攻略が奇襲によって成功することが前提で、敵機動部隊が現れることはもはや考慮されていなかったのである。連合艦隊は第一航空艦隊に対し敵艦隊に作戦中備えるように指導しながら、図上演習では攻略の翌日に敵艦隊がハワイにいるものとし、研究会では「敵艦隊が出現すれば、もうけものである」との楽観論さえ出る始末で、敵艦隊出現の可能性を薄く見ており、この空気が各部隊に伝わっていたという意見もある。打ち合わせにおいて第一航空艦隊は、部品が間に合わないので延期を要望し、連合艦隊は一日だけ一航艦の出撃延期を認め、6月4日予定の空襲は5日に変更されたが、7日の攻略は変更されなかったので、空襲前に攻略部隊船団が敵飛行哨戒圏内に入り、発見されやすくなった。しかしこれも連合艦隊はこれを敵艦隊誘出に役立つと楽観視した。
出撃前日の5月26日、赤城において作戦計画の説明と作戦打ち合わせが行われた。山口少将から索敵計画が不十分という意見があった。索敵計画を立案した第一航空艦隊航空参謀吉岡忠一少佐によれば、当時の敵情判断から索敵計画は改めなかったという。吉岡は、攻略作戦中に敵艦隊が現われるとはほとんど考えていなかったのと、索敵を厳重にするのが良いのはわかっていたが、索敵に艦上攻撃機（艦攻）を使うのは攻撃力の低下を意味するので惜しくてできなかったとして、状況判断が甘かったと回想している。
この計画での一航艦司令部の心配は、攻撃開始日が決まっているので奇襲について機転を働かせる余地がなかったことと、空母はアンテナの関係から受信能力が低いので、敵信傍受が不十分で敵情がわかりにくくなることであった。そのため、一航艦参謀長の草鹿少将は、連合艦隊司令部（主に旗艦の戦艦大和）が敵情を把握して作戦指示することを連合艦隊参謀長の宇垣参謀長に取りつけた。土井美二中佐（第八戦隊首席参謀）によれば、草鹿参謀長が「空母はマストが低くて敵信傍受が期待できない。怪しい徴候をつかんだらくれぐれも頼む」と出撃前に何度も確認していたという。

### 参加部隊の状態
山本長官の意気込みとは反対に、4月下旬に日本本土に戻った第一航空艦隊（南雲機動部隊）は問題を抱えていた。開戦以来、ドック入りや長期休暇もなく太平洋を奔走したので、艦・人員とも疲労がたまっていた。さらに「相当広範囲の転出入」という人事異動のため、艦艇と航空部隊双方の技量が低下していた。
ミッドウェー海戦後の戦闘詳報では「各科共訓練の域を出ず特に新搭乗員は昼間の着艦ようやく可能なる程度」と評している。雷撃機隊は「この技量のものが珊瑚海に於いて斯くの如き戦果を収めたるは不思議なり」と講評されている。水平爆撃と急降下爆撃は満足な訓練ができず、戦闘機隊は基礎訓練のみで編隊訓練は旧搭乗員の一部が行っただけ。着艦訓練は訓練使用可能空母が加賀のみだけだったので、新人搭乗員の訓練が優先され、ベテラン搭乗員でも薄暮着艦訓練を行った者は半分程度であった。戦闘詳報は「敵情に関しては殆ど得る所なく、特に敵空母の現存数、その所在は最後まで不明なりや。要するに各艦各飛行機とも訓練不十分にして且つ敵情不明情況に於いて作戦に参加せり」と述べている。
不安要素があったとはいえ、連合艦隊司令部、軍令部、南雲機動部隊のいずれも自信に満ち溢れていた。5月5日、永野軍令部総長より山本長官に対し大海令第18号が発令された。
1. 連合艦隊司令長官は陸軍と協力し「AF」（ミッドウェー）及「AO」（アリューシャン）西部要地を攻略すべし。
2. 細項に関しては軍令部総長をして指示せしむ。

大海令第18号により、ハワイ攻略の前哨戦として山本長官、宇垣参謀長の指揮下で艦艇約350隻、航空機約1000機、総兵力10万人からなる大艦隊が編成された。これは戦艦大和他の戦艦部隊（第一艦隊）が呉基地の柱島泊地を出撃、参加する初めての作戦であった。
淵田美津雄中佐によれば、第一航空艦隊航空参謀源田実は当時、第一段階作戦の後始末でミッドウェー作戦を検討する暇もなかったと打ち明けており、草鹿参謀長に至っては真珠湾で戦死した航空機搭乗員の二階級進級問題の折衝で走りまわり（航空機搭乗員の士気に関わるため）、ミッドウェー作戦の研究どころではなかったという。草鹿は「準備期間が不十分で不満もあったが強く反対せず、何とかやれるだろうと考えていた。それよりハワイ攻撃の戦死者の2階級特進の方に関心があった」という。
当初、瑞鶴、翔鶴を含む空母6隻の計画だったが、珊瑚海海戦の報告を聞いた時点で海軍首脳部は無傷の瑞鶴をミッドウェーに、大破した翔鶴を修理後アリューシャン作戦に回す予定であった。しかし翔鶴の修理には3ヶ月要し、また瑞鶴も無傷であったものの参加した搭乗員の損耗が激しく、トラック島に停泊、補充を待ちの状態で、本作戦に不参加となった。
これにより日本側の参加空母数が減ることとなったが、それでも隻数の上では4対3（日本軍は、エンタープライズ、ホーネット、ワスプ出現可能性考慮）と、アメリカ軍より優勢であった。ただしミッドウェー基地の航空機を計算に入れると、航空戦力比は日本軍「戦闘機105、急降下爆撃機84、雷撃機94、艦偵2、水上戦闘機24、水上偵察機10、計319（南雲部隊、近藤部隊、輸送部隊合計）」、アメリカ軍機動部隊「戦闘機79、急降下爆撃機112、雷撃機42」、アメリカ軍基地戦力「戦闘機27、急降下爆撃機27、雷撃機6、飛行艇32、大型爆撃機23」総計348機となって、ほぼ互角であった。
また、日本軍では情報管理が徹底しておらず、空母飛龍では出発前に誰もがミッドウェー作戦を知っており、一般住民の方が乗組員より先に目的地を知っていたという証言もある。異動してきた士官が「今度はミッドウェーですね」と挨拶し、さらに日用品や食料品を機関部の通路にまで詰め込んだ。連合艦隊司令部も、ミッドウェー島占領後に配備予定の21機の零戦（第六航空隊）を4隻の空母に詰め込んだ。野村留吉大佐（佐世保鎮守府参謀）によれば、海軍第二特別陸戦隊は「6月以降、当隊あての郵便物は左に転送されたし。ミッドウェー」と電報を打ったという。また5月下旬に呉に戻った重巡洋艦加古の高橋艦長は、息子から近々行われる大作戦について教えてくれとせがまれ困惑していた。第二艦隊参謀長白石萬隆少将は「連合艦隊は、作戦目標を多少漏らすことで敵艦隊の誘出を図ろうとしていた」との見解を述べている。そして、連合艦隊長官山本五十六大将は、愛人の河合千代子と密会し、別離を惜しんだ後の手紙に「5月29日に出撃して、三週間ばかり全軍を指揮する。多分あまり面白いことはないだろう。この戦いが終わったら、全てを捨てて二人きりになろう」と記している。

### K作戦
作戦では日本側の事前索敵計画として6月2日までに2個潜水戦隊をもって哨戒線を構築する予定だった。しかし担当する第六艦隊（潜水戦隊で構成された艦隊）で長距離哨戒任務に適した3個潜水戦隊の内、第二潜水戦隊はインド洋での通商破壊戦後の整備中、第八潜水戦隊は豪州・アフリカでの作戦任務中、第一潜水戦隊は北方作戦に充てられることになったのでどれも作戦には投入できなかった。
したがって、「大型」で構成される第三・五潜水戦隊が担当することになったが、五潜戦は日本からクェゼリンへの回航途上で（第六艦隊に作戦が通知された5月19日時点）予定期日に間に合うのは不可能、三潜戦も所属の潜水艦の内3隻が第2次K作戦に充てられたので、両隊あわせて9隻の潜水艦が予定配置についたのは6月4日になってしまった。特に米海軍第16任務部隊が6月2日に五潜戦の担当海域を通過しており、本作戦における大きな禍根になった。
次に予定されていたのは第二十四航空戦隊によるミッドウェー周辺への航空索敵である。これは二式大艇によるウェーク島を経由した索敵計画であったが、ウェーク環礁が二式大艇を運用するには浅すぎ、経由地がウォッゼ環礁に変更された結果ミッドウェー全海域の索敵が不可能となった。更にパイロットの技量不足で夜間着水が困難であり、薄暮までにはウォッゼ環礁に帰還する必要があったので、肝心な北方海域哨戒（5月31日）が短縮された。これによって結局、米艦隊を発見することはできなかった。仮に予定どおり北方海域を哨戒していれば、米艦隊を発見できた確率は非常に高かった。
最後に計画され、連合艦隊が最も重視した第2次K作戦は、オアフ島西北西480海里にあるフレンチフリゲート礁で潜水艦の補給を受けた二十四航戦の二式大艇によるオアフ島の航空索敵である。第1次は3月に実施し、さらに二式大艇によるハワイ空襲時にもフレンチフリゲート礁は使用された。しかし、アメリカ軍は日本軍の作戦を暗号解読で察知すると、海域一帯に警戒艦艇を配置して封鎖した。潜入した伊号第百二十三潜水艦は、「見込み無し」という報告を送った。これを受け、第十一航空艦隊は5月31日21時23分に作戦中止を二十四航戦に指示した。この偵察作戦が成功すれば、それがもたらす成果は大きいはずだったが、大型機による夜間偵察では大型艦を空母と誤認する危険があった。また米空母の真珠湾在泊を確認できれば作戦の価値は極めて大きいが、米空母が不在であった場合は、5月末から6月初にかけての日本海軍の状況判断から見て、米空母はまだ南太平洋方面で行動中であろうと判断したのではないかという意見もある。6月1日、二十四航戦の司令部からミッドウェーの600海里圏付近で敵の潜水艦や飛行艇と会敵したことと、第2次K作戦の中止が連合艦隊司令部、南雲機動部隊司令部に伝達された。無線封止が重要視されたため連合艦隊司令部からは南雲機動部隊に作戦中止の連絡はしていない。作戦中止に対し、連合艦隊司令部から作戦再興の指示は出されなかった。南雲機動部隊首脳部も、K作戦の中止を大した問題とは考えなかった。連合艦隊参謀らによれば、知敵手段は崩れたが、連合艦隊は米艦隊はハワイからの出撃が遅れるだろうと考えていたので大した心配はしていなかったという。

## アメリカ軍の対応

### 情報収集と分析
アメリカ軍は日本軍来襲の情報を収集・分析し、ミッドウェー作戦に備えていた。1942年3月4日、太平洋艦隊司令長官チェスター・ニミッツはオアフ島に日本軍の大型航空機（二式飛行艇）2機が爆撃を行い（K作戦）、同月11日にはミッドウェーに新型飛行艇（前同 二式飛行艇）1機が接近、撃墜されたことをふまえ、日本軍の攻勢の兆候と判断した。ただこれは誤解で、実際には日本軍の爆撃は攻勢作戦とは関係のない偵察監視・妨害作戦に過ぎなかった。日本海軍の主力部隊は南方作戦後に日本本土へと帰投しており、次に太平洋のどこかを攻撃することは確実であるものの、ハワイ、ミッドウェー、米本土西岸など可能性が幅広く、判断がまとまっていなかった。米本土西岸への日本軍上陸の誤報（例：ロサンゼルスの戦い）なども影響している。
真珠湾攻撃直前に変更された日本海軍の戦略暗号 "D"は、アメリカ軍の諜報部よりJN-25と呼ばれていた。1942年4月頃には、ハワイ真珠湾に所在するアメリカ海軍エドウィン・レイトンの情報班が、日本軍の暗号を断片的に解読し、日本海軍が太平洋正面で新たな大規模作戦を企図していることについても、おおまかに把握していた。この時点では時期・場所などの詳細が不明であったが、5月頃から通信解析の資料が増えてきたことにより暗号解読との検討を繰り返して作戦計画の全体像が明らかになると、略式符号「AF」という場所が主要攻撃目標であることまでわかってきた。「AF」がどこを指しているのかが不明な状態であったが、アメリカ側は日本海軍の編成表から「A」「AO」「AOB」がアリューシャン方面であることは明白であると判断した。

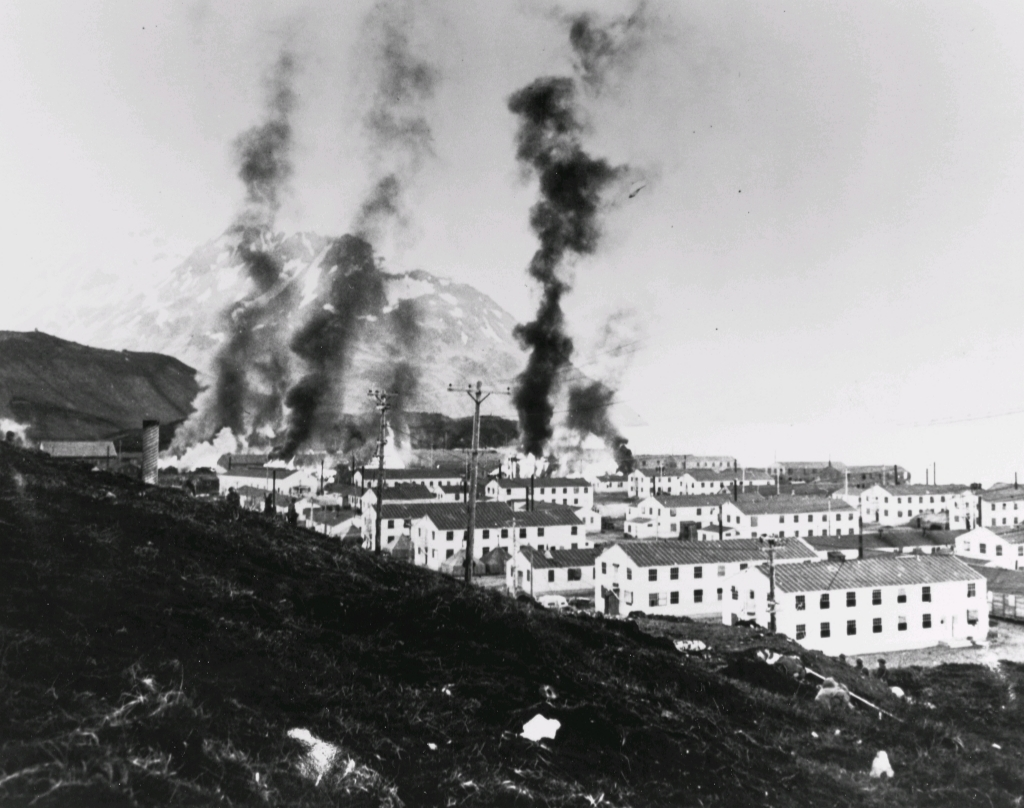
爆撃されるダッチハーバー（6月3日）

ワシントンのアメリカ統合参謀本部は攻撃目標をハワイ、陸軍航空隊ではサンフランシスコだと考え、またアラスカ、米本土西岸だと考える者もいた。5月中旬になっても決定的な情報はなかったが、ニミッツ大将は各種情報と戦略的な観点からミッドウェーが目標であると予想し、ハワイ所在のレイトン情報主任参謀らも次第にミッドウェーが目標であるとの確信を深めていった。
5月11日ごろ、諜報部にいた青年将校ジャスパー・ホームズの提案により、決定的な情報を暴くための一計が案じられた。彼は、ミッドウェー島の基地司令官に対してオアフ島・ミッドウェー間の海底ケーブルを使って指示を送り、ミッドウェーからハワイ島宛に「海水ろ過装置の故障で、飲料水不足」といった緊急の電文を英語の平文で送信させた。その後、程なくして日本のウェーク島守備隊（クェゼリン環礁所在の第六艦隊説もあり）から発せられた暗号文に、「AFは真水不足、攻撃計画はこれを考慮すべし」という内容が表れたことで、AFはミッドウェー島を示す略語と確認された。こうしてミッドウェー島及びアリューシャン方面が次の日本軍の攻撃目標だと確定された。
日本側にも「6月1日における第三部特務班の判断」として、「ミッドウェー島が清水不足を訴えている」と軍令部作戦課佐薙毅中佐の日誌に残されている。一方、このエピソードについては、実際の暗号解読状況や手法を秘匿するための粉飾とする説もある。沈没する空母飛龍から脱出後、アメリカ軍に救助され捕虜となった相宗邦造中佐ら機関科兵34名は、アメリカ軍情報士官から1942年5月に就役したばかりの飛鷹型航空母艦隼鷹の写真を見せられて仰天している。萬代久男少尉によれば、「隼鷹」の写真は軍極秘回覧簿で見たものと全く同じであった。萬代は暗号解読云々よりも、むしろ連合軍諜報活動の方が連合軍の情報戦勝利に影響を与えたと述べている。
5月26日までにハワイの情報隊は暗号解読に成功し、各部隊の兵力、指揮官、予定航路、攻撃時期などが判明した。ニミッツ大将はこの結果をミッドウェー基地の部隊に伝えたが、米国首都ワシントンではこの情報を全面的には信用せず、日本軍の偽情報ではないかと疑問を持つ者もいた。ニミッツ大将は、日本軍がサンフランシスコを攻撃するのに陸上戦力を伴うわけがなく、自己の意見が間違いないと主張、論争は続いたが、ニミッツ大将は自己の主張に基づいて作戦準備を進めた。5月26日以降は日本軍が暗号・乱数表を変えたために解読できなくなった。

### 戦力の準備
ハワイ諸島は、アメリカにとって太平洋正面の防衛・進攻の戦略的に重要な根拠地であった。ミッドウェー島はハワイ諸島の前哨であり、戦略的要衝である。ニミッツ大将は日本軍の来襲の危険性があるミッドウェーを5月3日に視察し、同島守備隊の指揮官シマード海軍中佐と防備の強化について打ち合わせた。このとき、シマード中佐は兵器と人員が充足すれば防衛は可能であると意見を述べ、ニミッツ大将はシマード中佐の要望どおりの補強を行うことにして防備を固めようとした。こうして、ミッドウェー島に集結した航空機は当時最新鋭のTBF雷撃機を含む約120機、アメリカ海兵隊を含む人員の補強は3027人に達し、防爆掩蓋や砲台も配備していた。陸上部隊は士気が高かったが、航空部隊は寄せ集めが多く、また整備員の増強がなかったために搭乗員自ら整備・燃料補給を行うなど、完全に充足した部隊ではなかった。それでも、日本海軍陸戦隊5000名の上陸を撃退するには十分な兵力だった。
ハワイの情報隊は、日本海軍のミッドウェーへの攻撃が6月3日から5日までに行われることを事前に察知し、日本側が陽動作戦として計画していた、空母龍驤と隼鷹を中心とする部隊をアリューシャン方面に向かわせてアッツ島、キスカ島などを占領、ダッチハーバーなどを空爆する作戦も陽動であることを事前に見抜いており、ニミッツ大将はこれらの情報に基づいて邀撃作戦計画を立案した。日本軍の兵力は大きく、ニミッツ大将の指揮下にある使用可能な戦力を全て投入しても対抗するためには不足が大きかった。したがって、アリューシャン・アラスカ方面には最低限の戦力を送るにとどめ、主力をミッドウェーに集中することにした。
アメリカ軍の作戦計画は5月28日に『太平洋艦隊司令長官作戦計画第29-42号』として発令され、内容は、第1に敵を遠距離で発見捕捉して奇襲を防止、第2に空母を撃破してミッドウェー空襲を阻止、第3に潜水艦は哨戒及び攻撃、第4にミッドウェー島守備隊は同島を死守などというものであった。

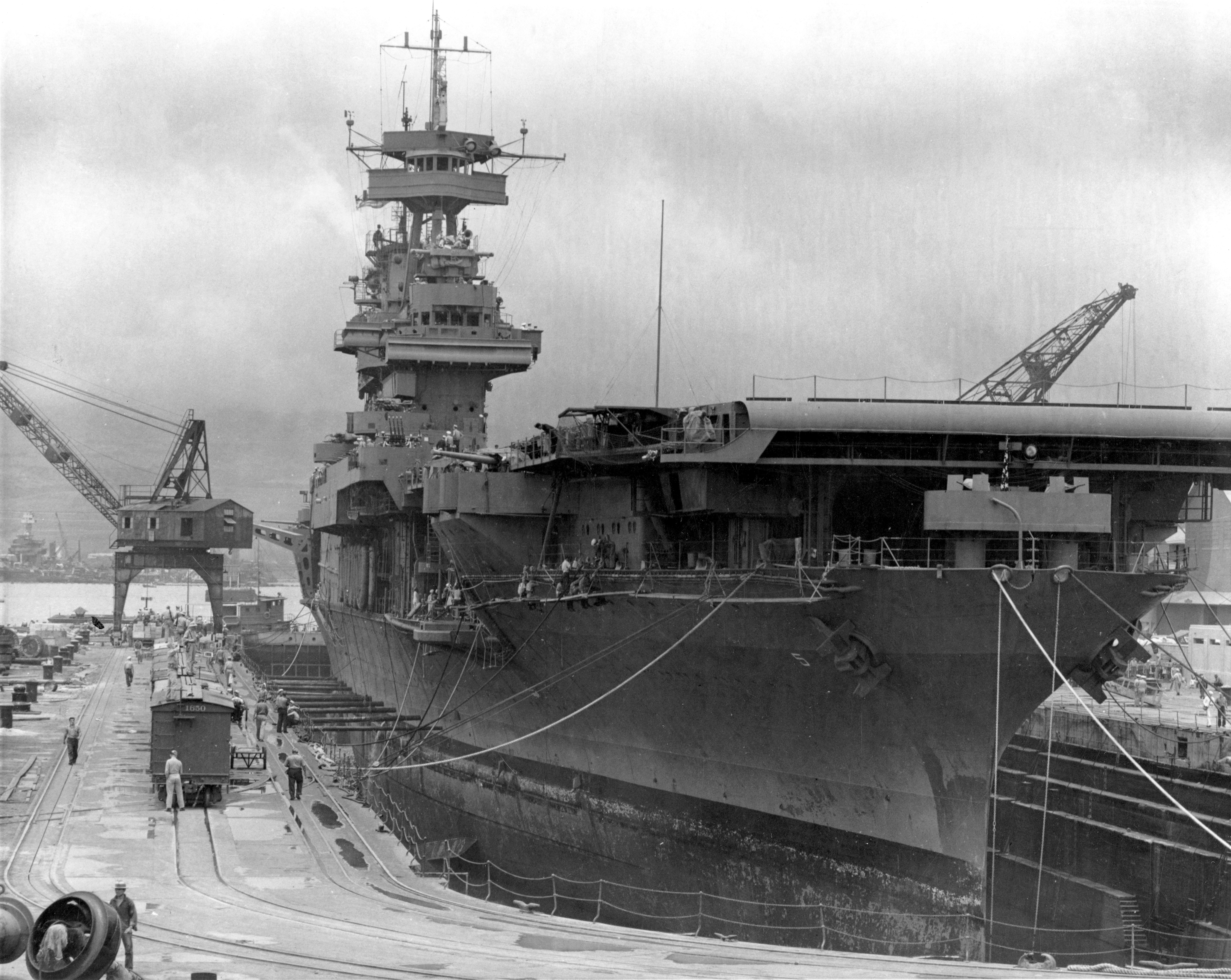
真珠湾のドックに入る空母ヨークタウン

5月28日に作戦計画を発した時点で、ニミッツ大将が投入を期待できる空母は2隻のみだった。サラトガは日本海軍潜水艦の攻撃で損傷して修理を要する状態にあり、第17任務部隊（TF-17）の2隻は珊瑚海海戦で大打撃を受けていた。
フレッチャー少将の第17任務部隊は、珊瑚海海戦においてポートモレスビー防衛を成功させ、日本海軍の軽空母1隻（祥鳳）を撃沈。主力空母（翔鶴）にもダメージを与えたものの、自身も主力空母レキシントンを失い、ヨークタウンが中破していた。ヨークタウンへの命中は爆弾1発のみであったが、排煙経路を破壊される重大損傷で、機関からの燃焼煙を正常に排出できずボイラーが出力を上げられず、速力が24ノットに低下。また、2発の至近弾で左舷燃料タンクから燃料が漏れ出していた。特に珊瑚海海戦では艦隊付属の油槽船ネオショーを失い、この燃料漏れは海上での立ち往生になりかねなかった。
ニミッツ大将は、日本軍の侵攻に備えて太平洋南西部よりフレッチャー少将の第17任務部隊をハワイに呼び戻した。途中で何とか燃料を補給できたヨークタウンは5月27日に真珠湾に到着、直ちに乾ドックに入れられて突貫の応急修理工事が実施された。特に燃料タンクの損傷については、アメリカ西海岸のワシントン州ブレマートン港にて長期の修理を行う必要があるとの見通しがあったが、ハワイでの72時間の不眠不休の作業によって、空母としての機能を取り戻し、5月30日に乾ドックを出た。出撃時、艦には修理工が乗ったままであり、戦場へ向かって航行中も修理が続けられた。この応急修理について、乗組員は「いいかげんな間に合わせ」と評している。ヨークタウンを母艦とする第5航空群は珊瑚海海戦で損耗していたので、修理のために本国に戻るサラトガの第3航空群と入れ替えられた。これで、当時のアメリカ海軍太平洋艦隊が投入できる空母戦力の全てがミッドウェーの戦いに参戦する形が整えられた。
もしニミッツ大将が準備できた空母が、第16任務部隊のエンタープライズ、ホーネットの2隻のみであった場合、戦いの様相もまた違っていた可能性は高い。前述にもあるが、日本側はアメリカ海軍の太平洋における戦闘可能空母をこの時点で正規空母2-3隻、軽空母2-3隻と見積もっており、ワスプや軽空母が出現することはあっても、珊瑚海海戦で中破したヨークタウンがミッドウェー作戦に間に合うとは想像だにしていなかった。

## 戦闘の経過

ミッドウェー海戦 戦闘の経過

### ミッドウェー攻撃前

#### 両軍の移動
1942年5月28日、アメリカ海軍太平洋艦隊司令長官発の作戦計画に従い、エンタープライズ、ホーネットを基幹とする第16任務部隊（TF-16）が真珠湾を出撃し、続いて5月30日には第17任務部隊（TF-17）も基幹となるヨークタウンの緊急修理の完了を待つ形で真珠湾を出撃。死守命令を受けたミッドウェー島守備隊を助けるため一路ミッドウェー島を目指し、来襲する日本軍を待ち構えた。
1942年（昭和17年）5月27日（日本の海軍記念日）、南雲忠一中将率いる第一航空戦隊（赤城、加賀）、第二航空戦隊（飛龍、蒼龍）を中心とする第一航空艦隊が広島湾柱島から厳重な無線封止を実施しつつ出撃した。5月28日、ミッドウェー島占領部隊輸送船団が水上機母艦千歳、駆逐艦親潮、黒潮と共にサイパンを出航した。海軍陸戦隊（大田実少将）と設営部隊、陸軍からは一木清直陸軍大佐率いる陸軍一木支隊が乗船していた。船団は第二水雷戦隊（旗艦：軽巡洋艦神通）他に護衛され北上した。5月29日、連合艦隊司令長官山本五十六大将が直卒する主力部隊も広島湾柱島を出撃した。三和義勇大佐（連合艦隊作戦参謀）は「今は唯よき敵に逢はしめ給えと神に祈るのみ。敵は豪州近海に兵力を集中せる疑あり。かくては大決戦は出来ず。我はこれを恐れる」「長官から兵にいたるまで誰一人として勝利についていささかの疑問をいだく者はいない。戦わずして敵に勝つの概ありと言うべきか」と日記にしたためている。
5月30日、日本輸送部隊付近の米潜水艦がミッドウェーに長文の緊急電を発信し、日本はこれを傍受した。宇垣連合艦隊参謀長は、輸送部隊を発見して報告するものとすれば、敵が備えるところとなり、獲物がかえって多くなると考えた。また、宇垣は、アメリカ軍の緊急交信が従来の例を見ず、ミッドウェーに向かっていることがばれている可能性もあるが、いずれにせよ変更はしないと考えた。連合艦隊が何の対応も取らなかったことはこれ以上なく悔やまれることで、南雲艦隊に空襲を中止させ、米機動部隊を撃滅する方法もあったという意見もある。
6月4日夜、主力部隊旗艦大和の連合艦隊司令部敵信班はミッドウェー島付近で敵空母らしい呼び出し符号を傍受した。山本は、直ちに南雲機動部隊に通報するよう参謀に伝えた。だが「無線封鎖を破れば敵に位置を知られる」「一航艦が搭載機の半数をもって反撃に備えている」「南雲機動部隊の方が近く同じく傍受したはず」という判断から見送られた。連合艦隊首席参謀黒島亀人大佐は、山本長官が一航艦に知らせるかと尋ねたとき知らせないよう具申したのは、自分の大きな失敗の一つであると話している。連合艦隊航空参謀佐々木彰中佐によると、山本長官はすぐ赤城に知らせてはと注意されたので幕僚が集まって研究したが、結局長官に申し上げて赤城に打電しないこととした。しかし南雲機動部隊は傍受しておらず、予定どおりに作戦を続けた。
日本時間6月3日午前10時30分、南雲機動部隊は深い霧の中で混乱し、旗艦赤城は飛龍、蒼龍と2戦艦（榛名、霧島）の艦影を見失った。飛龍と霧島は衝突しかけたので、司令部では無電を使用するかどうか議論があったが、長波無電を使用して艦隊の針路を定めた。無線の使用によりアメリカ軍が南雲部隊の行動を察知したという説が日本側にあるが、アメリカ軍側にこの通信を傍受した記録はない。6月4日午前3時37分、南雲部隊は補給隊と駆逐艦秋雲を分離した。午前10時25分、南雲司令部は各艦に「敵情に応じ行動に変更あるやも知れず」とし、制空隊の集合や収容に注意するよう通達を出している。午後4時30分、赤城と利根がアメリカ軍機らしき機影を発見すると、赤城から3機の零戦が発進して迎撃に向かった。南雲機動部隊は、誤認の可能性が高いと判断している。午後11時30分、赤城は雲間にアメリカ軍機を発見して総員を戦闘配置につけたが、その後は平穏に過ぎた。赤城では日本軍輸送船団が爆撃を受けた（後述）ことを知り、またアメリカ軍索敵機を撃墜できなかったことでミッドウェー基地に対する奇襲効果が失われたことを悟ったが、米空母が出撃してきていることには考え至っていなかった。

#### 日本軍輸送船団への攻撃
アメリカ軍は5月30日以降、ミッドウェー島基地航空隊の32機のPBYカタリナ飛行艇による哨戒が行われていた。6月2日、フランク・J・フレッチャー少将の第17任務部隊とレイモンド・スプルーアンス少将の第16任務部隊がミッドウェー島の北東で合流。この合流した機動部隊の指揮はフレッチャー少将がとることになった。6月3日 (09:00)、カタリナ飛行艇1機（ジャック・リード少尉機）が日本軍輸送船団と護衛の第二水雷戦隊を発見する。(12:30)、ミッドウェー島から第7陸軍航空部隊分遣隊のB-17爆撃機9機（指揮官：ウォルター・スウィーニー中佐）が発進、攻撃に向った。日本時間6月4日午後1時（現地時間6月3日16:23）、船団を発見したB-17部隊は爆撃を開始し、戦艦、空母、輸送船など、多数の艦艇撃破を報告した。実際は輸送船あるぜんちな丸、霧島丸が至近弾を受けたのみで損害もなかった。
（現地時間6月3日21:30）、オアフ島から増援されたPBYカタリナ飛行艇4機（指揮官：チャールズ・ヒッパード中尉）が魚雷を積んで出撃する。（現地時間6月4日01:15）レーダーで船団を発見 (01:43) し、雷撃を開始した。夜間だったので完全な奇襲になり、輸送船清澄丸が機銃掃射され、あけぼの丸に魚雷1本が命中し戦死者11名が出たが、両船とも航行に支障はなかった。この時、船団を護衛すべき第七戦隊（栗田健男少将）の重巡洋艦4隻（熊野、鈴谷、三隈、最上）は船団を見失って離れた地点にいた。これは栗田少将のミスというより田中頼三少将（船団指揮官・第二水雷戦隊司令官）の判断により、輸送船団が予定航路から北100海里地点を航行していたからである。
ミッドウェー基地からの艦隊発見の報を受け、米太平洋艦隊司令部は、B-17が攻撃した艦隊は敵主力機動部隊にあらずと判断し、第16・17両任務部隊に日本軍機動部隊と間違えて攻撃に向わないよう緊急電を打った。フレッチャー司令官も同じ判断を下し、行動を行わなかった。午後4時50分 (19:50) には予想迎撃地点に向けて南西に進路を変更している。この段階では、フレッチャーとスプルーアンスも南雲機動部隊の位置を把握していなかった。

### 米基地航空隊との戦闘

#### ミッドウェー島空襲

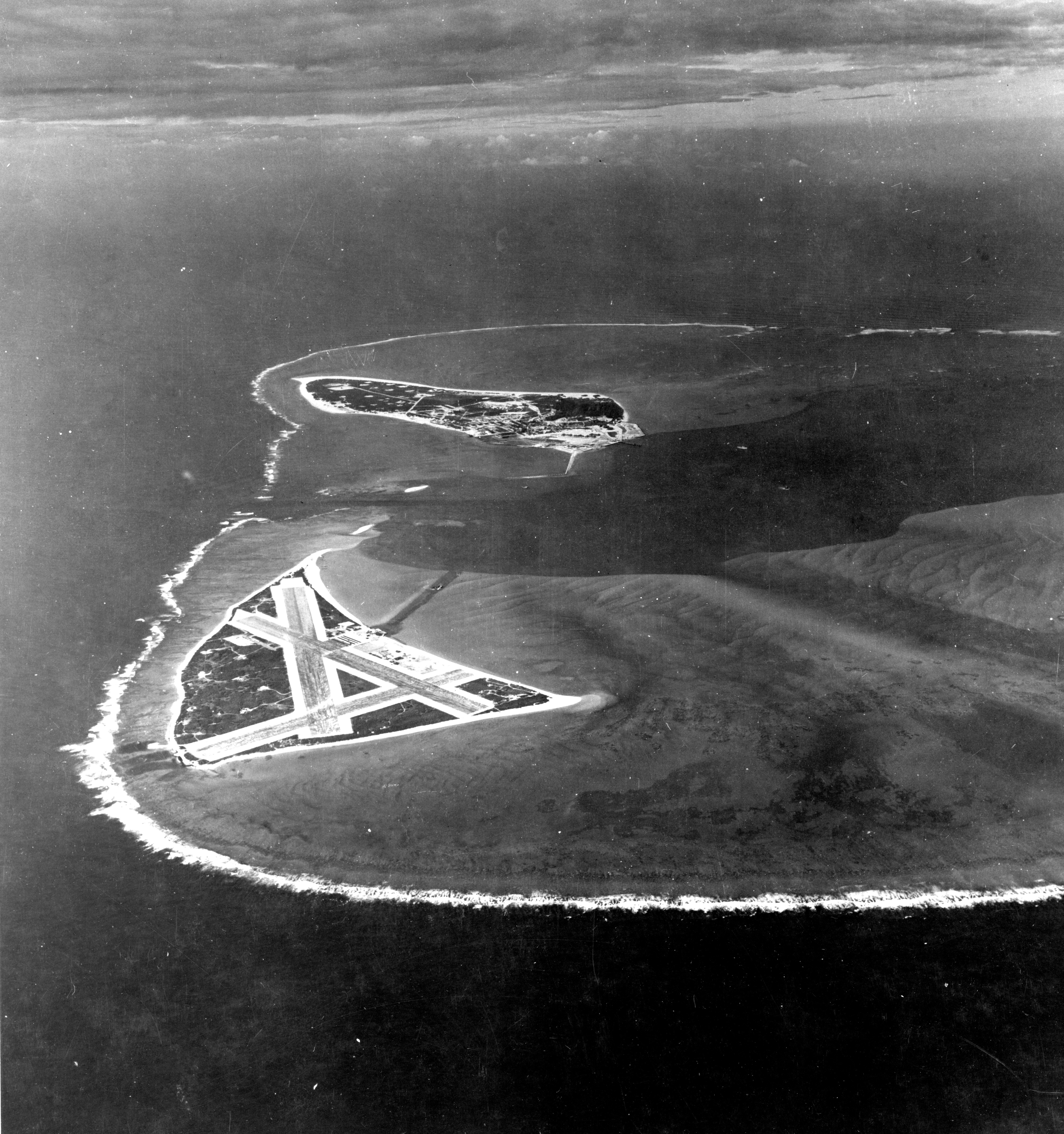
ミッドウェー島。手前は飛行場のあるイースタン島。奥は飛行艇基地のあるサンド島。

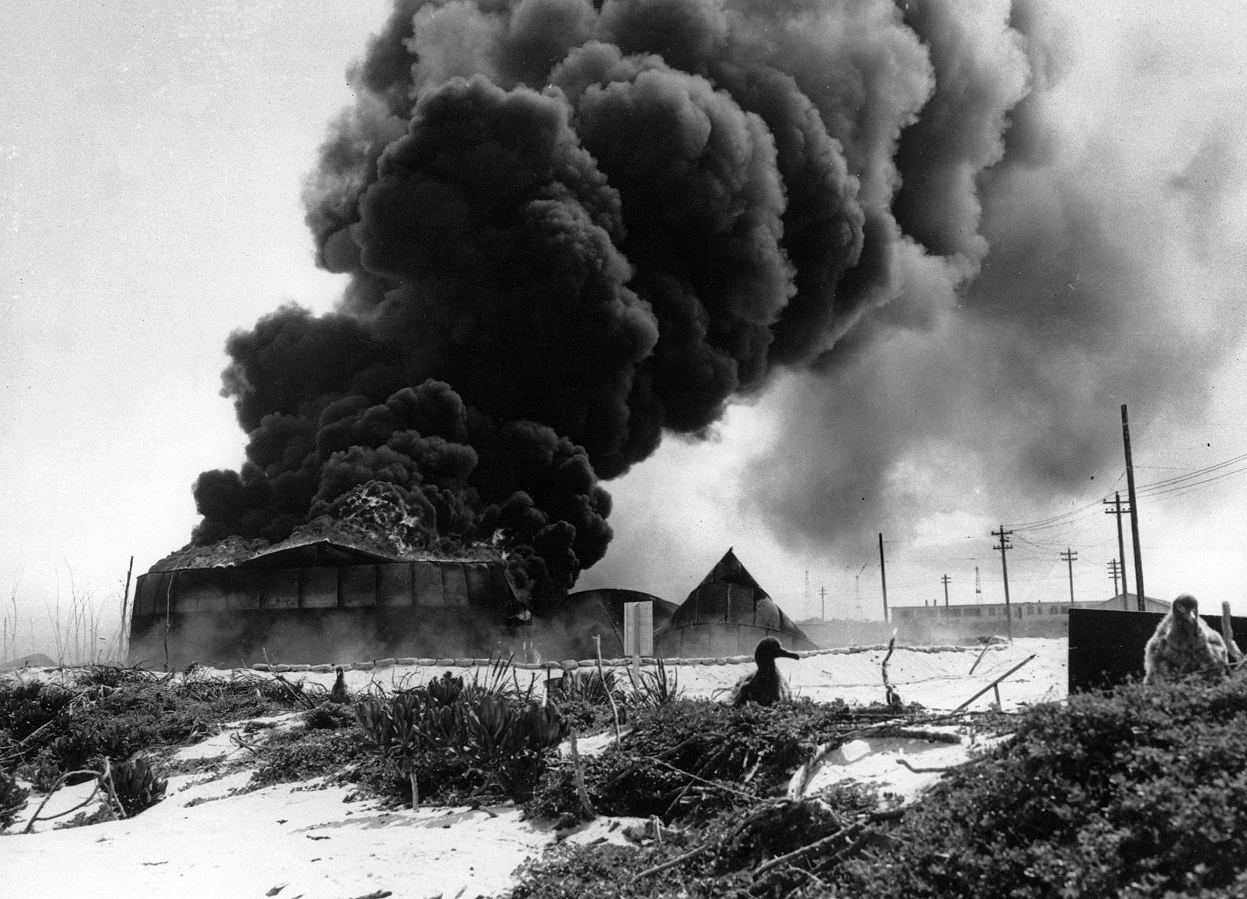
炎上するミッドウェー基地。

「軍艦加賀戦闘詳報」によれば、日の出は日本時間6月5日午前2時（現地時間6月4日05:00）、日没は午後4時 (19:00) 頃、南雲機動部隊上空の天候は曇り、雲量8、雲高500から1000であった。
日本時間6月4日午後10時30分（現地時間6月4日1:30）、米空母では航空機搭乗員に朝食が出され、その後、出撃待機となり命令を待った。一時間後、搭乗員整列が下令、艦長や航空群司令からの指示や注意事項が通達された。日本時間6月5日午前1時15分 (04:15)、ミッドウェー基地からPBY飛行艇による哨戒隊、15分後には第17任務部隊の空母ヨークタウンからSBD ドーントレス爆撃機からなる偵察隊が航空偵察に出撃した。ウォリィ・ショート大尉の隊は、日本軍水上偵察機1機と交戦したと報告した。この時点で南雲機動部隊は、ヨークタウンから西方200海里を航行している。
日本時間6月5日午前1時30分 (04:30)、南雲機動部隊はミッドウェー空襲隊（友永丈市大尉指揮:零式艦上戦闘機36機、九九式艦上爆撃機36機、九七式艦上攻撃機36機、合計108機）を発進させた。本来ならば淵田中佐が総指揮官として出撃するはずだったが、淵田は虫垂炎による手術を行ったばかりで出撃できなかった。源田実航空参謀も風邪により熱を出していた。日本軍は「敵空母を基幹とする有力部隊附近海面に大挙行動と推定せず」という方針の元に攻撃を開始する。近藤中将の攻略部隊（第二艦隊）がミッドウェー島に上陸する日は6月7日と決定されており、南雲機動部隊はそれまでにミッドウェー基地の戦闘力を奪わなければならなかった。奇襲の成立が前提にあり、空襲の攻撃主目標は地上・上空の飛行機、副目標が滑走路、航空施設、防空陣地であった。源田実参謀によれば、滑走路が副目標であるのは支那事変（日中戦争）の戦訓から長期間使用不能にすることが困難であるから、また艦爆が対空砲火による被害が大きいことも支那事変でわかっていたが命中率の良さから採用し、800キロ爆弾は開戦後の経験から陸上攻撃に大きな効果があることが分かっていたため採用したという。
各空母からの発艦機数は、赤城から零戦9機、九九艦爆18機、加賀から零戦9機、九九艦爆18機、蒼龍から零戦9機、艦攻18機（800キロ爆弾装備）、飛龍から零戦9機、艦攻18機である。このうち、飛龍艦攻1機（赤松作 飛特少尉）が故障で引き返している。四空母に残った戦力は、零戦36（各艦9）、艦爆36（飛龍18、蒼龍18）、艦攻41（赤城17、加賀26）であった。一航戦の艦攻には航空機用魚雷、二航戦の艦爆には250キロの通常爆弾が装着され、各空母格納庫で待機。アメリカ側記録には、二航戦はセイロン沖海戦の戦訓を踏まえ陸上攻撃・艦船攻撃どちらでも対応できるようにするため未装備状態だったとする意見もある（何れのアメリカ側記録資料、研究者によるかは不明）。
また偵察機として赤城 、加賀から九七式艦攻各1機、（赤城は後に飛龍に着艦する西森暹飛曹長機）重巡洋艦利根、筑摩から零式水上偵察機各2機、戦艦榛名から九五式水上偵察機が発進した。索敵機の発進は日の出の30分前、午前1時30分と定められていた。だが第八戦隊司令官阿部弘毅少将の判断で利根は対潜哨戒につく九五式水上偵察機の発艦が優先された。このため筑摩機は (04:35) 午前1時35分（第5索敵線）、(04:38) 午前1時38分（第6索敵線）に零式水上偵察機が発進、(04:50) 午前1時50分に対潜哨戒機発進。利根は (04:38) 午前1時38分に対潜哨戒機、(04:42) 午前1時42分（第3索敵線）、(05:00) 午前2時（第4索敵線）にそれぞれ水偵が発進した。戦闘詳報には「利根、筑摩とも出発著しく遅延す」「筑摩6号機は天候不良のため午前3時35分に引き返せり」という記載がある。
筑摩の遅れは、機長兼飛行長の黒田信大尉によれば、待機していたが艦長から発艦命令がなかったので催促したという。艦長の古村啓蔵大佐によれば、発艦が遅れた理由は思い出せないが催促されて判断し発艦させたという。利根の遅れは、通信参謀矢島源太郎と飛行長武田春雄によれば、射出機の故障は記憶になく、大きく遅れた感じはなかったという。第八戦隊首席参謀土井美二中佐によれば、なにか滑走車のピンが抜けた入らないで騒いでいた気がするという。
最後に各空母より零戦1個小隊3機が直掩（援）のため出撃した。このうち、加賀の零戦1機が故障のために飛び立てず合計11機となる。そして南雲艦隊は針路を再びミッドウェー島に向け進撃を開始した。午前2時20分 (05:20)、南雲長官より「敵情に変化なければ第二次攻撃は第四編成（指揮官加賀飛行隊長）をもって本日実施予定」という信号が送られた。これは米艦隊が出現しないことが明確になった時点で兵装を対地用に変更し、ミッドウェーを再空襲することを予令として通知したものである。仮に第二次攻撃隊が出撃すると、南雲機動部隊に残された航空兵力は各空母零戦3機となるはずだった。一方で、複数の関係者からこの予令が存在しない旨の証言がある。（「#資料の問題」節を参照）
午前2時15分 (05:15) 頃、アディ大尉が操縦するPBYカタリナ飛行艇は日本軍零式水上偵察機（利根4号機）を発見、近くに日本艦隊がいると判断した大尉は付近を捜索した結果、15分後に南雲部隊を発見して「日本空母1、ミッドウェーの320度、150浬」と平文で報告した。日本側もPBY飛行艇を発見し、警戒隊の軽巡洋艦長良から、続けて戦艦霧島から敵機発見を知らせる煙幕があがった。南雲機動部隊は直掩（援）零戦隊を発進させ始めたが、アメリカ軍飛行艇は雲を利用して回避しつつ接触を続け、零戦隊はとうとうアディ大尉のPBY飛行艇を撃墜できなかった。午前2時40分 (05:40)、アディ大尉機と同じ針路を遅れて飛んでいたチェイス大尉のPBY飛行艇もミッドウェー空襲隊を発見・報告した。アメリカ軍偵察機が南雲部隊発見を通報した無電はミッドウェー基地や南雲部隊などには傍受されたが、第16・17任務部隊には混線したため内容が把握できなかった。両部隊が内容を把握できたのはPBYからの続報を元にして、(06:03) にミッドウェー基地が打電した平文の緊急電を傍受してからである。この平文電報は赤城でも傍受している。
空襲が予想されるミッドウェー基地では、午前3時 (06:00) に迎撃の戦闘機としてF2Aブリュースター・バッファロー戦闘機20機、F4Fワイルドキャット戦闘機6機が出撃し、続いてTBFアベンジャー雷撃機6機、B-26マローダー爆撃機4機、SB2Uビンジゲーター急降下爆撃機12機、SBDドーントレス急降下爆撃機16機からなる混成攻撃隊が南雲部隊へ向けて発進した。基地には予備のSB2U 5機及びSBD 3機が残された。午前3時7分 (06:07)、ミッドウェー基地経由で日本軍空母発見の報告を受けたフレッチャー少将は直ちに行動を開始すると、エンタープライズのスプルーアンスに対して攻撃を命令した。アメリカ海軍の3空母は直ちに出撃準備を開始、スプルーアンスはエンタープライズとホーネットの攻撃隊発進を午前4時 (07:00) と指定した。
午前3時16分 (06:16)、ミッドウェー基地上空の米軍戦闘機隊は艦攻、艦爆、戦闘機隊の順で進撃して来る日本軍攻撃隊（友永隊）107機を発見する。戦闘はカタリナ飛行艇の吊光弾投下と米軍機の奇襲で始まり、先頭の友永隊長機を始め艦攻多数が被弾、直後に零戦隊が逆襲に転じて戦闘機同士の制空戦となった。約15分の空中戦は日本側の勝利に終わる。迎撃したバッファロー20機のうち13機、ワイルドキャット6機のうち2機が撃墜され、帰還したバッファロー5機、ワイルドキャット2機が使用不能となった。アメリカ軍の妨害を排除した日本軍攻撃隊は、午前3時30分 (06:30) から午前4時10分 (07:10) にかけて空襲を実施した。映像撮影のため派遣されていた映画監督のジョン・フォードなどが見守る中、重油タンクや水上機格納庫、戦闘指揮所、発電所、一部の対空砲台を破壊し基地施設に打撃を与えたが、滑走路の損傷は小さく、死傷者も20名と少なかった。九九艦爆の搭乗員は、飛行機のない滑走路を爆撃して虚しい思いをしたと回想している。日本軍攻撃隊は、アメリカ軍戦闘機41機撃墜確実・9機不確実を主張し、艦攻5機、艦爆1機、零戦2機を失った。残る機も相当数が被弾しており、艦攻16、艦爆4、戦闘機12（修理不能2）が損傷した。友永大尉機も被弾によって無線機が使用不能となり、小型黒板を通じて二番機に中継代行をさせている。アメリカ軍側は空中戦で日本軍機40-50機を撃墜・地上砲火で10機撃墜を主張し、バッファロー13機、ワイルドキャット2機を失い、残る戦闘機も被弾して出撃可能機は2機となった。また、帰途につく艦攻隊に最初の空戦で海面に不時着した艦航隊第二中隊長機菊池六郎中隊長以下3名がゴム筏の上でマフラーを振っているのが発見され非常食が投下されたが、その後の戦況のため救助されることはなかった。
攻撃の成果が不十分と判断した友永大尉は午前4時 (07:00)、南雲機動部隊に対し「カワ・カワ・カワ（第二次攻撃の要あり）」と打電して第一次攻撃隊の攻撃は不十分であることを伝えた。ミッドウェー基地攻撃中の午前3時49分 (06:49)、筑摩の4号機が天候不良のため引き返すと報告（受信午前3時55分）。午前3時55分 (06:55)、利根の1号機から「敵15機わが艦隊に向け移動中」という報告を受け、更に零戦6機を直掩に加えた。アメリカ軍側の記録によれば、ヨークタウンから発進した10機の索敵機である。同じく四空母に分乗している第六航空隊の零戦21機を使用できるよう準備を指示している。直掩隊は弾薬と燃料補給のため頻繁に着艦・交替を繰り返したので、飛行甲板に艦攻や艦爆を並べることができなかった。

#### 米基地航空隊の空襲

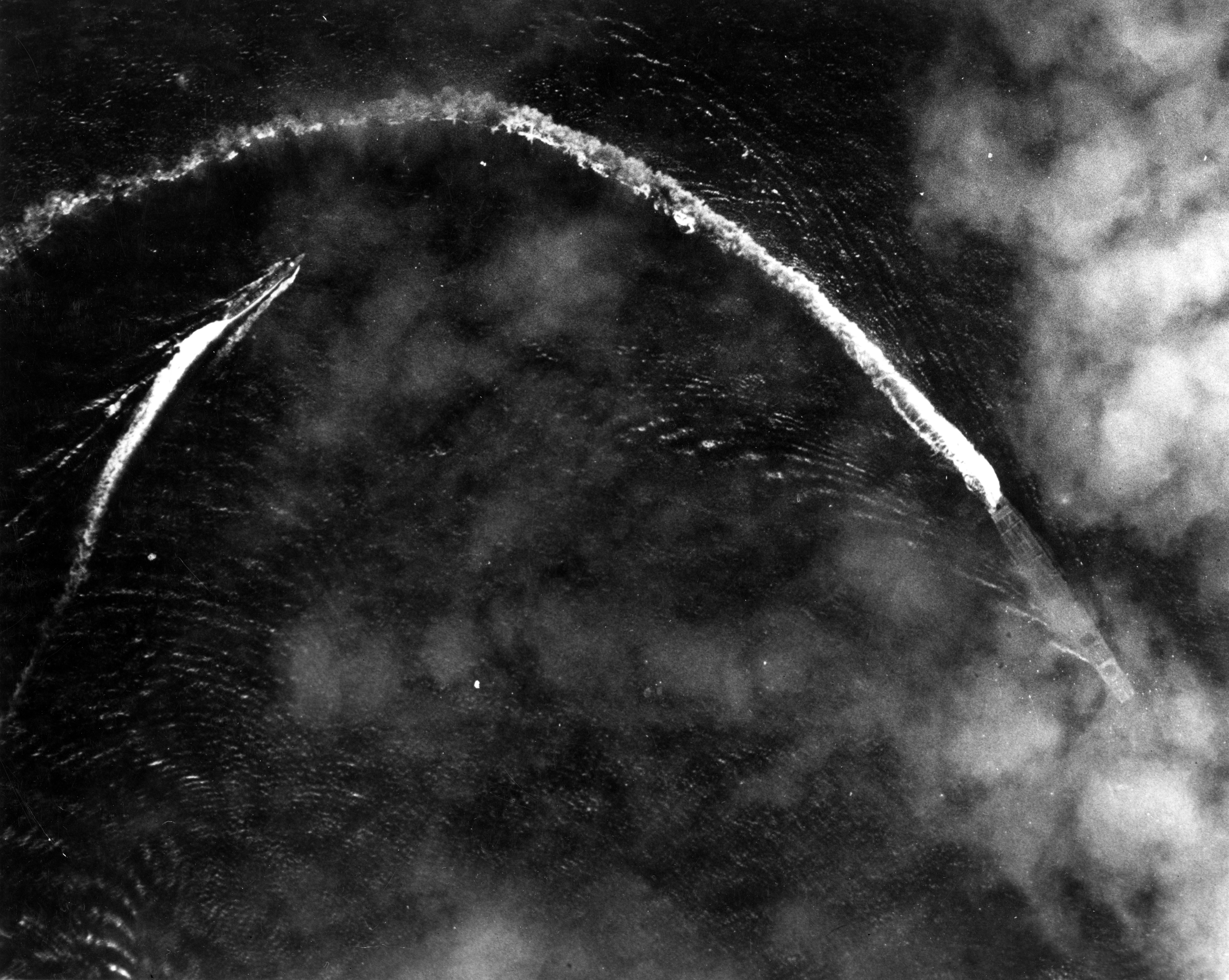
B-17爆撃機の攻撃を受け、回避行動中の空母赤城。

日本軍空襲隊（友永隊）がミッドウェー島を攻撃していた頃、南雲機動部隊は「0400に至り敵第一次攻撃あり、その後0730頃迄殆ど連続執拗なる敵機の襲撃を受ける」というようにアメリカ軍機の継続的な空襲に悩まされていた。午前4時5分 (07:05)、重巡洋艦利根はアメリカ軍重爆撃機10機を発見する。アメリカ軍攻撃隊の正体は、ミッドウェー基地から発進したTBFアベンジャー雷撃機6機（フィバリング大尉）と、爆弾の代わりに航空魚雷を抱えたB-26マローダー双発爆撃機4機（コリンズ大尉機）だった。シマード大佐（ミッドウェー司令官）が友永隊の迎撃に全戦闘機を投入してしまったので、彼らは戦闘機の護衛なしに進撃してきたのである。赤城と利根が発砲し、直掩の零戦10機が迎撃する。アベンジャー6機のうち3機は直掩機により撃墜され、残り2機も投下後に撃墜、アーネスト中尉機だけが生還した。赤城はアメリカ軍の魚雷を全て回避した。被害は機銃掃射で赤城三番高角砲が旋回不能（30分後に修理完了）、砲員に負傷者が出たほか、両舷送信用空中線が使用不能となり、赤城（旗艦）の通信能力に支障が生じた。赤城を狙ったB-26隊は魚雷2-3本命中を主張しているが、実際には回避されている。B-26は2機が撃墜され、生還した2機もひどく損傷して放棄された。
ミッドウェー基地から発進したアメリカ軍陸上機による空襲は、ミッドウェー島の基地戦力が健在である証拠であった。友永隊の報告をふまえ、南雲中将はミッドウェー島基地への再空襲を決定する。近藤信竹中将の率いるミッドウェー攻略部隊（第二艦隊）の上陸開始は6月7日と決定されている。それまでにアメリカ軍基地航空戦力を壊滅させなくてはならなかったからである。午前4時15分 (07:15)、南雲司令部は各艦で待機中の攻撃隊に対し、「本日航空機による攻撃を実施する為第二次攻撃隊を編成せよ。兵装は爆装に転換（0415通達、第二次攻撃隊本日実施、待機攻撃隊爆装に換え）」と通知し、陸上攻撃用爆弾への換装を命じた。アメリカの研究調査によれば第二航空戦隊（飛龍、蒼龍）に対しては特に兵装転換の指示は出されず、爆装しない状態で待機中だったとの意見もある（但しどの記録資料か、誰の研究かについては明記がない）。海戦前に飛龍で行われた実験では、魚雷から爆弾への転換に1時間半から2時間かかっている。燃料補給と弾薬補給を求める直掩戦闘機が着艦するため飛行甲板を開けねばならず、兵装転換作業は各空母格納庫で行われた。
その頃、アメリカ海軍第17任務部隊の指揮官フレッチャー少将は、ミッドウェー基地航空隊の活躍によって南雲機動部隊の位置をほぼ特定することに成功し、攻撃するタイミングをうかがっていた。午前3時7分 (06:07)、フレッチャー少将はスプルーアンス少将に「南西に進み、敵空母を確認せば、それを攻撃せよ」と命じ、これを受けたスプルーアンス少将は午前4時 (07:00) 過ぎに攻撃隊発進を命令、第16任務部隊は次からなる117機の攻撃隊を発進させた。
- 空母エンタープライズ
  - F4F戦闘機10機（VF-6、指揮官：ジェームズ・グレイ大尉）
  - SBD爆撃機33機（指揮官：第6航空群司令クラレンス・マクラスキー少佐、VB-6、指揮官：リチャード・ベスト大尉、VS-6、指揮官：ウィルマー・ギャラハー大尉）
  - TBD雷撃機14機（VT-6、指揮官：ユージン・リンゼー少佐）
- 空母ホーネット
  - F4F戦闘機10機（VF-8、指揮官：サミュエル・ミッチェル少佐）
  - SBD爆撃機35機（VB-8、指揮官：ロバート・ジョンソン少佐、VS-8、指揮官：ウォルター・ローディ少佐）
  - TBD雷撃機15機（VT-8、指揮官：ジョン・ウォルドロン少佐）

しかし午前4時28分 (07:28) に日本軍の偵察機が艦隊上空に現れたことから、スプルーアンス少将は全機を飛行甲板に並べて一気に発艦させるのを待たず、出撃準備ができた飛行隊から逐次発艦、攻撃に向かわせた。中には戦闘機隊の護衛なしの攻撃隊もあったものの、結果的に、このスプルーアンス少将の決断が勝因の一つになる。
また、日本軍の空母4隻全ての所在を確認した第17任務部隊（フレッチャー少将）も、警戒のために出していた偵察機（当日はヨークタウンが警戒担当）の収容を終えた後の午前5時30分 (08:30) に、次からなる35機の攻撃隊を発進させた。
- 空母ヨークタウン
  - F4F戦闘機6機（VF-3、指揮官：ジョン・サッチ少佐）
  - SBD爆撃機17機（VB-3、指揮官：マクスウェル・レスリー少佐）
  - TBD雷撃機12機（VT-3、指揮官：ランス・マッセイ少佐）

ヨークタウンは (09:05) に攻撃隊を発進させると、すぐにウォリー・ショート大尉のSBD爆撃機17機（VB-5）、戦闘機6機を甲板に並べ、発進準備を行った。また米潜水艦ノーチラスは日本戦艦を雷撃したあと、午前6時10分 (09:10) に「敵巡洋艦（駆逐艦嵐）を雷撃するも命中せず、爆雷6発で攻撃される」と日誌に記録したが、誰にも報告しなかった。
午前4時28分 (07:28)、利根の4号機（機長は偵察員の甘利洋司 一等飛行兵曹、操縦員は鴨池源 一等飛行兵、電信員は内山博 一等飛行兵）は赤城の南雲機動部隊司令部に対して「敵らしきもの10隻見ゆ、ミッドウェーより方位10度、240浬 （南雲機動部隊から200浬）」と発信した。草鹿参謀長によれば、利根4号機の報告を南雲司令部のある赤城が受信したのは午前5時 (08:00) ちょうどと述べている。一方、戦闘詳報（功績調査用に書き直されたもの）では、午前4時45分 (07:45) に魚雷から陸用爆弾への兵装転換を一時中断したとあり、南雲司令部は発信から約10分後に受信したという意見もある。この位置報告はずれており、実際の米艦隊の位置は160kmも南であった。新規に搭載した機体だったので、コンパスの自差修正ができず、コンパスに10度のずれがあったからだという意見もある。この位置情報の錯誤は南雲の判断に極めて重大な影響を及ぼした。一航艦航空参謀吉岡少佐によれば、この報告を受けた際の南雲司令部は特に動揺もなく平静だったという。しかし発着指揮所から様子を聞いていた淵田中佐によれば、予期せぬ米艦隊発見報告に南雲司令部は興奮していたという。利根機の報告を受け、参謀長の草鹿龍之介少将は、敵空母が付近にいると感じたものの「敵らしき」だけでは命令の変更には不十分であり、「艦種知らせ」と指示した。しかし利根4号機は鈍足の零式水上偵察機であり、敵が空母であれば直掩機もいるので敵への接近は容易ではなかった。また、利根4号機からの電報を受ける前、あるいは受けた直後、第二航空戦隊司令官山口多聞少将が「本朝来種々の敵機来襲にかんがみ、敵機動部隊出撃の算あり。考慮せられたし」という信号文を赤城に送ったという主張もある。午前4時47分 (07:47)、南雲司令部は「艦種を確かめ触接せよ」と利根4号機に命令した。
なお、利根の4号機が米艦隊の位置を報告する前、筑摩1号機（機長：黒田信大尉/筑摩飛行長）が米軍機動部隊上空を通過していたが、雲の上を飛んでおり米艦隊を発見できなかった。さらに、アメリカ艦載機と接触しながらこれを報告しなかった。
利根の4号機からの返信を待つ南雲機動部隊に、新たなアメリカ軍航空隊が接近していた。日本時間午前4時53分 (07:53)、戦艦霧島から敵機発見を意味する煙幕が展開され、ヘンダーソン少佐が指揮するミッドウェー基地のアメリカ海兵隊所属SBD ドーントレス爆撃機16機が艦隊上空に到達した。午前4時55分 (07:55)、同隊は日本軍直掩機（零戦）の迎撃を受けヘンダーソン機以下6機が撃墜され、なおも空母飛龍と蒼龍を空襲するも命中弾を得られず、ヘンダーソン隊長機を含む合計8機を失った。ヘンダーソン戦死後に攻撃隊を率いたエルマー・G・グリデン大尉は、航行する日本空母の甲板に日の丸が描かれており容易に見分けられたと述べている。アメリカ軍側は飛龍に命中弾2、加賀に命中弾3を主張しているが、命中した爆弾は1発もない。アメリカ軍機の攻撃は続いた。午前5時10分 (08:10)、B-17爆撃機17機（スウィニー中佐指揮）による空襲が行われ、赤城、蒼龍、飛龍が狙われたが損害はなかった。攻撃したB-17隊も無傷だったが、空母に直撃弾1、不確実1発を主張している。1機のB-17乗組員達は基地に戻ると、彼らの爆撃が日本艦隊を撃破したと主張した。最後に海兵隊のSB2Uビンディケーター爆撃機11機（ノリス少佐）による空襲が行われた。この隊は零戦の防御網をくぐり抜けて空母を狙うのは困難と判断し、戦艦榛名を狙った。直掩機の迎撃で1機を失い、2機が燃料切れで不時着、直撃弾2発を主張したが、榛名は無傷だった。日本軍の戦闘詳報は「0510:赤城、飛竜ニ爆弾命中スルヲ認ム（誤認）」、「敵飛行機、蒼竜（原文ママ）ニ急降下、利根（水偵）揚収」、「加賀後方ニ爆弾投下命中セズ」、「赤城左120及500mニ爆弾2個弾着スルヲ認ム」、「利根左100及4000mに爆弾投下、蒼竜飛竜、盛ニ発砲、蒼竜周囲ニ猛烈爆弾投下」、「赤城後方ニ爆弾投下、命中セズ」、「敵飛行機10機、榛名ニ対シ急降下、爆弾投下命中セズ」など、断続的に空襲を受けていることを記録している。ニミッツ提督は「ミッドウェー基地隊は日本軍艦艇10隻に損傷を与え、1-2隻を沈めたかもれないが阻止に失敗し、基地隊主戦力は失われた」とキング大将に報告した。この後、ミッドウェー基地航空隊はSB2U 5機、SBD 6機で夜間攻撃に出撃したが会敵せず、SB2U 1機を事故で喪失した。

### 米機動部隊との戦闘

#### 米機動部隊発見
日本時間午前5時 (08:00) から午前5時30分 (08:30) にかけて、ミッドウェー基地を攻撃した日本軍攻撃隊（友永隊）が南雲部隊上空に戻ってきた。ちょうどアメリカ軍ミッドウェー基地航空隊が南雲機動部隊を攻撃している最中であり、日本軍攻撃隊は母艦上空での待機を余儀なくされている。赤城からは護衛の駆逐艦が友永隊を誤射する光景が見られ、後に着艦した千早大尉（赤城艦爆隊）と山田大尉（赤城艦戦隊）は友軍に激怒している。混乱した状況下、南雲中将は利根4号機に対し「敵艦隊の艦種知らせ」と命じた。すると午前5時20分 (08:20) ごろ、「敵兵力は巡洋艦5隻、駆逐艦5隻（0509発信）」という報告があった。この段階での南雲司令部は、アメリカ軍空母が存在するという確証を持っていない。しかし、午前5時30分 (08:30)、「敵はその後方に空母らしきもの一隻を伴う。ミッドウェー島より方位8度、250浬（発午前5時20分）」との打電が入った。この空母はホーネットである。偵察機からの通信は、母艦側の受信と暗号解読により10分の差が生じている。
草鹿龍之介参謀長は「予想していなかったわけではないが、さすがに愕然とした」と述べている。南雲司令部は米艦隊の正確な情報を知る必要に迫られた。南雲司令部は山口少将に対し、空母蒼龍に2機だけ配備されていた試作高速偵察機十三試艦上爆撃機（艦上爆撃機彗星の試作機）の投入を命じ、同機はただちに発進した。この偵察機の最高速度は約519km/h、巡航速度約426km/h。利根4号機などの零式水上偵察機は最高速度367km/h、アメリカ海軍の主力戦闘機F4Fワイルドキャットの最高速度は514km/hである。十三試艦爆は当時のアメリカ軍戦闘機の追撃を受けても十分退避可能なので、敵艦隊により接近して艦種、数を確認することが期待できた。
偵察に出発した十三試艦爆と入れ替わるようにミッドウェー島の攻撃を終えた蒼龍攻撃隊が艦隊上空に戻ってきた。この時第二航空戦隊（飛龍、蒼龍）を率いていた山口少将は、一刻を争う状況と判断して、駆逐艦野分を中継し、あらゆることを放棄し、現装備の陸用爆弾のままですぐに攻撃隊を発進させるように、南雲長官に進言した。文面には諸説ある。一説には「直チニ攻撃隊発進ノ要アリト認ム」だったとされる。一航艦航空参謀だった源田中佐、一航艦信号員だった橋本広、「日映」特派員として従軍していた司令部付の牧島貞一記者が証言している。第二航空戦隊通信参謀だった安井真二少佐によれば、「攻撃隊ヲ」の形で山口自ら起案し（普通は起案は参謀に任せる）、発信するように二航戦航空参謀の橋口喬少佐に指示したという。赤城の発着指揮所で一航艦司令部の様子を伝聞していた淵田中佐も「攻撃隊ヲ」の形で証言している。一方で、「現装備ノママ直チニ攻撃隊ヲ発進セシムルヲ至当ト認ム」という説もある。一般的にこの進言は「〜の要ありと認む」と記されるが、飛龍の掌航海長だった田村士郎兵曹長によれば、山口少将から発信の指示を田村が直接受けたとして、文面は「現装備ノママ〜」「〜至当ト認ム」であり、南雲長官が雷装準備が完了するまで出撃を引き伸ばさないよう促しているという。
進言時点で第二次攻撃隊は出撃の準備態勢に入っており、発進は可能だった。ただ、この時点で赤城・加賀の攻撃隊は陸上攻撃用の兵装転換はまだ終えていない。草鹿参謀長、源田参謀の証言では、すぐに発艦準備に入れるものは第二航空戦隊の艦爆隊だけだったという。一方、淵田中佐による、敵艦隊発見報告時点で、第二次攻撃隊・九七艦攻の魚雷から陸用爆弾への転換がほぼ終わっていたという証言もある。
午前5時30分 (08:30)、赤城からの「艦爆隊二次攻撃準備、250キロ爆弾揚弾セヨ」との信令を受け、第二航空戦隊（飛龍、蒼龍）は二次攻撃に備え250kg爆弾の揚弾を開始する 。
各空母の状況に加え、偵察機の報告ではアメリカ軍機動部隊までの距離はまだ遠い（実際のアメリカ軍機動部隊はもっと近くにいた）ことも踏まえ、南雲司令部は幾つかの条件を検討した。
1. 九七艦攻への陸用爆弾から魚雷への転換は、陸用爆弾に換装した機が少なく元々少なく、短時間で終わる。水平爆撃の命中率は悪く、急降下爆撃でも敵空母に致命傷を与えることは困難である[320]。
2. 第二航空戦隊（飛龍、蒼龍）の九九艦爆の爆装は短時間で行える。
3. 上空待機中の日本軍ミッドウェー基地空襲隊（約100機）の燃料が尽き掛けており、これ以上待たせる事は出来ない[319]。貴重な機体と200名以上の熟練搭乗員を危険にさらすことは大問題である[320]。
4. 敵艦隊攻撃隊を護衛する零戦が、南雲部隊を守るためにほとんど発進しており、一度着艦して補給する必要がある[319]。弾薬と燃料を使い果たした零戦隊を護衛につけても意味がない[320]。
5. 戦闘機の護衛のない攻撃隊は、艦隊護衛戦闘機の餌食になることを珊瑚海海戦やアメリカ軍ミッドウェー基地航空隊が実証している。南雲にとって、大損害を受けることがわかっていながら「はだか」の航空隊を出すことは出来ない[313][320]。

南雲は山口の進言を却下。南雲は米機動部隊艦隊から攻撃を受ける前に兵装転換を行い、日本軍攻撃隊は発進可能と判断した。南雲の幕僚らによれば、戦闘機の護衛をつけずに攻撃隊を出す危険性や第一次攻撃隊を見捨てることへの懸念から帰還した第一次攻撃隊の収容を優先すべきと考えたという（詳細は「勝敗の要因」）。午前5時37分 (08:37)、各空母は日本軍ミッドウェー基地攻撃隊の収容を開始する。午前5時55分 (08:55)、「（第一次攻撃隊）収容終らば一旦北に向ひ敵機動部隊を捕捉撃滅せんとす」と命じた。同時刻、重巡洋艦筑摩から「水上偵察機、午前6時30分 (09:30) 発進予定」との報告がある。南雲には、第一航空戦隊（赤城・加賀）の艦攻（雷装）は午前7時30分 (10:30) 発進可能との報告、第二航空戦隊（飛龍、蒼龍）は午前7時30分 (10:30) から午前8時 (11:00) に発進可能との報告があった。
午前5時45分 (08:45)、「更に巡洋艦らしきもの2隻を見ゆ（発信午前5時30分）」という利根4号機からの追加情報が入る。攻撃隊収容中の午前5時48分 (08:48)、利根4号機から帰投するという電報が届いた。阿部少将は第八戦隊「利根」、「筑摩」に交代の偵察機発進を命じると、利根4号機に「帰投まて」を命じた。零式水上偵察機の航続距離は通常10時間なので、まだ十分飛べると考えたからである。南雲も午前5時54分に無線方位測定で位置を把握するための長波輻射を利根4号機に命じた。だが利根4号機は午前5時55分 (08:55) に「敵攻撃機10機貴方に向かう」の通報のみを行い、輻射は行わなかった。
後方の戦艦大和で南雲機動部隊からの電報を受信していた山本五十六以下連合艦隊司令部は、予期せぬ米軍機動部隊が出現したことにたいして慌てなかった。宇垣纏参謀長は司令部の雰囲気が「さては敵の機動部隊の激撃なる、よき敵御座んなれ、第二次攻撃は速に之に指向に、先づ敵空母を屠り、残敵を如何に処分すべきかと楽観的気分に在り」と述べている。山本が黒島亀人先任参謀に「米艦隊への攻撃命令を出すか否か」を尋ねると、黒島は「南雲は兵力の半数を米空母機動部隊に対して準備しているから必要なし」と答え、連合艦隊司令部は何も発信しなかった。

#### 米艦載機の雷撃

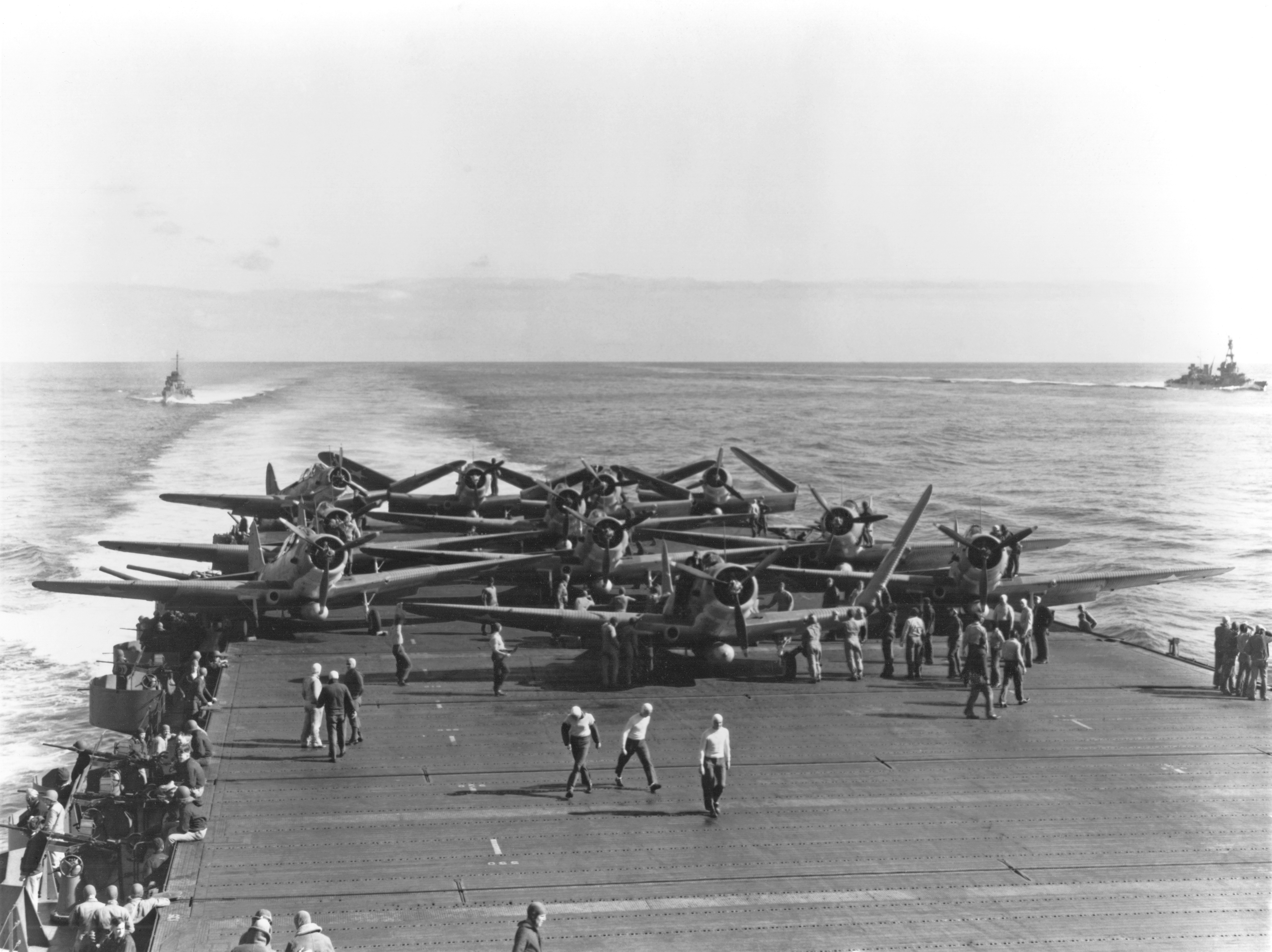
空母エンタープライズ艦上のTBD雷撃隊

第一次攻撃隊の収容は午前6時30分 (09:30) までに完了したとされるが、蒼龍では午前6時50分頃までかかっている。南雲中将は連合艦隊（山本五十六長官）に米空母発見を知らせると、直ちに米空母攻撃へ向け準備を開始する。赤城では第一次攻撃隊の収容が終わると九七艦攻の雷装への復旧作業が開始された。この状況下、午前6時20分 (09:20) 頃にジョン・ウォルドロン少佐率いるホーネット雷撃隊TBDデヴァステイター雷撃機15機が日本の機動部隊上空に到達、日本側では赤城や筑摩が確認した。この時点で南雲機動部隊の直掩機は18機に減少していたが、直ちに加賀5機、赤城3機が迎撃に上がる。アメリカ軍攻撃隊は部隊毎に進撃したので連携が取れず、ホーネット雷撃隊は戦闘機の護衛のないまま赤城を狙った。一機の雷撃機は赤城の艦橋に接近して墜落し、草鹿参謀長は死を覚悟している。デヴァステイター隊は零戦により全機が撃墜され、不時着水した機体から脱出したジョージ・ゲイ少尉1人を除く隊員29名が戦死した。ゲイ機は蒼龍を雷撃して飛行甲板上を通過したが、魚雷は命中せず、直後に零戦に撃墜されたとされる。戦闘後の名誉勲章推薦状には「ホーネット雷撃隊は日本空母に魚雷を命中させ、日本の空母に最初に大打撃を与えた」とあり、後にホーネット隊は他の部隊から恨みを買うことになる。一方「ホーネット」の戦闘機隊と爆撃隊は雲で雷撃隊を見失い、南雲部隊も発見できなかった。戦闘機隊とドーントレス13機はミッドウェー基地へ向ったが、燃料切れでワイルドキャット全機とドーントレス3機が不時着水、残りのドーントレス20機はホーネットに帰艦した。
午前6時37分 (09:37)、利根の4号機から「燃料不足のため帰投する（発午前6時30分）」と連絡が入る。阿部司令は午前7時 (10:00) まで接触を維持することを命じたが「我れ出来ず」との返答を受け、帰還を許可した。同時刻、利根の4号機と交代すべく筑摩の5号機が発進した。午前7時 (10:00)、蒼龍の十三試艦爆は索敵線上に米艦隊を発見できず、引き返した。これは前述のように、利根4号機が報告した米艦隊の位置が100km以上ずれていたためである。
午前6時50分 (09:50)、ユージン・リンゼー少佐率いるエンタープライズの雷撃隊14機が南雲部隊上空に到達した。通信不良と連携ミスにより10機のワイルドキャットはホーネット雷撃隊を護衛していたので、エンタープライズの雷撃隊を掩護できなかった。エンタープライズの雷撃隊は加賀を目標にするが9機を失い、帰還中の1機が着水、1機が帰還後投棄、残存3機だった。零戦1機撃墜と引き換えに隊長を含む29名が戦死する。その上、命中魚雷も得られなかった。戦闘機隊の連携ミスで護衛を受けられず多くの隊員を失ったことに生き残った隊員達は激怒し、帰還後に戦闘機隊隊員の控室に拳銃を持って怒鳴りこんだと同隊の戦闘詳報に記載されている。一方で、零戦の攻撃に積極性が見られず、度重なる発進、戦闘、着艦の連続で疲労がたまっていたという推測もなされている。
午前7時10分 (10:10)、ランス・マッセイ少佐指揮のヨークタウン第3雷撃隊が南雲部隊上空に到達した。飛龍は他の3空母より前方を進み、雲の下を航行していたという。ヨークタウン雷撃隊12機は、突出した飛龍を挟撃すべく2個小隊（6機）にわかれると、攻撃を開始した。その上空では、戦闘機隊指揮官ジョン・サッチ少佐によって、彼の発案した対ゼロ戦空戦戦術サッチウィーブが初めて試されようとしていた。この時点でヨークタウン戦闘機隊は6機だけである。雷撃隊全てを護衛できずTBDデヴァステイター10機が撃墜され、帰還中の残りの2機も燃料切れで不時着水し全機損失、24名中21名（隊長含）が戦死、飛龍に魚雷5本を発射したが全て回避された。空母から出撃したTBDデヴァステイター雷撃機41機中、生き残ったのは僅かに3機のみという文字どおりの全滅となってしまった。だが15機の零戦に6機で挑み、損害1機に対し5機撃墜というアメリカ軍側記録はサッチ・ウィーブ戦法の有効性を証明し、米戦闘機隊隊員に自信を持たせたという。一方プランゲは「サッチ戦法はあまり効果がなかった。主任務である雷撃隊の掩護に関する限り、戦闘機隊は何の役にも立たなかった」と評している。生還した雷撃隊操縦者ハリイ・コールは、零戦24機に襲われたと証言している。コールの証言によれば、この時点でほとんどの日本軍直掩機がヨークタウン隊戦闘機隊と雷撃機隊に集中し、低空で戦っていたことになる。この時、駆逐艦嵐に救助されて捕虜になったヨークタウン隊雷撃機隊員が重大な情報を供述した（「#飛龍の反撃」参照）。

#### 日本軍三空母の炎上

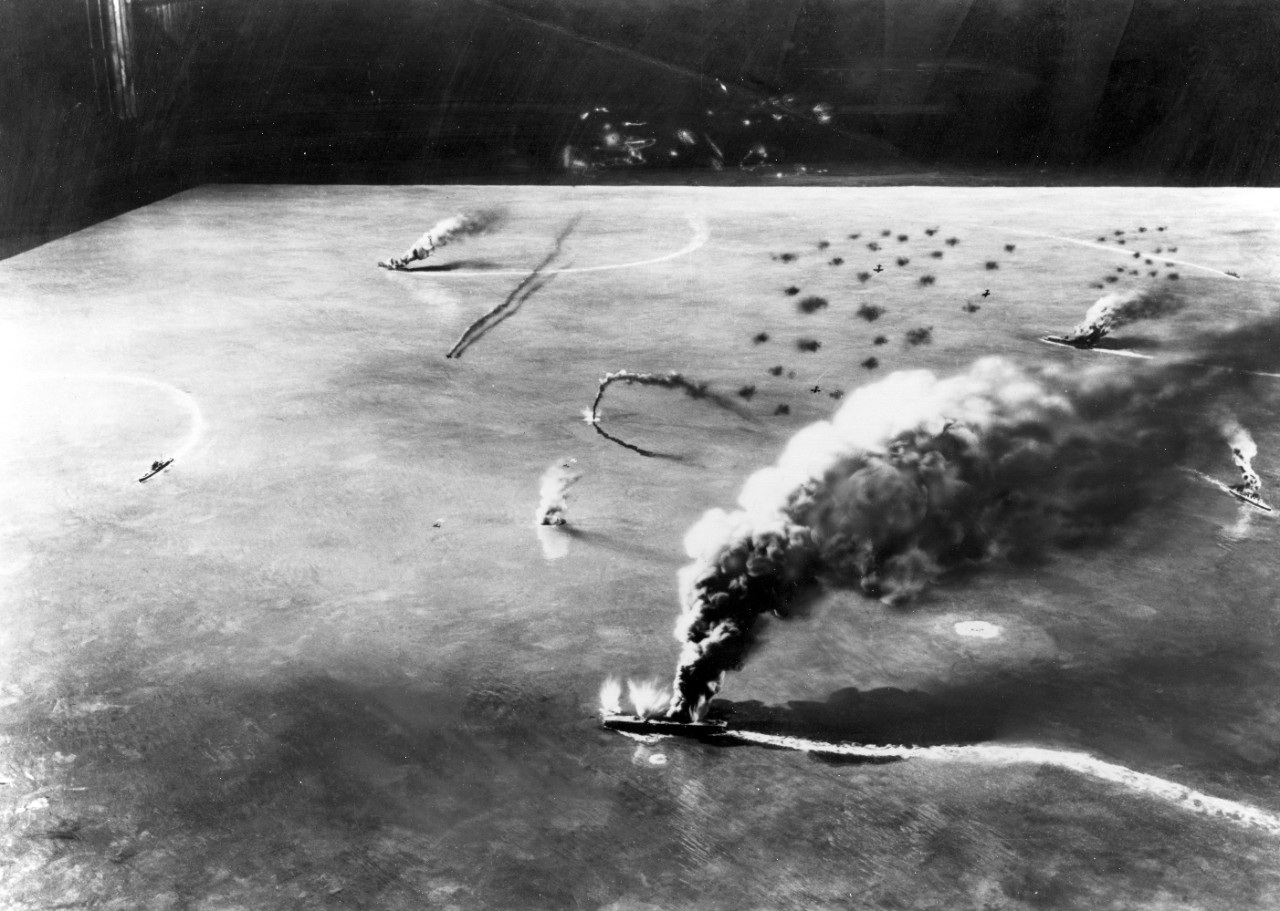
日本空母が被弾した状況を再現した、ノーマン・ベル・ゲッデスによるジオラマ。大戦中に作成されたものなので、不正確な部分がある。

その頃、クラレンス・マクラスキー少佐率いるエンタープライズの艦爆隊SBDドーントレス32機は日本の機動部隊を見つけられず、燃料消耗のために飛行範囲限界を迎えつつ、予想海域の周辺を捜索していた。マクラスキーは日本軍機動部隊が北方に退避すると推測し、変針しつつ捜索を続行する。午前6時55分 (09:55)、アメリカの潜水艦ノーチラスを攻撃したのち南雲機動部隊へ戻ろうとしている駆逐艦嵐を発見した。エンタープライズ艦爆隊は「巡洋艦」と報告する。嵐は午前6時30分に「敵潜水艦（注：ノーチラス）の雷撃を受け、直ちに爆雷攻撃するも効果不明」と報告していた。ただし嵐の戦友会は、空襲直前の日本時間午前7時 (10:00) の段階で、嵐は赤城の直衛で傍を離れていなかったと主張している。エンタープライズの艦爆隊は、眼下の日本軍駆逐艦（爆撃機隊は巡洋艦と判断）は空母部隊へ向かっているものと判断して北東進路上を索敵した結果、午前7時24分 (10:24) 頃、南雲機動部隊を発見した。この間、ドーントレス1機が不時着、1機が行方不明となったので、エンタープライズの艦爆隊は30機となった。
日本時間午前7時22分（現地時間10:23）、マクスウェル・レスリー少佐率いるヨークタウン艦爆隊も戦場に到着する。こうして南雲機動部隊への空襲は、エンタープライズの艦爆隊とヨークタウンの艦爆隊の同時攻撃となった。日本側は先ほどのヨークタウン雷撃隊に対応して直掩零戦のほとんどが低空に降りており、さらに見張り員も雷撃機の動向や発艦寸前の直掩機に気をとられていたため発見が遅れ、「敵、急降下!」と加賀の見張り員が叫んだときにはすでに手遅れだった。
先陣を切ったのはマクラスキー少佐のエンタープライズの艦爆隊で、加賀を狙った。日本艦隊は急降下爆撃隊に気付かず、対空砲火も間にあわなかった。午前7時22-24分（10:22-24）、マクラスキー少佐率いる小隊の攻撃は至近弾だったが、続くギャラハー大尉機の投弾した4発目が飛行甲板後部に命中、続いて3発が短時間の内に命中した。なお加賀を攻撃したのはレスリー少佐と部下のヨークタウン艦爆12機と主張するアメリカ研究者もいる。
午前7時25分 (10:24)、レスリー少佐のヨークタウンの艦爆隊17機がエンタープライズの艦爆隊に続く形で蒼龍へ攻撃を開始した。蒼龍は艦爆12-13機と記録。発艦直後のアクシデントでレスリー少佐を含む数機は爆弾を誤投下していたが、自ら先頭にたって「赤褐色の飛行甲板、右舷に小さな艦橋、その後方に直立煙突がある空母」へ機銃掃射をもって突入した。2番機ホルムベルク大尉機の爆弾は蒼龍の前部エレベーター前に命中し大爆発を起こし、大尉は発艦中の日本軍機が空中に跳ね飛ばされるのを見た。ヨークタウン艦爆隊は直撃弾5発、至近弾3発を主張しているが、実際の命中弾は3発である。後続のうち4機が目標を変更し、そばにいた艦艇を狙う。命中弾はなかったが、駆逐艦磯風の後部に至近弾となった。
同時刻、エンタープライズの艦爆隊のうちベスト大尉率いる一隊は連携に失敗したので、ベスト大尉とクルーガー中尉とウェバー中尉、3機のみで旗艦赤城を狙った。赤城では直衛の零戦が着艦し、補給を行い、ふたたび発艦する瞬間だった。午前7時26分 (10:26)、直衛隊の零戦1機（木村惟雄 一等飛行兵曹）が赤城より発艦した時点で急降下がはじまった。木村一飛曹によると、加賀・蒼龍炎上直後、赤城上空の敵機が急降下に入ったところで、先頭のAⅠ-101号（戦闘機隊長機）の発動機が起動しており、整備兵がエンジンを回していた。同時に赤城が風に立ち始めたため指揮所に合図して隊長機に飛び乗り発艦し、高度50メートル付近で赤城を見ると、発艦前にいた位置に爆弾が落ち、2番機と思われる零戦が甲板前部で逆立ちになって炎上していた。他の飛行機は皆無であった、と回想している最初クルーガー中尉機の1弾は左舷艦首約10mに外れたが、続いてウェバー中尉機は至近弾1発そしてベスト大尉機は1発の爆弾が命中し、第二次攻撃隊準備機や爆弾・魚雷に誘爆して大火災が発生した。命中したのは飛行甲板三番リフト前方に命中した1発だけという艦橋勤務信号兵や従軍カメラマンの証言もある。そのほかに初弾は赤城艦首至近弾、二発目は艦橋付近命中、三発目は舵付近至近弾でこれが赤城の舵を損傷・固定させた原因、といった証言もある。発艦寸前だった零戦1機が爆風で赤城艦橋付近で逆立ちとなり、飛行甲板にいた淵田中佐も爆風により両足骨折の重傷を負った。エンタープライズ隊はドーントレス14機を失った。約6分間の出来事であったが、太平洋戦争のターニングポイントとなった。
加賀は、艦橋近くの命中弾と燃料車の爆発により艦橋が破壊され、中の岡田次作艦長以下指揮官らが戦死した。午後1時23分 (16:23)、艦長に代わって鎮火の指揮をとっていた天谷孝久飛行長が総員退去を決め、乗組員は駆逐艦萩風、舞風に移乗した。なおも機を見て救出を行おうとしたが果たせず、午後4時25分 (19:25)、大爆発が2回起きた。加賀は艦首と艦尾が水平になりながら沈んだ。戦死者は閉じ込められた機関部員を含め800名弱で、航空機搭乗員では楠美正飛行隊長以下、機上・艦上合わせて21名が戦死した。
蒼龍は、3発の爆弾が命中し被害は最も深刻だった。被弾からわずか20分後の午前7時45分 (10:45)、総員退去が発令された。午後4時 (19:00) に火災の勢いが衰え、楠本幾登飛行長は防火隊を編成して再度乗艦の準備を始めた。直後、再度の爆発が起き、楠本飛行長は救出不可能と判断した。午後4時13分 (19:13) に沈没した。あえて艦内に残った柳本柳作艦長以下准士官以上35名、下士官兵683名、計718名が戦死した。搭乗員の戦死は機上・艦上合わせ10名で、江草隆繁飛行隊長以下、搭乗員の多くは浜風と磯風に救助された。
赤城は、被弾した爆弾は1-2発程度で機関部へのダメージはなく、十分復旧可能であった。しかし、被弾による火災が兵装転換時に格納庫内に乱雑に置かれた爆弾、魚雷、航空機燃料へ次々と誘爆を起こし、大火災が発生した。さらに、被弾直後に雷撃機4機を発見し回避のため左舵をとったところ、舵が固定して動かなくなり洋上に停止した。赤城の南雲司令部は内火艇に乗り退艦、駆逐艦野分に移乗したあと軽巡洋艦長良に移った。直接長良に移乗したという牧島貞一従軍カメラマンや乗組員の証言もある。午前8時30分 (11:30)、南雲は長良に将旗を掲げた。青木泰二郎艦長は消火作業を続行させるが、再度の誘爆により、午後4時25分 (19:25) に総員退艦を命令した。赤城の処置をめぐって連合艦隊司令部では議論が交わされ、午後7時25分 (10:25)、山本長官は赤城の処分を中止させた。南雲は、木村進少将（第十戦隊司令官）に「長良で赤城を曳航できないか」と尋ねている。結局、6月6日午前1時50分（6月5日4:50）に処分命令が下り午前2時に第四駆逐隊の4隻（萩風・舞風・野分・嵐）が雷撃処分した。上記2隻と比べて赤城では機関部員が閉じ込められずに脱出できたので戦死者はそれらより少なく、准士官以上8名、下士官兵213名の計221名。搭乗員の戦死者は、機上・艦上合わせ7名である。淵田美津雄中佐、板谷茂少佐、村田重治少佐の3飛行隊長ら多くの搭乗員が救助された。

#### 飛龍の反撃

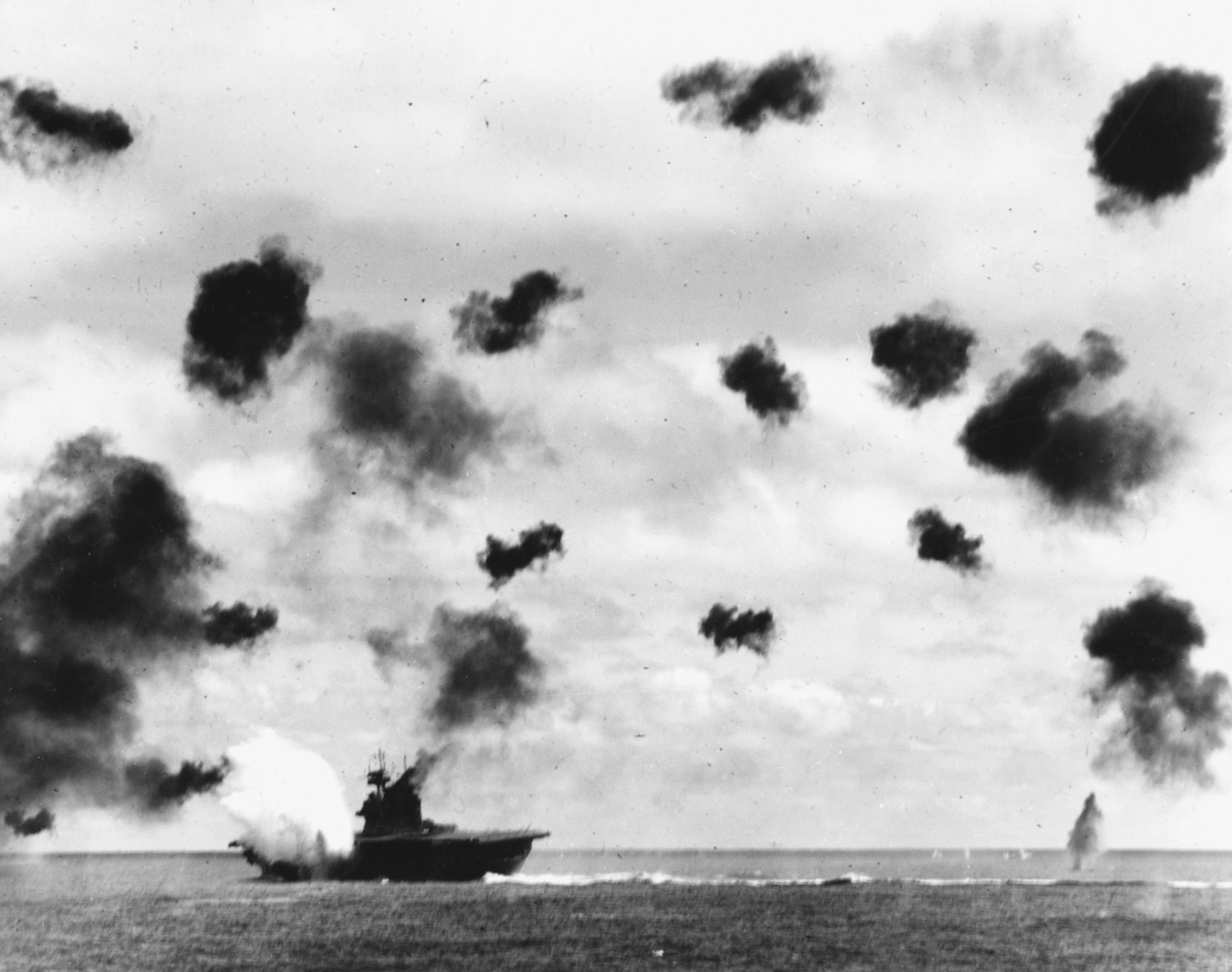
友永雷撃隊の攻撃により、空母ヨークタウンの左舷に2本目の魚雷が命中した瞬間。

飛龍は雲下にあり、またヨークタウン雷撃機の攻撃回避のため他の3隻の空母から離れており、アメリカ軍急降下爆撃機群の攻撃を受けなかった。
午前7時50分 (10:50)、一航艦の次席指揮官である第八戦隊司令官の阿部弘毅少将は赤城、加賀、蒼龍の被弾炎上を主力部隊に通報する。阿部は「飛龍ヲシテ敵空母ヲ攻撃セシメ、機動部隊ハ一応北方ニ避退、兵力ヲ結集セントス」と述べ、続いて第二航空戦隊に「敵空母ヲ攻撃セヨ」と命じた。
午前7時50分 (10:50) の時点で、第二航空戦隊司令官の山口多聞少将は独自の判断で飛龍を単艦で北東方向に進めており、被爆した3隻の空母とそれを取り巻く一航艦の各艦からは相当離れた位置にあった。山口少将は、来襲した艦載機の数から敵空母は2隻と判断しており、飛龍1隻の航空戦力で十分に戦えると考えていた。艦爆は攻撃の準備を終えて艦攻は雷装中であり、間に合った零戦をつけた。山口少将は、阿部少将の命令と入れ替わりに「全機今より発進、敵空母を撃滅せんとす」と全部隊に発信した。先任の阿部をさしおいて山口少将が反撃を主導したのは、山口少将の性格と、二航戦が現時点での主力であり重要な戦機であると考えたためとする意見もある。敵空母は攻撃を終えた艦載機を収容中であり、接近して攻撃力を発揮できる好機だった。
午前7時54分 (10:54)、南の水平線上に炎上する3空母が見える状況で、飛龍は攻撃隊発艦のために風上の東に針路を変更した。　
午前8時 (11:00)、第一波攻撃隊として小林道雄大尉（艦爆）指揮する九九艦爆18機、零戦6機の計24機が発艦した。九九艦爆のうち、12機は250kg通常爆弾、陸用爆弾装備機は6機だった。飛龍は第一波攻撃隊を発進させるとすぐに第二波攻撃隊の準備にかかり、同時に米機動部隊の方向に進撃した。同じ時間帯には蒼龍が搭載していた十三試艦爆がアメリカ軍航空隊を発見し、南雲部隊に通報。飛龍の第一波攻撃隊が発進するのと同時刻、筑摩5号機が発信した米艦隊の位置情報が届いた。第八戦隊は、筑摩4号機・5号機に対し「敵空母ノ位置ヲ知ラセ、攻撃隊ヲ誘導セヨ」と連絡している。すぐに筑摩5号機から「敵空母の位置味方の70度90浬、我今より攻撃隊を誘導す0810」との連絡があり、飛龍第一波攻撃隊の誘導を開始した。第一波攻撃隊を指揮する小林大尉は、米軍艦上機の飛行経路を辿ることで筑摩5号機の誘導に頼ることなく米軍空母部隊に辿り着く戦法をとったが、米軍艦爆隊との小戦闘に巻き込まれる遠因にもなった。
ミッドウェー島攻撃から帰還した友永大尉の九七艦攻（左右の両翼に計4つの燃料タンクがあり、それぞれ機体側に350リットルの主タンク、翼端側に225リットルの補助タンクがある）は、ミッドウェー島を攻撃した際に、F4F戦闘機の機銃弾が左翼つけ根付近を貫通し、左翼主タンクを射抜かれていた。第二波攻撃隊を編成する時点で、出撃可能な艦攻は友永機を除くと9機であった。友永大尉の次席指揮官となった橋本敏男大尉は、ミッドウェー攻撃時は友永機の偵察員であり、左翼主タンクへの被弾を目の当たりにしていた。橋本大尉は乗機の交換を友永大尉に進言したが、友永大尉は攻撃機数を確保するため交換を拒否し、友永大尉が第一中隊（艦攻5機）を率い、橋本大尉が第二中隊（艦攻5機）を率いることとなった。
橋本大尉は、友永機について「左翼タンクの応急修理くらいはしたはず」と戦後に推定していた。飛龍で友永機の機付整備員であった谷井繁義によると、射抜かれたタンクの交換には半日を要し、もとより不可能であり、貫通孔を麻布と接着剤でふさぐ応急修理のみが可能であった。谷井ら整備員が応急修理を終えて燃料を入れてみると、気がつかなかった別の破孔から燃料が漏れ出し、既に再修理の時間はなく、友永機の左翼主タンクは使えなかった。友永大尉は、整備分隊士の野依武夫・整備兵曹長が「片道燃料では出撃させられない」と制止するのを振り切って出撃した。蒼龍乗組の戦闘機搭乗員で、機動部隊上空直衛任務に就いており、蒼龍大火災のため飛龍に着艦した原田要は、友永雷撃隊の出撃を見送っており、その際に「友永大尉の艦攻は修理のいとまがなく、片道燃料で出撃した」と整備員たちが話していたと戦後に証言している。米艦隊までの距離は近く、友永大尉は「敵はもう近いから、これで十分帰れる」と告げている。
午前8時15分 (11:15)、ヨークタウンでは攻撃隊着艦作業が始まったが、着艦事故が発生し甲板が損傷、11:50、修理が終わり、SBD爆撃機10機に索敵任務が与えられた。
午前8時20分 (11:20)、飛龍の第一波攻撃隊は空母に帰還するエンタープライズの艦爆隊を発見。日本艦隊へ向う攻撃隊と勘違いした零戦隊（重松康弘大尉指揮）から2機が迎撃に向かい、峰岸第2小隊長機が弾薬を使い果たして帰還、1機が被弾し日本軍艦隊付近に不時着救助された。このため攻撃隊護衛機は4機に減った。それでも米空母に接敵する筑摩5号機からの電波を頼りに進む日本軍飛龍第一波攻撃隊（22機）はついにヨークタウンを発見した。F4F直掩隊12機の迎撃により零戦3機、九九艦爆10機が撃墜され、九九艦爆8機のみがヨークタウンを攻撃した。急降下中に艦爆3機が撃墜されたが、5機が投下に成功、爆弾3発が命中、1発がボイラー室に火災を発生させ、ヨークタウンは動力を失い航行不能となり、フレッチャー司令官は重巡洋艦アストリアに移乗した。
代償として、飛龍第一波攻撃隊は艦爆13機（小林隊長機を含む）と零戦3機を失い、艦爆5機と零戦1機が飛龍に帰還しただけだった。帰還機も、零戦1が海面に不時着（搭乗員は救助）、艦爆1が修理不能であり、修理後使用可能艦爆2・零戦1という状況だった。飛龍攻撃隊はエンタープライズ型空母に爆弾5発、陸用爆弾1発を命中させ、大破あるいは大火災、撃沈と報告した。
しかし、ヨークタウンは午前11時 (14:00) 過ぎに爆撃による火災を鎮火し、速力20ノット発揮可能となった。
午前8時30分、十三試艦爆はアメリカ軍機動部隊発見を発信している。十三試艦爆は発信5分後帰路についたが、無線機の故障により、南雲部隊ではアメリカ軍機動部隊発見の報告を受信しなかったという。この頃、赤城の零戦隊7機、艦攻1機が飛龍に着艦した。加賀からは零戦9機、蒼龍からも零戦4機、艦攻1機が飛龍に着艦した。
午前8時40分、残存する南雲部隊に十三試艦爆が発した航空隊発見の電文が届いた。
午前9時 (12:00)、偵察隊発進後まもない中でレーダーが南西46海里に日本軍機を探知する。ヨークタウンは重巡洋艦アストリアとポートランド、駆逐艦ハムマン、アンダースン、ラッセル、モーリス、ヒューズに輪形陣を組むよう命じ、F4Fワイルドキャット戦闘機12機を発進させた。
また偵察と攻撃部隊誘導に活躍した筑摩の5号機は、午前9時5分 (12:05) にアメリカ軍戦闘機の追跡を受け退避、その15分後、新たなアメリカ軍機動部隊を発見した。
同じ時間帯に、南雲も長良の周囲に第三戦隊（戦艦榛名、霧島）、第八戦隊（利根、筑摩）、駆逐艦4隻を集め、速力30ノットで北東に向かった。
午前10時 (13:00)、駆逐艦嵐は海面に漂うヨークタウン雷撃隊隊員ウェスレイ・フランク・オスマス（Wesley Frank Osmus）海軍予備少尉を救助し、尋問を行った。有賀幸作第四駆逐隊司令は尋問内容を受けて以下の内容を発信した。この電文は攻略部隊・第二艦隊の重巡洋艦愛宕（旗艦）も受信している。
1. 空母はヨークタウン、エンタープライズ、ホーネット、巡洋艦6隻、駆逐艦約10隻[485][489]。
2. ヨークタウンは巡洋艦2隻、駆逐艦3隻とを一団とし、他の部隊とは別働しつつあり[485][489]。
3. （米機動部隊）5月31日午前真珠港発、6月1日「ミッドウェー」附着、その後南北に移動哨戒をなし今日に及べり[485][489]。
4. 5月31日真珠港在泊主力艦なし（本人は5月31日まで基地訓練に従事、ハワイ方面主力艦の状況明らかならず）[485][489]。

連合艦隊は、アメリカ軍機動部隊の戦力と出動空母の名前を知った。この時、オスマスはエンタープライズ型空母の搭載機数（爆撃機18、偵察機18、雷撃機12、戦闘機27）や、真珠湾攻撃で沈没した米戦艦群のうち、戦艦アリゾナ、ユタ、艦型不詳を除く戦艦4隻が回航修理中であることも証言している。後に、オスマス少尉は兵の独断で殺害されてしまったという。オスマスは水葬に附された。彼の名前はバックレイ級護衛駆逐艦「オスマス (護衛駆逐艦)」に受け継がれている。
午前10時15分 (13:15)、第八戦隊（阿部司令官）は南雲部隊各艦（霧島、榛名、利根、筑摩）に対して直ちに索敵機を発進させよと命じた。
午前10時30分 (13:30)、飛龍から第二波攻撃隊（艦攻10機、零戦6機）が発進。うち、零戦2機（山本、坂東）は飛龍に着艦した加賀所属機、艦攻1機は赤城所属機（AI‐316号機西森暹飛曹長機）だった。蒼龍所属の艦攻は発動機不調で出撃できなかった。これらの艦攻はみな索敵機であり、攻撃機でないことから「運命の五分間」は軍令部の負け惜しみの可能性が高い。筑摩4号機も発進した。入れ替わるように飛龍第一波攻撃隊が飛龍に着艦した。
午前10時30分 (13:45) に着艦した十三試艦爆（近藤機）が三群の米機動部隊に接触したものの、無線機故障で発信できなかったことを報告した。十三式試艦爆の偵察に対し、戦闘詳報は「敵機動部隊の情況不明なりし際、極めて適切に捜索、触接に任じ、その後の攻撃を容易ならしめたり。功績抜群なり」と高く評価している。この時点で、山口少将は利根4号機、筑摩5号機が通報した空母1隻の他に、エンタープライズ型空母、ホーネット型空母（原文ママ）が存在することを知った。
午前11時(14:00)、母艦利根で補給を終えた利根3号機、4号機が再び発進する。
午前11時30分 (14:30)、戦艦榛名の偵察機（榛名1号機）も附近に空母がいる可能性を知らせた。この時、飛龍の第二波攻撃隊はアメリカ軍機動艦隊を発見するが、それは復旧作業中のヨークタウンだった。筑摩5号機が撃墜されたので、友永隊は自力でアメリカ軍機動部隊を探さねばならず、火災もなく航行する米空母を見た友永丈市大尉はヨークタウンを「損傷を受けていない別の空母」と判断した。友永隊は左右から挟撃雷撃をおこなうため運動を開始する。
ヨークタウンは直掩F4F戦闘機16機を迎撃に向かわせ、艦攻4機と零戦2機を撃墜し、続いて艦攻1機を対空砲火で撃墜したが、4本の魚雷が両舷から挟み撃ちの形でヨークタウンに向かい、2本が左舷に命中した。ボイラー室と発電機を破壊されたヨークタウンは航行不能となり左舷に傾斜して総員退艦が命じられ、艦長を含む乗組員全員が脱出した。（以上はアメリカ側の文献による）
第二波攻撃隊の艦攻10機は第一中隊5機を友永大尉が、第二中隊5機を橋本大尉が率いていたが、ヨークタウンの巧妙な回避運動のために挟撃雷撃はいったん失敗した。のちに有名になるジョン・サッチのF4Fが、友永機と思われる隊長標識をつけた艦攻を撃墜したが、サッチ機の攻撃で両翼が炎上したその艦攻は、海面に突入する寸前に、ヨークタウンに向けて魚雷を投下した（命中せず）。戦闘詳報は、第二中隊第二小隊機の目撃談（電信員の浜田義一・一等飛行兵）をもとに、黄色い尾翼の友永機は対空砲火で被弾炎上し「ヨークタウン型艦橋付近に激突自爆せること判明す」と記録している。橋本大尉の率いる第二中隊はいったん雲の中に退避して態勢を立て直し、ヨークタウンを雷撃、魚雷2本を命中させ、その旨を飛龍に打電した。第二中隊5機のうち1機（赤城から編入された操縦 鈴木重男飛曹長、偵察 西森進飛曹長、電信 堀井孝行一飛曹）は手違いで魚雷を投下できなかったが（帰路で魚雷を投棄）、第二中隊は全機（艦攻5機）が飛龍に帰還できた。（以上は日本側の文献による）
飛龍第二波攻撃隊は、艦攻5機（友永大尉の第一中隊全機）と零戦3機を失った。戦闘詳報には「エンタープライズ型空母の左舷に魚雷3本命中大爆発、400-500mの高さにまで達する大爆発を認む。（爆発の内一つは対空砲の着水の誤認と思われる）空母の後方、サンフランシスコ型重巡洋艦爆発するを認む。同爆発は（魚雷）発射後相当時間の経過あるに鑑み、魚雷命中せしものと認む」と記載されている。
山口少将は第一波攻撃隊（小林隊）と第二波攻撃隊（友永隊）の攻撃を合わせて合計2隻の空母を大破させたものと判断し、同じ空母へ2度攻撃したことに気付かなかった。これは第二波飛龍攻撃隊が、雷撃したヨークタウンの後方に「別の空母炎上中」と報告したからである。第二波攻撃隊は、別の米空母が健在である可能性も報告している。この頃、フレッチャー少将は空母ヨークタウンが攻撃を受ける前に放っていた偵察機（VS-5）から、空母飛龍発見の報告を受けた。ヨークタウンを航行不能とされたフレッチャー少将は、スプルーアンス少将の「何か指示があれば承りたし」という信号に「なし、貴官の行動に順応す」と答え、全権を委譲している。

#### 飛龍沈没

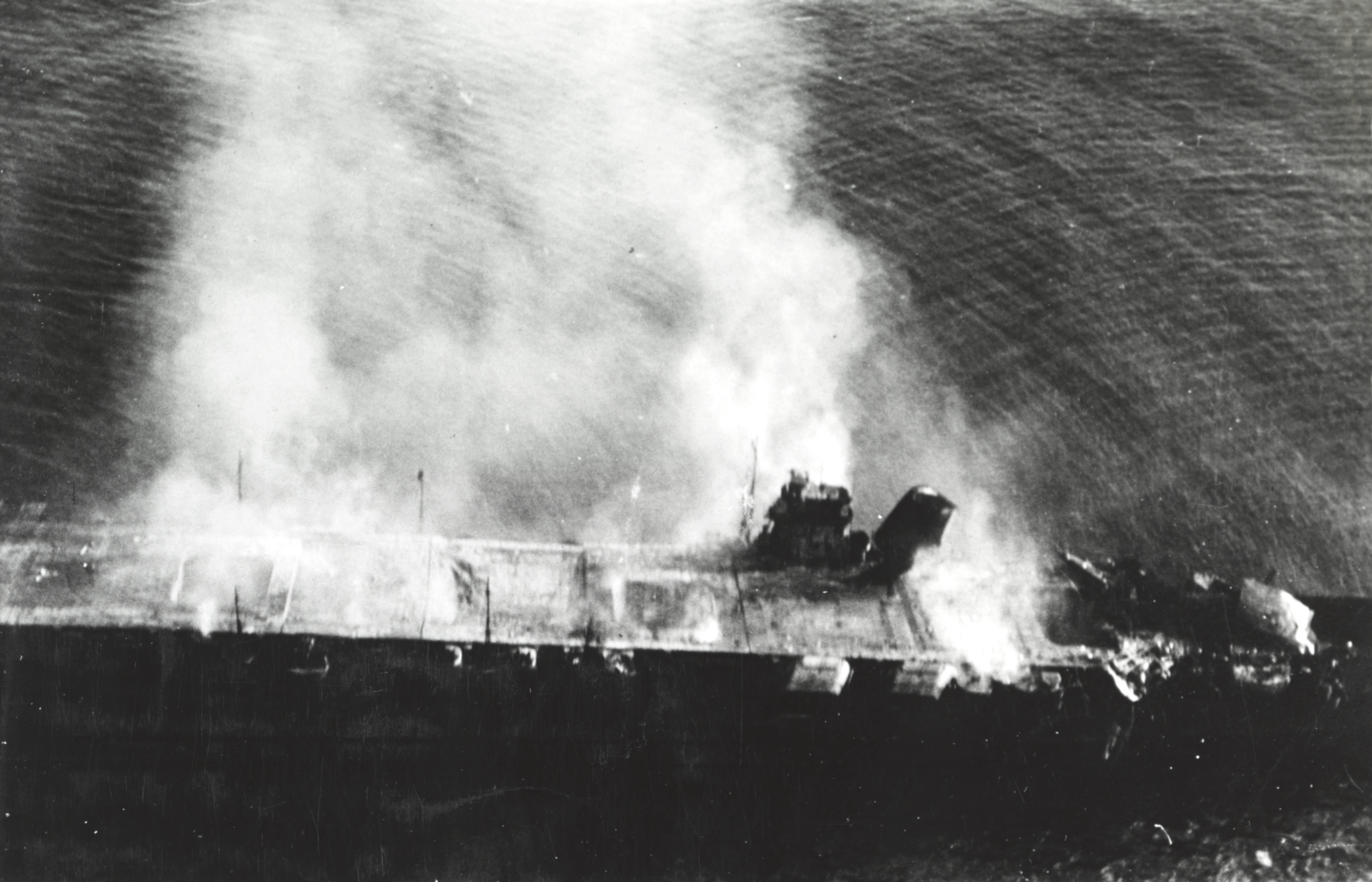
急降下爆撃を受けて炎上する空母飛龍

空母ヨークタウンが飛龍第二波攻撃隊（友永隊）の攻撃で航行不能となった午前11時30分 (14:45)、偵察中のサッチ・アダムス大尉は平文で「敵発見、空母1、戦艦1、重巡2、駆逐艦4、北緯31度15分、西経175度5分、15ノットで北上」（アメリカ軍機動部隊から72浬）と発信した。
駆逐艦のうち1隻は軽巡洋艦長良（南雲忠一中将乗艦の旗艦）であり、戦艦榛名、重巡洋艦利根、筑摩、軽巡洋艦長良、駆逐艦3隻は飛龍の周辺に集結していた。飛龍発見の電文を受信した空母エンタープライズはウィルマー・ギャラハー大尉率いるエンタープライズの爆撃隊10機、デイヴ・シャムウェイ大尉率いるヨークタウン爆撃隊11機（エンタープライズに退避中）を戦闘機の護衛なしで発進させた。
午後0時40分 (15:40)、飛龍第二波攻撃隊が着艦した。零戦2機、艦攻5機（友永隊長機を含む）を失い、艦攻4機が修理不能、零戦1機が不時着（乗員は救助）、零戦3機が修理後戦闘可能、艦攻1機が修理後戦闘可能と報告している。飛龍の鹿江隆副長は「（米空母2隻撃沈により）これで1対1だ。これで勝てるし、悪くても相討ちにできる」と感じたという。だが飛龍の戦力は戦闘機6、艦爆5、艦攻4、十三試艦爆1機に減少し、炎上する赤城に「もし発艦出来る飛行機があったら、飛龍に収容されたし」と伝えた。山口少将は十三試艦爆によりアメリカ軍空母の位置を把握し、同機の誘導により、修理の見込まれる全兵力で薄暮攻撃をかけることを伝える。ただし攻撃機の消耗度から三隻目の撃破は難しいと考えた。山口の幕僚によれば、一次攻撃、二次攻撃での被害が山口少将の予想をはるかに上回るものだったので、山口少将は三次攻撃の断行に逡巡をしめしたという。この間、赤城・加賀・蒼龍から飛龍に着艦した零戦が交替で飛龍の上空を守っていた。敵からの攻撃に関して山口少将は「現在の上空警戒機で阻止できる」という意向を話した。
十三試艦爆の発進準備が終わり、友永隊を護衛していた加賀所属零戦1機（山本旭一飛曹）が着艦しようとした時、アメリカ軍急降下爆撃隊24機は飛龍の上空に到達した。エンタープライズの艦爆隊指揮官ギャラハー大尉は、ヨークタウン隊に戦艦を狙うよう命令すると、飛龍の飛行甲板の日の丸マークを目標に突入した。
午後2時 (17:30)、直衛の零戦6機の迎撃と飛龍の操艦によってエンタープライズ隊6機の攻撃は失敗した。続いてヨークタウンの爆撃隊、エンタープライズ隊3機が太陽を背にするようにして攻撃した。護衛の利根と筑摩が対空砲火で迎撃したが阻止できず、飛龍に爆弾4発が命中した。長良からは、飛龍のエレベーターが飛龍の艦橋の前に突き刺さっているのが目撃されている。またヨークタウン隊の2機は付近を航行していた戦艦榛名を爆撃したが、至近弾に終わった。ヨークタウン隊に遅れて戦場に到着したホーネットの艦爆隊15機は利根と筑摩を攻撃したが、全て回避されている。
この他にも飛龍と筑摩は午後2時30分 (17:30)、午後3時15分 (18:15) にハワイから飛来したB-17爆撃機から攻撃されたが、これによる被害はなかった。
炎上した飛龍は、午後6時23分 (21:23) まで機関は無事だったので、離脱と消火に努めた。だが艦橋と機関科間の電話が不通で、機関科は全滅と判断された。しばらく洋上に浮いていた飛龍に横付けされた駆逐艦が消火協力したものの、誘爆が発生して消火不能となった。午後11時30分（現地時間6月5日2時30分）、山口少将は南雲司令部に総員退艦させると報告し、加来艦長と共に、駆逐艦巻雲の雷撃によって沈む飛龍と運命を共にした。飛龍が雷撃処分されたのは日本時間6月6日午前2時10分だが、艦底部から脱出した機関科員34名が沈みゆく飛龍から短艇によって離艦したのは、巻雲の魚雷が命中してから数時間後の午前6時6-15分だったという。彼らは15日後にアメリカ軍に救助された。戦死者は、戦闘詳報によれば1416名（傭人6名含）のうち、山口司令、加来艦長ら准士官以上30名、下士官兵387名の計417名である。搭乗員も友永、小林両隊長を含め72名が戦死した。ただし417名には、先のアメリカ軍に救助された機関科員34名が入っている。

### 夜戦の検討
軽巡洋艦長良に移乗した南雲中将は、日本時間6月5日午前8時28分（現地時間6月4日11:28）に筑摩偵察機から「敵は北東90浬」の報告を受けて水上戦闘を決意し、午前8時53分に「今より攻撃に向かう、集まれ」と集合命令を出した。日本軍三空母炎上の報告を受けた連合艦隊旗艦大和の艦橋は雰囲気が一変し、黒島亀人首席参謀は涙を浮かべてテーブルを叩いた。山本五十六長官は渡辺と将棋を指している時に「赤城、被爆大、総員退去」との報告を受けたが、「ほう、またやられたか」「南雲は帰ってくるだろう」とつぶやいただけでそのまま将棋を続けたという。この時、連合艦隊主隊は濃霧の中で戦艦長門が連絡不能になるなど混乱しており、焦りがつのるばかりであったという。午前9時20分 (11:20)、山本五十六長官はGF電令作第133号で輸送船団の一時北西撤退を命じる。日本軍攻略部隊（第二艦隊）の近藤信竹中将は、これを受けて占領隊（日本軍輸送船団）に北西退避を命じ、栗田健男少将の支援隊（第七戦隊）に合同するよう命じた。同時に山本長官は、アリューシャン方面に投入されていた第二機動部隊（角田覚治少将、空母隼鷹および龍驤）に対し、第一機動部隊（南雲機動部隊）と合流するよう打電した。だが両艦隊の距離は遠く、合流は早くとも9日であり、宇垣纏連合艦隊参謀長は空母を分散させたことを後悔している。同時刻、南雲中将も各艦に「昼戦をもって敵を撃滅せんとす」と伝え、第八戦隊（利根、筑摩）は魚雷戦を挑む準備を整える。午前10時、山本長官はGF電令作第156号にて第二艦隊に以下の命令を伝えた。
1. 敵艦隊攻撃C法をとれ（全兵力を集中し、敵を撃滅する）。
2. 攻略部隊は一部の兵力を以て、今夜ミッドウェーの陸上軍事施設、航空基地を砲撃破壊せよ。
3. ミッドウェー、アリューシャン群島の攻略を一時延期す。

山本長官の命令により、近藤信竹中将は第七戦隊（熊野、鈴谷、三隈、最上）にミッドウェー島へ向かうよう命じ、同時に南雲機動部隊と策応してアメリカ軍機動部隊に夜戦を挑む方針を示した。連合艦隊は、ミッドウェー基地のアメリカ軍航空兵力が稼働状態にあるか、南雲部隊に尋ねている。長良には空母飛龍が米空母2隻を撃破したという連絡が入り（ヨークタウンを2度攻撃したことの誤認）、草鹿参謀長は希望を抱いた。しかし、夜戦を企図しつつ北上中の午後2時5分 (17:05)、飛龍大破の報により、アメリカ軍機動部隊とミッドウェー基地航空隊制空権下での水上戦闘は困難と南雲は判断する。そこで一旦西方に反転し、改めての夜襲を企図した。草鹿参謀長によれば「万事休すで、「レーダーもなく、駆逐艦も少なく、望みのない夜戦に一縷の望みをかけて、当てもなくただ走りまわっていた」と回想している。宇垣参謀長は空母4隻を目前で失ったからには当然の反応だろうと理解を示しながらも、戦艦や重巡洋艦から水上偵察機を発進させて索敵を行わない南雲司令部を「消極的、退廃的」と批判している。近藤中将の第二艦隊は軽空母瑞鳳を有しており、米艦隊に積極的に戦闘を挑む方針を示した。炎上する日本空母を護衛していた第四駆逐隊司令有賀幸作大佐（後に戦艦大和艦長）は、「敵機動部隊接近すれば刺し違えよ」と配下駆逐艦に下令していた。
午後2時13分 (17:13)、筑摩の2号偵察機は、甲板に損傷なく傾斜停止したエンタープライズ型空母を発見し、周囲の護衛艦艇が空母をその場に残して東に去ったと報告した。南雲司令部は、飛龍第一波攻撃隊（小林隊）が爆撃を行った空母（ヨークタウン）は既に沈没、飛龍第二波攻撃隊（友永隊）が雷撃した空母（沈没しなかったヨークタウン）は漂流と判定した。1時間後、筑摩2号機は米空母1、巡洋艦2、駆逐艦4発見を報告、続いて米空母1隻の存在を報告する。先任参謀の大石保中佐が長良の偵察機を夜間発進させ索敵するように進言し、他の幕僚は懐疑的であったが、南雲はその案に同意した。その後、筑摩2号機が「炎上米空母の後方に、更に米空母4隻を発見」と報告してくる。南雲司令部では「まさか」という声があがったが、これを信じ、戦闘詳報には「南下中順次にこれ等の敵を発見せるものにして同一部隊ノ重複ナキ事確実ナリ」と記録、南雲中将は「敵航空母艦の予想外に優勢なるを始めて知れり」と驚いている。午後4時15分、山本五十六長官と宇垣纏参謀長は南雲部隊に対し、GF電令第158号として以下の命令を伝えた。
1. 敵機動部隊は東方へ避退中にして、空母は概ねこれを撃破せり[604]。
2. 当方面連合艦隊は敵を急追、撃滅すると共にAF（ミッドウェー島）を攻略せんとす[604]。
3. 主隊は6日午前零時、地点フメリ32に達す。針路90度速力20ノット[604]。
4. 機動部隊、攻略部隊（7戦隊欠）および先攻部隊（潜水艦隊）は速やかに敵を捕捉撃滅すべし[604]。

午後5時30分 (20:30)、山本長官はGF電令159号にて伊168号潜水艦に対して「伊168潜水艦は2300迄AF（イースタン）島航空基地の砲撃破壊に任ずべし。同時刻以降は第七戦隊（栗田少将）が砲撃の予定」と告げ、ミッドウェー基地を夜間砲撃するよう命じた。南雲中将は山本の敵情判断が間違っているとみて、午後6時30分 (21:30)、機動部隊機密第560番電において筑摩の2号機の「空母5隻」発見とミッドウェー基地航空隊の活動を伝達する。南雲中将は続く午後7時50分 (22:50) の電信で「GF電令作第158号に関係し敵空母（特空母艦含むやも知れず）は尚4隻あり」と、自軍空母の全滅を報告した。すると山本長官より、第二艦隊司令官近藤信竹中将に赤城と飛龍を除く機動部隊戦力の統一指揮を任すという命令が届いた。南雲部隊第八戦隊は第二艦隊と合流し、アメリカ軍と戦闘を継続したい旨を伝えている。

### 日本軍の撤退

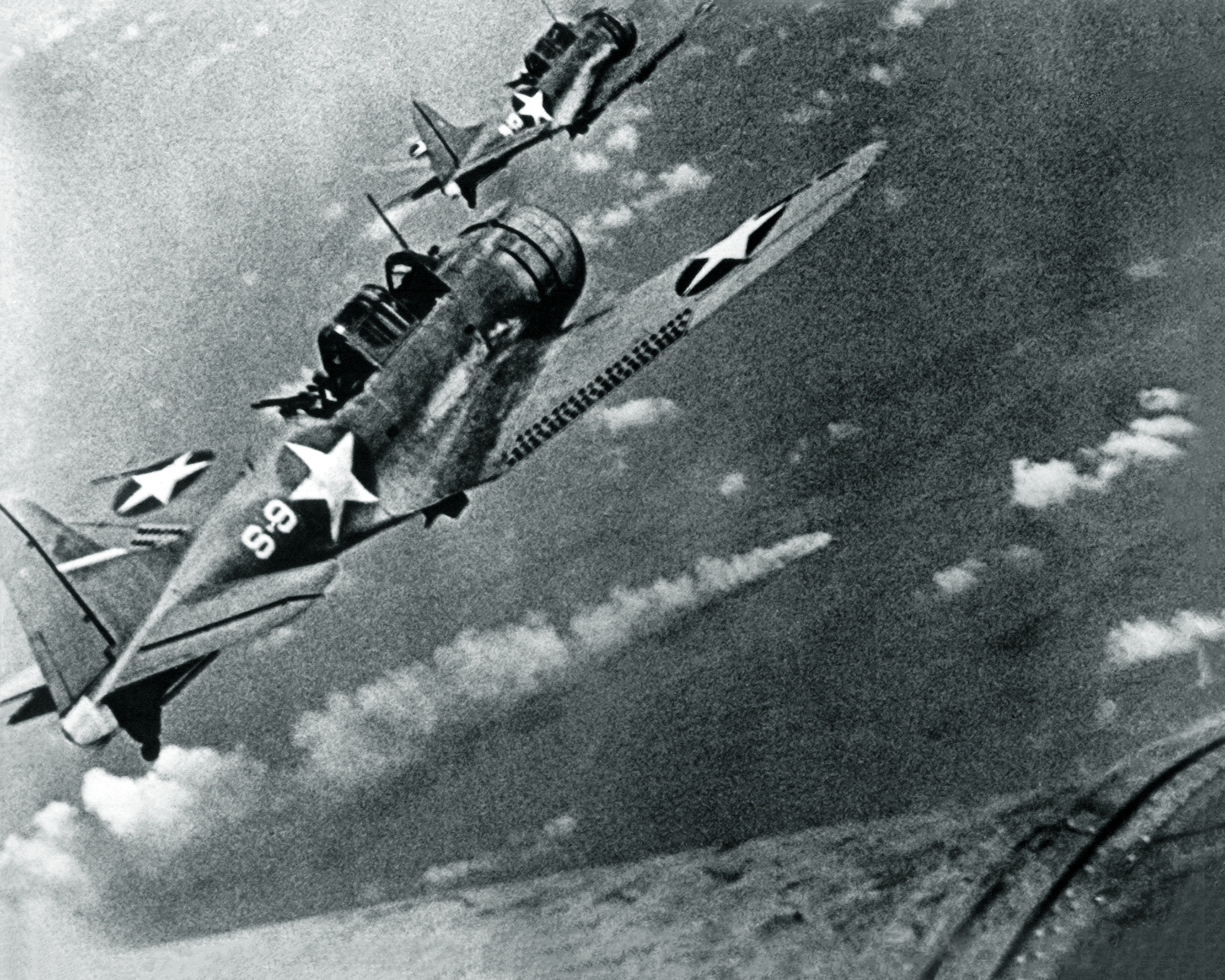
重巡洋艦三隈に急降下爆撃を行うSBD ドーントレス

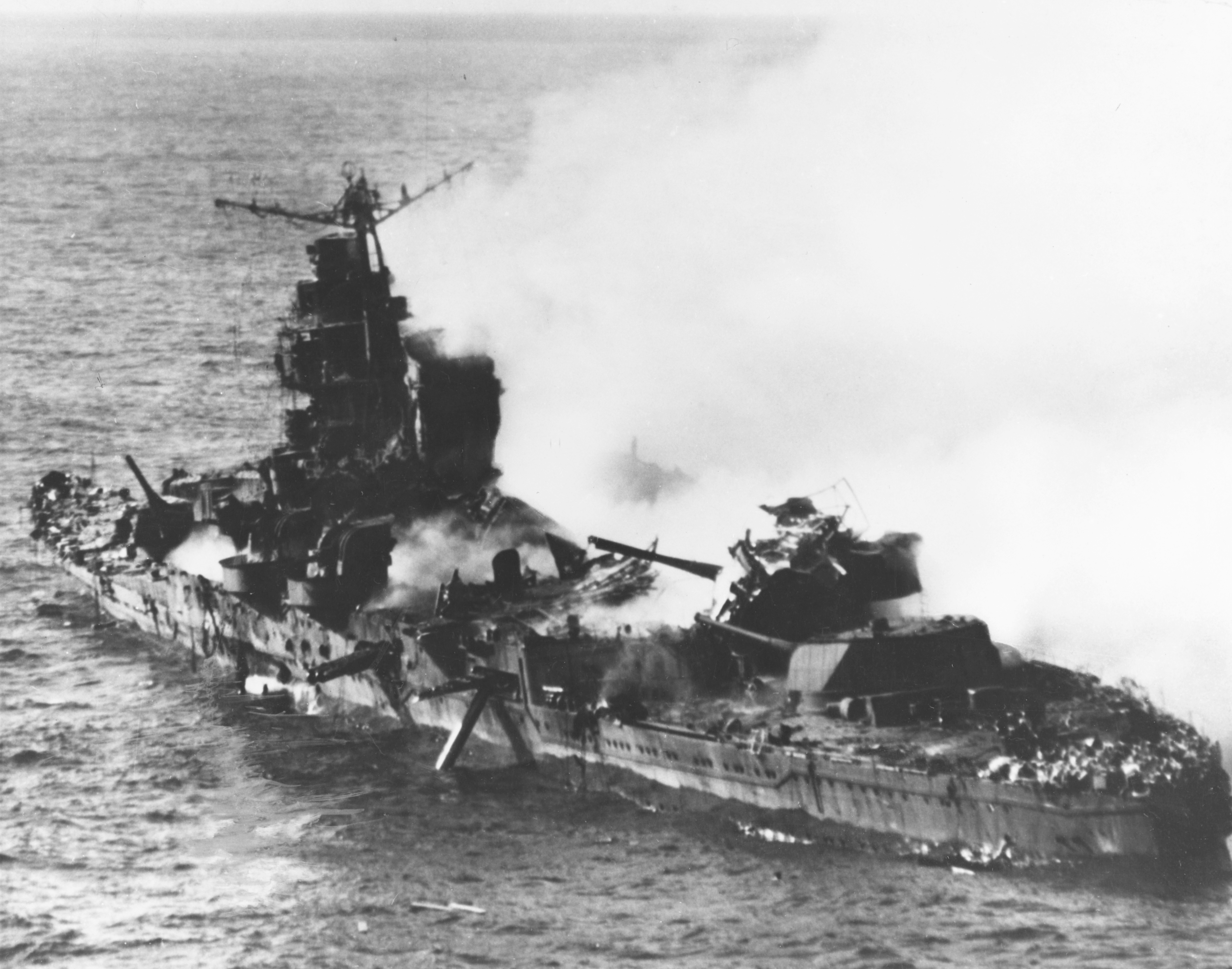
炎上傾斜する三隈。

日本時間6月5日午後9時15分、山本長官は第二艦隊と南雲機動部隊（赤城・飛龍）に対し、夜戦の中止と主隊（大和以下、第一艦隊）への合流を命じ、午後10時11分、南雲部隊は反転した。午後11時55分、山本長官は連合艦隊電令161号で以下の命令を伝達した。
1. AF（ミッドウェー島）攻略を中止す[620]。
2. 主隊は攻略部隊（第二艦隊）、第一機動部隊（欠、飛龍及び同警戒艦）を集結し、予定地点に至り補給を受くべし[620]。
3. 警戒部隊、飛龍同警戒艦、及び日進は、右地点に回航すべし[620]。
4. 占領部隊は西進し、ミッドウェー飛行圏外に脱出すべし[620]。

ミッドウェー作戦の中止が決定した瞬間であった。日本軍は撤退を開始する。追撃して来る敵空母群を叩くため、第二艦隊の艦載水上機をもって索敵攻撃を企図、各機250kg爆弾を搭載し進出300カイリ、側程60カイリの扇形索敵で6月6日午前1時（現地時間6月5日04:00）にカタパルト射出で発進。敵を発見した場合は全機その地点に集結し爆弾を抱いたまま敵艦に体当たり攻撃せよとの命令であったが敵を見ずに帰投している。6月6日午前4時30分（現地時間6月5日07:30）、軽空母鳳翔の九六式艦上攻撃機が漂流する飛龍と甲板上の生存者を発見、連合艦隊司令部は南雲司令部に飛龍が沈没したかどうかを確認せよとの命令をだした。飛龍の現状を知らなかった南雲部隊司令部は午前9時45分 (12:45)、長良より偵察機を発進させ、駆逐艦谷風を飛龍の処分と生存者救助のために派遣した。谷風はエンタープライズから発進したSBDドーントレス16機の攻撃を受けたが、4機の撃墜を報告して生還した。谷風を攻撃したホーネット隊は「香取型練習巡洋艦を攻撃した」と報告したが（実際は駆逐艦谷風）、撃墜されたのは1機であった。午前中に、山本の主隊、近藤の攻略部隊、南雲の残存部隊は合流した。
支援隊の第七戦隊（重巡洋艦：旗艦熊野と、鈴谷、三隈、最上）は上陸する輸送船団の護衛として警戒任務に従事していたが、南雲機動部隊の壊滅によって山本から新たにミッドウェー基地砲撃の命を受け、全速で前進していた。その後、夜戦中止に先立ってミッドウェー島砲撃中止命令が出された。第七戦隊はミッドウェー島90浬の地点で転進を行ったが、その1時間20分後、米潜水艦タンバー（SS-198）を発見して緊急回頭を行い、その際に三番艦三隈と最後尾の最上が衝突。最上は艦首を切断、速力10ノットに落ちた。第七戦隊司令官の栗田健男少将は最上の護衛に三隈と駆逐艦2隻（第八駆逐隊:荒潮、朝潮）をあてると南西のトラック島への退避を命じ、栗田少将は熊野と鈴谷を率いて主力部隊と合流するため北西に向かった。
一方のアメリカ軍では、飛龍攻撃隊により空母ヨークタウンが大破し漂流していた。駆逐艦ヒューズだけがヨークタウンの護衛として残された。その後ヨークタウンではサルベージ作業が進み、艦隊曳船ヴィレオが救助に向かう。フレッチャーから指揮権を渡されたスプルーアンス少将の第16任務部隊も日本艦隊の動向が把握できず夜戦に持ちこまれる可能性を考慮、一時的に東へ退避する。しかし翌7日の黎明、第16任務部隊はミッドウェーの防衛と日本艦隊の追撃のため西進する。
日本時間6月6日、潜水艦タンバーの報告を受けたアメリカ軍は、まずミッドウェー島の航空戦力で三隈と最上を攻撃した。SBDドーントレス6機、SB2Uビンディケーター6機、B-17爆撃機8機が攻撃、SB2U指揮官機が三隈の後部砲塔に体当たりし、最上が至近弾で戦死者2名を出した。アメリカ軍機動部隊の追撃を受けた三隈と最上はウェーク島に向かい、連合艦隊主隊と攻略部隊も三隈の救援と米機動部隊の捕捉に向けて動き出す。6月7日、スプルーアンスは「空母1隻、駆逐艦5隻発見」という索敵機の報告を元に、ホーネットとエンタープライズから攻撃隊を発進させた。アメリカ軍攻撃隊は空母の代わりに「戦艦」を発見し、最初は航空母艦、次は戦艦と誤認された三隈は集中攻撃を受けて沈没。また最上や駆逐艦朝潮、荒潮も被弾。近藤信竹中将は第二艦隊に「敵空母部隊を捕捉撃滅して三隈・最上を救援せんとす」と命じて反転したが、アメリカ軍機動部隊の捕捉に失敗している。翌8日午前中、最上は救援にかけつけた第二艦隊と合流、空襲圏外へ脱した。
戦艦大和以下の主力部隊は夜戦を企図し東進していたが、飛龍を失い、再考して翌0時に夜戦の中止を決定し、3時頃には作戦自体を中止。主力部隊は結局ミッドウェー島の遥か数百キロメートル後方におり、本海戦には参加できず、駆逐艦が救出した生存者を医療設備の整った戦艦で手当てを行ったに留まる。赤城の生存者達は、大和以下本隊が戦闘に全く関与しなかったことを罵ったという。日本軍輸送船団は、アメリカ軍機動部隊の追撃に備えて陣形を変更した。山本長官は艦隊主力が安全圏へ退却するまで第五戦隊に"囮（おとり）艦隊"の役割を下命、すでに占領済みのウェーク島方面へ回航し、欺瞞電波の発信を繰り返しながらアメリカ軍の追撃部隊を引き付け、ウェーク島の航空戦力で叩く計略だったが、アメリカ軍はそこまで深追いしなかった。

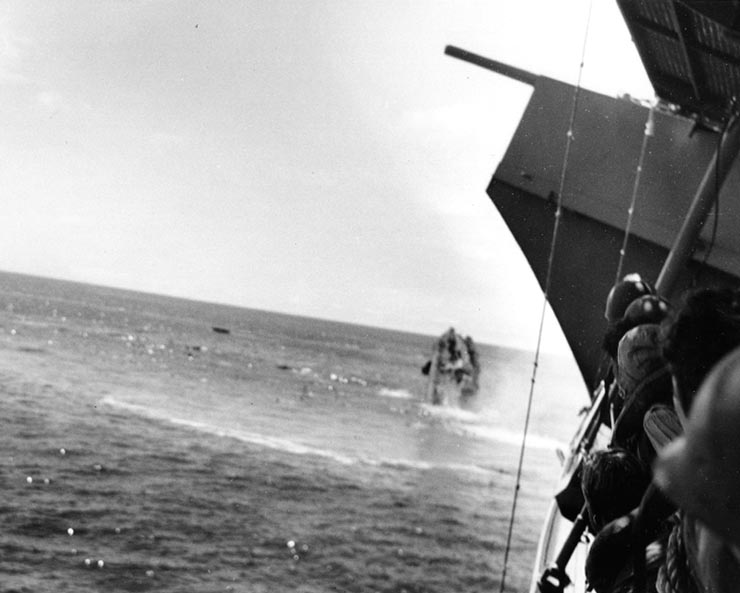
伊168の雷撃により轟沈するハムマン

6月7日、ヨークタウンは曳船に引かれつつ真珠湾に向かっていた。このとき駆逐艦ハムマンに移乗していたヨークタウン艦長エリオット・バックマスターと161名が再びヨークタウンに乗艦している。さらに駆逐艦モナガン、グウィン、バルチ、ベンハムが護衛に加わった。その頃、ミッドウェー島を砲撃後に同島海域に留まっていた伊168潜水艦がヨークタウン撃沈の任を受け、同艦に接近。(13:34)、4本の九五式魚雷を発射し、2本をヨークタウンの左舷に命中させ、撃沈した。さらに、同行の駆逐艦ハムマンにも1本が命中しこれも沈没。このときのヨークタウンを日本軍は「甲板の損傷なき模様」として、飛龍が最初に攻撃したのとは別の空母だと考えていた。
6月13日、第16任務部隊のエンタープライズ、ホーネットは艦載機と搭乗員に大きな損失を出しながらも無事に真珠湾に帰港した。アメリカ軍は救助したゲイ少尉の証言から日本軍空母2隻の沈没を確認し、ボートに乗って漂流していた飛龍の機関科員を救助・尋問して飛龍の沈没を知り、計3隻の撃沈を確信した。赤城については暗号解読から沈没推定としていたが、確信するのは日本軍捕虜を尋問して得た情報を分析した結果によるものであった。

## 参加兵力

### 日本
海戦に参加した兵力。丸括弧（ ）内の搭載機数は定数（補用機数含む）。
第一機動部隊（第一航空艦隊基幹） 指揮官：南雲忠一中将
第一航空戦隊 司令官：南雲忠一中将
- 航空母艦：赤城（零戦二一型×21機、九九艦爆一一型×21機、九七式艦攻一二型×21機）
- 航空母艦：加賀（零戦二一型×21機、九九艦爆一一型×21機、九七式艦攻一二型×30機）

第二航空戦隊 司令官：山口多聞少将
- 航空母艦：飛龍（零戦二一型×21機、九九艦爆一一型×21機、九七式艦攻一二型×21機）
- 航空母艦：蒼龍（零戦二一型×21機、九九艦爆一一型×21機、九七式艦攻一二型×21機、二式艦偵一一型×2機）

第八戦隊 司令官：阿部弘毅少将
- 利根型重巡洋艦;利根、筑摩（零式三座水偵×6機、九五式水偵×4機）

第三戦隊第二小隊 ※先任の高間完榛名艦長が指揮
- 金剛型戦艦：榛名、霧島（九五式水偵×6機）

第十戦隊 司令官：木村進少将
- 長良型軽巡洋艦：長良（九四式水偵×1機）
- 第四駆逐隊 司令：有賀幸作大佐
  - 陽炎型駆逐艦：嵐、野分、萩風、舞風
- 第十駆逐隊 司令：阿部俊雄大佐
  - 夕雲型駆逐艦：風雲、夕雲、巻雲
  - 陽炎型駆逐艦：秋雲
- 第十七駆逐隊　司令：北村昌幸大佐
  - 陽炎型駆逐艦：磯風、浦風、浜風、谷風

部隊直率
- 油槽艦：東邦丸、極東丸、日本丸、国洋丸、神国丸、日朗丸、豊光丸、第2共栄丸
- 艦載機（空母機以外）合計：零式三座水偵×6機、九五式水偵×10機、九四式水偵×1機

その他のMI作戦の兵力
主力部隊主隊（連合艦隊直率基幹） 指揮官：山本五十六大将
本隊（第一戦隊）連合艦隊司令長官直率
- 大和型戦艦：大和（零式観測機×3機 、零式三座水偵×3機）
- 長門型戦艦：長門、陸奥（零式観測機×合計6機）

警戒隊（第三水雷戦隊）指揮官：橋本信太郎少将 
- 川内型軽巡洋艦：川内（九一式水偵×1機）
- 第一一駆逐隊　司令：荘司喜一郎中佐
  - 吹雪型駆逐艦：吹雪、白雪、初雪、叢雲
- 第一九駆逐隊　司令：大江覧治大佐
  - 吹雪型駆逐艦：磯波、浦波、敷波、綾波

空母隊 ※梅谷薫鳳翔艦長が指揮
- 軽空母：鳳翔（九六式艦戦×11機、九六式艦攻×8機）
- 峯風型駆逐艦：夕風

特務隊 ※先任の原田覚千代田艦長が指揮
- 千歳型水上機母艦：千代田（零式三座水偵×28機）
- 日進型水上機母艦：日進（魚雷艇×5隻）

第一補給隊　主力部隊主隊直率
- 初春型駆逐艦：有明
- 油槽艦：鳴戸丸、東栄丸

主力部隊警戒部隊（第一艦隊基幹） 指揮官：高須四郎中将
本隊（第二戦隊）指揮官：高須四郎中将
- 伊勢型戦艦：伊勢、日向（零観×合計6機）
- 扶桑型戦艦：扶桑、山城（零観×合計6機）

警戒隊（第九戦隊基幹） 指揮官：岸福治少将
- 球磨型軽巡洋艦：北上、大井
- 第二四駆逐隊　司令：平井泰次大佐
  - 白露型駆逐艦：海風、江風
- 第二七駆逐隊　司令：吉村真武大佐
  - 初春型駆逐艦：夕暮
  - 白露型駆逐艦：白露、時雨
- 第二〇駆逐隊　司令：山田雄二大佐
  - 吹雪型駆逐艦：天霧、朝霧、夕霧、白雲

第二補給隊　警戒部隊直率
- 白露型駆逐艦：山風
- 油槽艦：さくらめんて丸、東亜丸
- 艦載機合計（空母機以外）：零観×21機、零式三座水偵×31機、九一式水偵×1機

攻略部隊（第二艦隊基幹）本隊 指揮官：近藤信竹中将
第四戦隊第一小隊 司令官：近藤信竹中将
- 高雄型重巡洋艦：愛宕、鳥海（零観×4機、零偵×2機）

第五戦隊 司令官：高木武雄中将
- 妙高型重巡洋艦：妙高、羽黒（零観×4機、零偵×2機）

第三戦隊第一小隊 司令官：三川軍一中将
- 金剛型戦艦：金剛、比叡（九五式水偵×6機）

第四水雷戦隊 司令官：西村祥治少将
- 長良型軽巡洋艦：由良（九四式水偵×1機）
- 第二駆逐隊　司令：橘正雄大佐
  - 白露型駆逐艦：五月雨、春雨、村雨、夕立
- 第九駆逐隊 司令：佐藤康夫大佐
  - 朝潮型駆逐艦：朝雲、峯雲、夏雲
  - 睦月型駆逐艦：三日月

攻略部隊本隊直率
- 瑞鳳型航空母艦：瑞鳳（九六式艦戦×6機、零戦二一型×6機、九七式艦攻一二型×9機）
- 油槽艦：健洋丸、玄洋丸、佐多丸、鶴見丸
- 艦載機合計：零観×8機、零式三座水偵×4機、九五式水偵×6機、九四式水偵×1機

攻略部隊支援隊（第七戦隊基幹） 司令官：栗田健男少将
第七戦隊　司令官：栗田健男少将
- 最上型重巡洋艦：最上、熊野、三隈、鈴谷（零観×8機、零偵×4機）
- 第八駆逐隊　司令：小川莚喜大佐
  - 朝潮型駆逐艦：朝潮、荒潮

支援隊直率
- 油槽艦：日栄丸
- 艦載機合計：零観×8機、零式三座水偵×4機

攻略部隊護衛隊（第二水雷戦隊基幹） 司令官：田中頼三少将
第二水雷戦隊　司令官：田中頼三少将
- 川内型軽巡洋艦：神通（九四式水偵×1機）
- 第一五駆逐隊　司令：佐藤寅治郎大佐
  - 陽炎型駆逐艦：親潮、黒潮
- 第一六駆逐隊 司令：渋谷紫郎大佐
  - 陽炎型駆逐艦：雪風、時津風、天津風、初風
- 第一八駆逐隊　司令：宮坂義登大佐
  - 陽炎型駆逐艦：陽炎、不知火
  - 朝潮型駆逐艦：霞、霰
- 艦載機合計：九四式水偵×1機

護衛隊直率
- 第一号型哨戒艇：第1号哨戒艇、第2号哨戒艇
- 第三十一号型哨戒艇：第34号哨戒艇
- 油槽艦：あけぼの丸
- 輸送船：清澄丸、ぶらじる丸、あるぜんちな丸、北陸丸、吾妻丸、霧島丸、第二号東亜丸、鹿野丸、明陽丸、山福丸、南海丸、善洋丸

攻略部隊占領隊 司令官：太田実少将
第二連合特別陸戦隊 司令官：大田実（海軍）大佐
- 横須賀第五特別陸戦隊（約1,450名）
- 呉第五特別陸戦隊（約1,100名）
- 第一一設営隊（約1,750名）
- 第一二設営隊（約1,300名）
- 第四測量隊

陸軍一木支隊 支隊長：一木清直（陸軍）大佐（合計約2,000名）
- 第二十八歩兵連隊（1個大隊）
- 工兵第七連隊第一中隊
- 独立速射砲第八中隊

攻略部隊航空隊 指揮官：藤田類太郎少将
第一一航空戦隊 司令官：藤田類太郎少将
- 千歳型水上機母艦：千歳（零観×12、零偵×12）
- 神川丸級特設水上機母艦：神川丸（零偵×4、零観×8）
- 陽炎型駆逐艦：早潮
- 哨戒艇：第35号哨戒艇
- 工作艦：明石
- 艦載機合計：零観×20機、零式三座水偵×16機

先遣部隊本隊 指揮官：小松輝久中将
- 香取型軽巡洋艦：香取（九四式二号水偵×1機）
- 艦載機合計：九四式二号水偵×1機

先遣支隊（第八潜水戦隊基幹）
- 第八潜水戦隊
  - 報国丸級特設巡洋艦：報国丸、愛国丸（合計：九四式水偵×4機）
  - 伊十五型潜水艦：伊15、伊17、伊19、伊25、伊26（合計：零式小型水偵×5機）
  - 伊百七十四型潜水艦：伊174、伊175
  - 伊百二十一型潜水艦：伊122
- 第三潜水戦隊
  - 特設潜水母艦：靖国丸
  - 伊百六十八型潜水艦：伊168、伊169、伊171、伊172
  - 伊九型潜水艦：伊9（合計：零式小型水偵×1機）
  - 伊百二十一型潜水艦：伊123
- 第五潜水戦隊
  - 特設潜水母艦：りおで志゛やねろ丸
  - 伊百五十六型潜水艦：伊156、伊157、伊159
  - 伊百五十三型潜水艦：伊158
  - 伊百六十一型潜水艦：伊162、伊164
  - 伊百六十五型潜水艦：伊165、伊166
  - 伊百二十一型潜水艦：伊121
  - 艦載機合計：九四式水偵×4機、零式小型水偵×6機

第11航空艦隊
- ミッドウェー諸島派遣航空隊
  - 零戦×36機
  - 一式陸上攻撃機×10機
  - 飛行艇×6機
- 千歳海軍航空隊
  - 零戦×36機
  - 九七式三号艦上攻撃機×36機
- オール環礁/ウォッジェ環礁方面航空隊並びに第1航空群
  - 零戦×36機
  - 九七式三号艦上攻撃機×36機
  - 九七式飛行艇×36機

注釈
- 榛名、霧島には九五式水偵が3機ずつ搭載されていた。
- 利根型にはそれぞれ零式三座水偵が3機、九五式水偵が2機積まれていた。
- 大和型には零観3機と零偵3機、長門型にはそれぞれ零偵が3機ずつ搭載されていた。
- 日進には水上機ではなく魚雷艇が搭載されていた。
- 伊勢型・扶桑型にはそれぞれ水偵が3機ずつ搭載されていた。
- 愛宕と鳥海には水偵が3機ずつ搭載されていた。
- 妙高には水偵が3機、羽黒には4機搭載されていた。
- 比叡と金剛には水偵が3機ずつ積まれていた。
- 最上型には3機ずつ積まれていた。
- 報国丸と愛国丸には水偵がそれぞれ2機ずつ積まれていた。
- 伊9のみ水偵1機を搭載。

### アメリカ
第17任務部隊（Task Force 17） 司令官 フランク・J・フレッチャー少将
- 第2群（Task Group 17.2 Cruiser Group） 司令官：ウィリアム・W・スミス少将
  - 重巡 アストリア - ポートランド
- 第4群（Task Group 17.4 Destroyer Screen） 司令官：ギルバート・C・フーバー大佐
  - 第2駆逐戦隊（COMDESRON 2）
    - 駆逐艦 ハムマン - アンダーソン - グウィン - ヒューズ - モリス - ラッセル
- 第5群（Task Group 17.5 Carrier Group） 司令官：エリオット・バックマスター大佐（兼ヨークタウン艦長）
  - 空母 ヨークタウン
    - ヨークタウン航空群
      - 第3戦闘機隊（VF-3/F4F-4/27機）、第3爆撃機隊（VB-3/SBD-3/18機）、第5索敵爆撃機隊（VS-5/SBD-3/19機）、第3雷撃機隊（VT-3/TBD-1/15機）

※ヨークタウンの第5航空群は珊瑚海海戦で損失、サラトガの第3航空群と残存した第5航空群を搭載。
第16任務部隊（Task Force 16） 司令官 レイモンド・A・スプルーアンス少将
- 第2群（Task Group 16.2 Cruiser Group） 司令官：トーマス・C・キンケイド少将
  - 第6巡洋隊（COMCRUDIV 6）
    - 重巡 ミネアポリス - ニューオーリンズ - ノーザンプトン - ペンサコラ - ヴィンセンス
    - 軽巡 アトランタ
- 第4群（Task Group 16.4 Destroyer Screen） 司令官：アレキサンダー・R・アーリー大佐
  - 第1駆逐戦隊（COMDESRON 1）
    - 駆逐艦 フェルプス - ウォーデン - モナハン - エイルウィン - バルチ - カニンガム - ベンハム - エレット - モーリー
- 第5群（Task Group 16.5 Carrier Group） 司令官：ジョージ・D・マーレ大佐（兼「エンタープライズ」艦長）
  - 空母 エンタープライズ
    - エンタープライズ航空群
      - 第6戦闘機隊（VF-6/F4F-4/27機）、第6爆撃機隊（VB-6/SBD-2、3/18機）、第6索敵爆撃機隊（VS-6/SBD-2、3/18機）、第6雷撃機隊（VS-6/TBD-1/14機）

  - 空母 ホーネット
    - ホーネット航空群
      - 第8戦闘機隊（VF-8/F4F-4/27機）、第8爆撃機隊（VB-8/SBD-3/18機）、第8索敵爆撃機隊（VS-8/SBD-3/16機）、第8雷撃機隊（VT-8/TBD-1/15機）

  - 第16任務部隊 給油群（Oilers Group）
    - 駆逐艦 デューイ - モンセン
    - 艦隊給油艦 シマロン - プラット

潜水艦部隊 司令官：ロバート・H・イングリッシュ少将
- 潜水艦20隻

ミッドウェー島守備隊
- ミッドウェー基地海軍航空部隊 司令：シリル・T・シマード大佐
  - PBY-5Aカタリナ飛行艇×31機、TBF-1アベンジャー艦上雷撃機×6機
- 第22海兵航空群 司令：イラ・L・キムス海兵中佐
  - F2A-3バッファロー艦上戦闘機×20機、F4F-3ワイルドキャット艦上戦闘機×7機 SB2U-3ヴィンディケーター艦上爆撃機×11機 SBD-2ドーントレス艦上爆撃機×16機
- 第7陸軍航空軍分遣隊 司令：ウイリス・P・ヘール陸軍少将
  - B-26Aマローダー爆撃機×4機、B-17Eフライングフォートレス戦略爆撃機×17機
- 地上部隊 司令：シマード大佐（兼任）
  - 第2急襲大隊
  - 第6海兵大隊 司令：ハロルド・D・シャノン海兵大佐
  - 第1魚雷艇戦隊

## 損害

### 日本
- 沈没
  - 航空母艦:赤城267名（航空搭乗員含む）[649]、加賀 811名[650]、蒼龍 711名[651]、飛龍 392名（米軍救助者含まず） [652]
  - 重巡洋艦:三隈700名[653]
- 損傷
  - 重巡洋艦:最上92名[654]
  - 駆逐艦:荒潮
- 航空機:喪失艦載機289機（内、21機はミッドウェー配備予定の第六航空隊。水偵4機）
  - この中には「十三試艦爆」を含む。
- 戦死[655]
  - 山口多聞少将（戦死後中将に特進）
  - 岡田次作大佐（戦死後少将に特進）
  - 柳本柳作大佐（戦死後少将に特進）
  - 加来止男大佐（戦死後少将に特進）
  - 崎山釈夫大佐（戦死後少将に特進）

上記の沈没・損傷艦の他、筑摩の航空搭乗員3名、利根の航空搭乗員2名、駆逐艦谷風11名、朝潮21名、荒潮35名、嵐1名、風雲1名、給油艦あけぼの丸10名が戦死した。総計3,057名を失い、その中に加賀の飛行隊長：楠美正少佐（戦死後中佐に一階級特進）、飛龍の飛行隊長：友永丈市大尉（戦死後中佐に二階級特進）ら110名の空母艦載機搭乗員を含む。各母艦別の搭乗員損失は、赤城7名（艦戦4、艦爆1、艦攻2）、加賀21名（艦戦6、艦爆6、艦攻9）、蒼龍10名（艦戦4、艦爆1、艦攻5）、飛龍72名（艦戦11、艦爆27、艦攻34） 。搭乗員損失率は反撃した飛龍が最多。空母上でアメリカ軍機空襲とその後の誘爆により戦死した搭乗員は赤城4名、加賀13名、蒼龍4名、飛龍8名である。
海戦直後の混乱や作戦後の被害秘匿のための特殊な人事処理で、海戦直後の資料は不正確。第一航空艦隊が6月12日に行った報告では、第一航空戦隊、第二航空戦隊で、戦闘機45名、艦上爆撃機51組、艦上攻撃機57組が残存となっている。内地に帰還したのちに作成された第一航空艦隊戦闘詳報では消耗52組となっている。
6月10日の大本営発表は「空母エンタープライズ型1隻、ホーネット型1隻撃沈。米軍機120機。日本軍損害 空母1隻喪失、巡洋艦1隻大破、35機喪失」、6月18日の大本営発表で「空母1隻撃沈を取り消し、大破認定。巡洋艦1隻、潜水艦1隻撃沈」と訂正発表した。南雲機動部隊の戦闘詳報では、エンタープライズ型空母2隻撃沈、サンフランシスコ型大巡1隻大破、米軍機173機撃墜である。

### アメリカ
- 沈没
  - 航空母艦:ヨークタウン
  - 駆逐艦:ハムマン

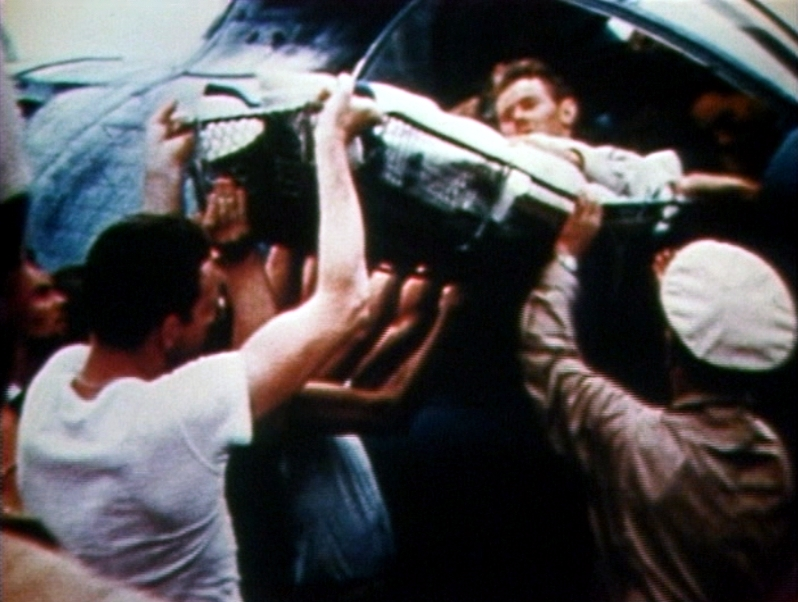
救助されたアメリカの航空兵

- 航空機:基地航空隊を含め、約150機を喪失。この数字には修理不能の損傷を受けた機も含まれる[659]。
- 戦死
  - 空母ヨークタウン86名（航空搭乗員含む）、空母ホーネット53名、空母エンタープライズ44名、駆逐艦ハムマン84名、駆逐艦ベンハム1名、ミッドウェー基地46名[要出典]。合計362名（航空搭乗員208名、基地・艦乗組員154名）[要出典]。高級士官の戦死はなかった。

## 影響

### 日本
この作戦後、山本連合艦隊長官やその幕僚の責任は問われず、一航艦も長官南雲忠一、参謀長草鹿龍之介は一航艦の後継である第三艦隊の指揮をそのまま受け継いだ。しかし、それ以外の一航艦の幕僚は全て降ろされ、また士官も転出させられた（一航艦航空参謀吉岡忠一はミッドウェー海戦の資料作成のためしばらく残留した）。
開戦時に山本長官は「日本は開戦から半年、もって1年は優勢を維持できるが、それ以降はアメリカ（と連合軍）の国力が日本を圧倒する」と述べ、短期決戦早期講和を目指していたが、当作戦の失敗、大敗北によって発言力を失った。また、実質的に短期決戦は不可能となったので、軍令部、大本営は長期戦を主軸とした戦略への転換せざるを得なくなった。ミッドウェー海戦直後の参謀本部への説明の中でも、軍令部は「主力空母が2隻（翔鶴、瑞鶴）では守勢の外はない」と述べている。しかし国力で圧倒される以前に、戦略、戦術、用兵など全ての拙劣さにより喫した敗北だったにも拘らず、事後に作戦戦訓研究会は開かれず、国民にもこの敗北は伝えられなかった。唯一上記のように参謀本部（陸軍）に対してのみ迅速に伝えられ、ミッドウェー海戦の実態については海軍内はもとより陸軍内でも情報統制がなされた。これは前陸軍大臣の畑俊六にさえも真相は伝えられていなかったほどである。侍従長の百武三郎の日記によれば、天皇には報告され、「天機麗しからず。恐懼の至也」とある。
珊瑚海海戦の大本営発表から戦果の大きな水増しが始まったが、本海戦でも戦果を「空母ホーネット、エンタープライズを撃沈、敵飛行機120機を撃墜。味方の損害は空母一隻、重巡洋艦1隻沈没、空母一隻大破、未帰還機35機」と国民に発表、士気の阻喪を防ごうとした。6月5日には大本営海軍部には状況が入ってきたものの、発表内容をめぐって軍令部と軍務局が対立し3日3晩にわたって議論が続いた。海軍報道部の富永謙吾は報道部は真相を発表することを主張したとするが、作戦課も軍務局も反対したという。連合軍側に実際の損害を確認させ、攻勢を招きかねないことを懼れたとされる。報道部課長の平出英夫大佐は、報道陣にも実損害の隠蔽と成果の水増について協力を求めることになった。一般の国民は短波ラジオを聴くことが禁じられていたものの密かに傍受していた者や中立国から情報を得られる立場にいた者も多かった。それまでの戦いでは直ちに勝利が発表されていたため、彼らは海外からの甚大な被害情報に接し、軍からの発表がないことで疑心暗鬼に陥っていた。結果として、海軍は発表が遅れたことの理由付けにも苦しむことになった。
本海戦で空母4隻とその搭載飛行機全てを失ったことは大きな痛手であった。既に珊瑚海海戦で空母祥鳳を失い、第五航空戦隊も多数の機を失っていた。艦上機は戦闘機会が少ないので生産要求が小さく、この損失はすぐに補填できないものであった。ただし、本海戦で搭乗員はほとんどが脱出に成功したので、大きな損失はなかった。アメリカ攻撃隊の技量が低かったこと、飛龍が少数機で戦果を上げたこと、今回の仇うちを目指すことなどで搭乗員の士気はむしろ上がっていた。しかし搭乗員もまたすぐに補填がきくものでないことは同様で、今後後継者育成は追いつかないまま、熟練パイロットも失われていく一方となる。
ミッドウェー海戦後、立て直しの好機として、従来の要求、本海戦の戦訓を取り入れた空母部隊再建の打ち合わせが一航艦、連合艦隊で行われた。内容は、機動部隊の建制化、警戒兵力の増強、航空戦隊の再編、索敵の強化、火災予防の強化、消火訓練の徹底などであった。航空戦隊再編はミッドウェー海戦の戦訓から、大型空母2隻を攻撃の主体、小型空母1隻を自隊の防御とした三隻編制を一個航空戦隊とする。さらに従来の戦艦を中心とした艦隊決戦から空母を使用不能にして制空権を獲得する航空決戦の方針へと変わった。
海戦後日本海軍保有の正規空母は瑞鶴、翔鶴のみとなったが、上記のように水上機母艦を改装した空母がその穴を補った。空母の再建については、戦前より認識されていた空母の脆弱性を払拭するために飛行甲板に装甲を施した大型正規空母大鳳が④計画で既に建造中であったものの、装甲空母は費用、工期ともにかかるため今後は、正規空母としては飛龍の設計に若干の改変を加えた雲龍型航空母艦の増産が、また多数の他艦種、商船などからの改造空母の工事が進められることとなり、空母の脆弱性是正については据え置かれたままとなった。6月21日に開かれた空母急増対策委員会（山本、草鹿、南雲、源田実、宇垣纏、鈴木義尾軍令部第二部長、大西瀧治郎航空本部総務部長、江崎岩吉造船少将）では、四空母生存者から日本空母の脆弱性に対する厳しい指摘がなされたが、山本五十六が「計画変更の必要なし。空母に脆弱性あるとも、使いこなす自信がある」と発言し、出席者一同は沈黙したという。

### アメリカ

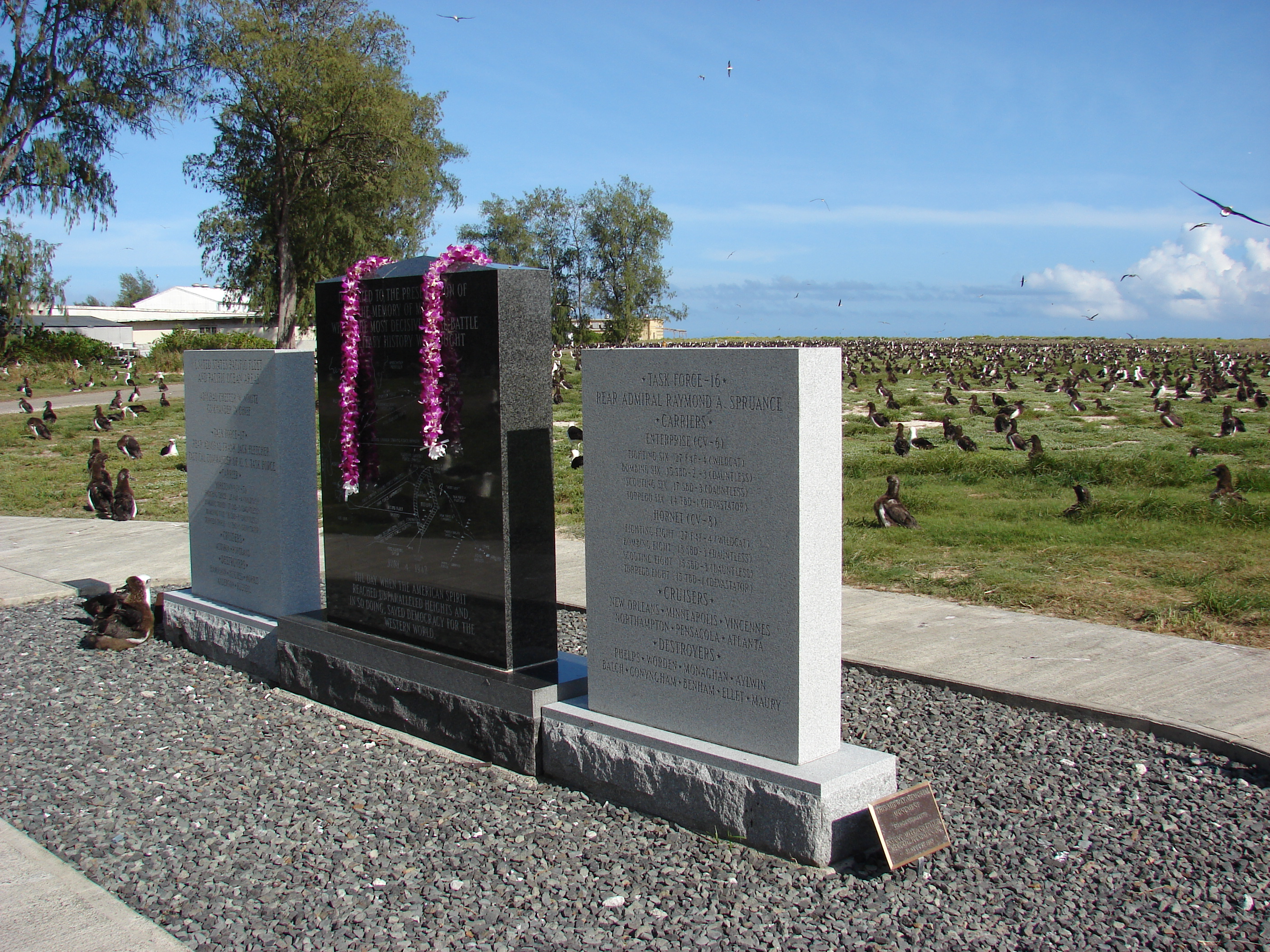
ミッドウェー島の慰霊碑

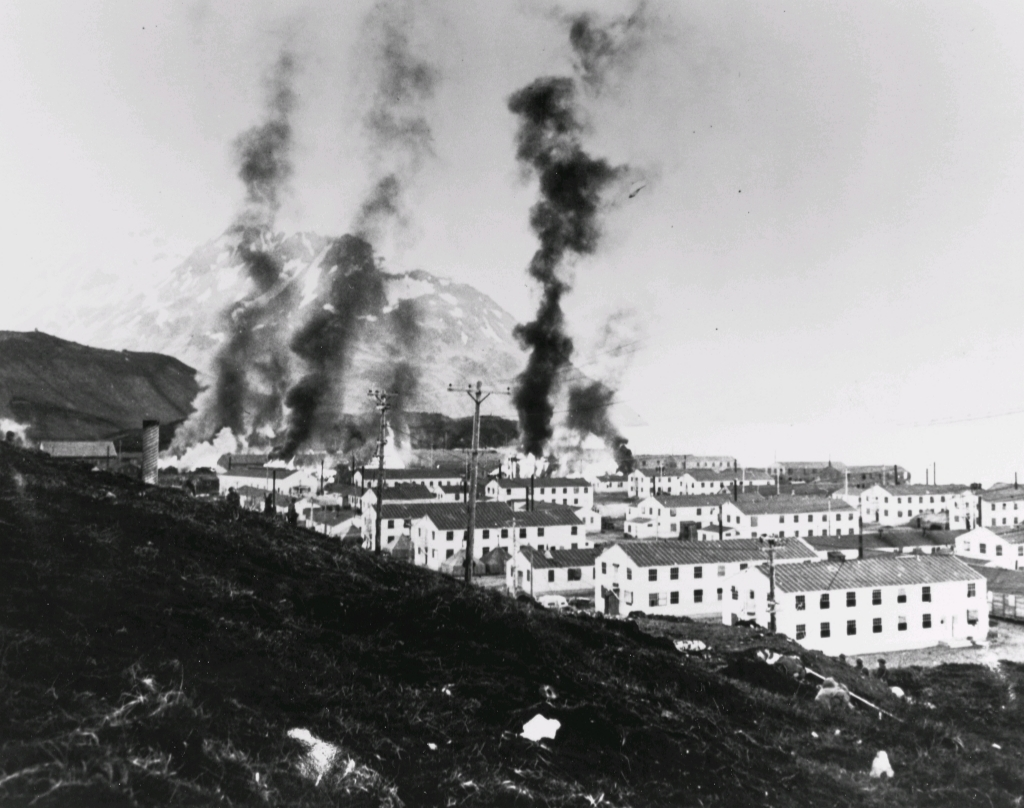
日本軍空襲後のダッチハーバー基地（1942年6月3日）

アメリカ海軍は、ミッドウェー海戦で正規空母1隻と多数の航空機、200名の航空兵が犠牲になるという決して軽くない損害を受けるも、真珠湾を攻撃した空母6隻のうち4隻を撃沈しその報復を果たし、半年に及ぶ日本機動部隊の快進撃をついに食い止めたことはアメリカ軍にとって非常に大きいことであった。アメリカは国威発揚のためにマスコミを総動員し、映画や新聞、ラジオを使いこの勝利を世紀の大勝利のように喧伝した（それは現在も続いている）。 
そして、アメリカは戦前から建造を進めていた、大型のエセックス級航空母艦が1943年中旬以降に大量配備されるまでの時間を何とか確保することができた。しかし、まだ新しい航空母艦の就役と戦力化に時間がかかるので、アメリカ軍は、止むを得ず単艦による作戦行動が多かった航空母艦を集中運用するようになる。
しかし、この後1942年8月に行われたガダルカナル島の戦いで日本海軍潜水艦の雷撃によってワスプが沈没し、サラトガも損傷を受けて修理のために戦線離脱する状況が生じた。さらに、1942年10月に行われた南太平洋海戦で空母ホーネットが日本海軍に沈められて、エンタープライズも損傷した。それにより、アメリカ海軍は一時的に太平洋戦線での稼動空母が0になるという危機的状況へ陥った。
またこの後も日本海軍との海戦での相次ぐ敗北や、同時期に行われたアラスカ準州の領土の日本軍による占領、さらにアメリカ本土空襲と本土砲撃を受けるなど、アメリカ軍の敗北と後退は各地でまだまだ続いた。
一方、ミッドウェー海戦で駆逐艦嵐が6月5日に撃墜されて漂流する空母ヨークタウンの雷撃隊生存者ウェスリー・フランク・オスマス（オスムス）海軍予備少尉を救助して捕虜にしたが、6月6日に艦船の何者かに斬殺されるという事件が起き、水葬された。ミッドウェー海戦で救助され捕虜になった米軍将兵はオスムスを含めて3人で、救助した艦船の何者かによって皆殺されたという

。
アメリカ海軍情報局の暗号解読が今回の勝利の大きな要因となったことから、以後アメリカ海軍は軍内部の対立を避け組織を統一化して暗号解読により予算強化を行い、第二次世界大戦中での主導的な成果をあげた。

## 勝敗の要因

### 連合艦隊司令部

#### 作戦内容
連合艦隊がこの作戦計画案を関係者に配布したのは、4月28日であった。その後図上演習開始まで関係者は戦訓研究会に出席していたので、作戦計画について深く研究する時間的余裕はなかった。
図上演習でも、ミッドウェー攻略の最中に米空母部隊が出現して日本の空母に大被害が出る、攻略の遅れや燃料不足など問題が続出し、攻略作戦続行が難しい状況となったが、連合艦隊参謀長の宇垣纏が空母を復活させるなど審判をやり直させて続行させた。宇垣の強引な判定には、ミッドウェー作戦からハワイ攻略までの図上演習を行う時間が3日間しかなく、スケジュールが逼迫（）していたという事情もあった。この研究会で麾下各部隊が最も強く要望したことは、作戦準備が間に合わないゆえの作戦期日の延期であり、軍令部からも2-3週間遅らせることを勧められたが、連合艦隊はこれに応じなかった。
また連合艦隊と軍令部の意思統一ができておらず、本作戦の主目標がミッドウェー島攻略にあるのか敵機動部隊の撃滅にあるのか、はっきりしていなかった。軍令部は主目標をミッドウェー島攻略にあるとし、大本営命令においてもそれが主目標と指示されていたが、連合艦隊首脳は敵機動部隊撃滅を重視する発言をしていた。そのため最前線部隊の第一航空艦隊には、どちらの目標も周知徹底されることがなかった。
アメリカ軍は、本作戦では戦力が分散していたが、空母3隻、重巡7隻ほか合計57隻を決戦海面に集めた。日本側がミッドウェー・アリューシャン作戦に動員した戦力は、戦艦11隻、空母6隻、重巡17隻ほか合計350隻に達していたが、決戦海面で戦うことができたのは戦艦2隻、空母4隻、重巡2隻ほかに過ぎなかった。空母1隻あたりの護衛能力は下回り、しかも航空兵力の半分を陸上攻撃に向かわせるという致命的な失敗を犯した。ニミッツ司令長官は「日本軍が6隻の空母、11隻の戦艦などを集中運用していたならば、いかなる幸運や技量をもってしても敗走させることはできなかったであろう。日本海軍は奇襲を必要としない場合も奇襲に依存するという錯誤を犯したのである」と語り、日本の作戦構想の誤りを指摘した。ゴードン・ウィリアム・プランゲ（元GHQ戦史室長）は、アリューシャン方面に空母龍驤、隼鷹を投入したことが、山本五十六最大の失策だったと指摘している。
防衛大学校戦略教育室は、日本が兵力を分散したためミッドウェー沖で戦闘に参加した航空機の数がアメリカより少なかったことが根本的な原因であるとしている。日本機動部隊の空母4隻が有する艦載機が合計248機だったのに対し、米側は空母3隻の艦載機合計233機に加えてミッドウェー島基地に126機の航空機を配備しており、海戦の勝敗を決した初日の戦闘に参加可能な航空機の数は日本側が100機以上の劣勢を強いられていた。
連合艦隊が機動部隊で上陸点の制空を獲得することを前提として、開戦時と違い十分に警戒された敵要地に奇襲が成功すると決め、奇襲不可なら反撃され損害を受けることを考慮しなかった点、敵情判断を誤り、南方攻略作戦の成功から日本の希望どおりに予定が進むと思い込み敵を軽視し、予期せぬ事態に対処する余裕のない作戦立案を行った点、ミッドウェー攻略を早く認めさせるために大本営の要望するFS作戦を組み入れたことで、作戦に無理を招いた点について批判がある。また、連合艦隊はミッドウェー島上陸を6月7日に固定したので作戦の柔軟性が失われた。機動部隊の草鹿参謀長は、この作戦では機動部隊の後から上陸部隊など他の艦隊がやってくるので、非常に窮屈なものであったと語っている。
連合艦隊は占領後の基地航空部隊の進出を急いでおり、機動部隊の空母4隻に第6航空隊の航空機21機を輸送のため積んだので、格納庫は窮屈になり、不要な物を載せないという被害局限の原則にも反していた。

#### 作戦指導
連合艦隊は第一航空艦隊から、連合艦隊が敵情を把握し米機動部隊の動向は機を逸せず通報するように懇願されて、重要な作戦転換は連合艦隊司令部から一航艦に発せられることになっていた。また、機密連合艦隊命令作第14号には、主力部隊の内地出撃から帰投までの太平洋方面の敵情通報は東京から放送することが定められ、東京には連合艦隊通信部隊の中枢に第1連合通信隊司令官柿本権一郎少将がいた。
しかし、連合艦隊は付近に敵空母の疑いを感じ、情勢が緊迫してきたと判断しながら甘い状況判断の放送を東京から全部隊に流したまま、自己判断を麾下に知らせなかった。したがって、第一航空艦隊は敵潜水艦に発見された情報も知らされず、その後の敵の緊急信増加、動きの活発化が何を意味するのか判断がつかず、敵がこちらの企図を察知していないもの、敵空母はハワイにあるものとして行動することになった。連合艦隊の宇垣参謀長は海戦後の日記に第一航空艦隊に対して「当司令部も至らざる処あり相済まずと思慮しあり」と残している。機動部隊の草鹿参謀長は、大和が無線封止を徹底し機動部隊に敵情を伝えなかったのは本末転倒であると批判している。

#### 哨戒
ミッドウェー作戦は、真珠湾に米機動部隊が在泊していることを前提として計画しており、そのため連合艦隊は、真珠湾の動静確認が重要で知敵手段として散開線への潜水艦哨戒配備と二式飛行艇での敵情偵察を行うK作戦を計画したが、間に合わず失敗した。この報告を受けた連合艦隊は、計画が崩れたことに何ら対策を取らなかった。戦後、連合艦隊参謀の黒島亀人は「海軍の常識からいえば、この場合の散開線構成は、西方で散開隊形を概成したのち東進して、所定配備に潜水艦をつけるべきである。ところが私の敵情判断の間違いなどから、あんな配備のつき方を計画してしまった。そのうえ、連合艦隊の指導が至らず潜水艦の準備が遅れてしまった。また、今次作戦は連合艦隊の主兵力を使って行なう作戦であるから、潜水部隊は連合艦隊の全兵力を集中すべきであった」と語っている。K作戦失敗で完全に日本は敵機動部隊の知敵手段を失ったが、黒島は「わが機動部隊は無敵で、敵を圧倒できると信じていたので、このため特別な処置は考えなかった」という。
この潜水艦と飛行艇による哨戒網は6月2日の予定だったので、計画どおり進んでも5月28日にサイパンを出発するミッドウェー攻略部隊が発見されて真珠湾の米機動部隊が動いた場合、間に合わない作戦だった。

### 機動部隊司令部

#### 指揮官の資質
連合艦隊の幕僚たちは南雲中将に批判的であり、交代を要望しており、草鹿参謀長にも批判的であった。また宇垣によれば、「（一航艦）司令部は誰が握り居るや」の質問に二航戦司令官の山口少将は「（南雲）長官は一言も云はぬ、参謀長先任参謀等どちらがどちらか知らぬが臆怯屋揃いである」と答えている。攻撃隊の指揮官だった淵田美津雄によれば、戦前の南雲中将の印象は末頼もしい提督の面影があり、第一水雷戦隊司令官としても抜群の武将であるとの評判が高かったが、開戦後は航空という畑違いのせいもあってかはつらつとした昔の闘志が失われ、何としても冴えない長官であり、作戦を指導する態度は消極的で、長官自ら乗り出してイニシアチブをとるというようなことはなく、最後にうんそうかで採決するだけのようであったという。また当時、航空参謀の源田実から、大西瀧治郎や山口多聞あたりが上にいてくれるとあらゆる角度から叩き直して突っ返してくるから安心して自由奔放に作戦を練られるが、南雲司令部のように国運を左右するかもしれない案がチェックされずに通っていくと責任感で圧迫されて自然と萎縮してしまうという苦衷も聞いたという。
そもそも南雲中将は第二艦隊などの水上艦部隊の方が適任であり、年功序列で第一航空艦隊司令長官を決めた海軍人事行政に問題があったという指摘もある。一方で、戦術戦略には共通分母があり、水雷出身者でもあっても空母に乗って半年も経てばそれが判るはずだったとの批判もある。ミッドウェー海戦で米機動部隊を率いたスプルーアンスは、病気に倒れたハルゼーの代理で、ハルゼー麾下の巡洋艦戦隊の司令官から急遽抜擢された人物だった。空母勤務の経験はなく、この海戦の時点では南雲以上に航空に疎い提督だった。

#### 攻撃の判断
攻撃隊半数待機の解除
南雲長官は、敵機動部隊の出現に備えて攻撃隊の半数を雷装で待機させることを連合艦隊と約束したが、ミッドウェー基地攻撃が不十分であるとの報告を受け、その攻撃隊を陸用爆弾に兵装転換するように命じ、敵機動部隊出現の際に攻撃できなかった。
草鹿参謀長は「山本の望みは南雲も幕僚もよく知っていた。事実状況が許す限りそうした。しかしミッドウェー基地の敵航空兵力がわれわれに攻撃を開始し敵空母も発見されていない状況でいるのかどうかわからない敵に半数を無期限に控置しておくのは前線指揮官にとして耐えられないことだった。後で問題だったとしてもあの当時の状況では南雲の決定は正当だった」と語っている。戦後、連合国軍最高司令官総司令部（GHQ）で戦史室長を務めたゴードン・ウィリアム・プランゲは、当時の南雲の状況に加えて、連合艦隊からの敵情情報も敵艦隊なしだったことから南雲の判断は妥当とし、指揮上の失策ではなく情報上の失策であると分析している。一方、南雲司令が攻撃隊の半数待機を破る命令を出したのは索敵機が索敵範囲の先端に達する前であり、（攻略中の）図上演習において不意に米空母部隊が出現して日本が大損害を受けたことから警戒が足りなかったという批判もある。蒼龍に乗船していた攻撃隊パイロットは「ミッドウェーで日本軍が従来の教科書的な戦法から脱し得ず、敵空母確認の報告が入るまで艦船攻撃の用意をしないで基地攻撃に囚われ続けてしまった」と述べている。加賀の艦攻隊分隊長の牧大尉は「空母はいるかどうかわからない」と考えておらず、「ミッドウェー攻撃のあいだに敵空母が出現したら味方はお手上げだ」と飛行長に雷装を解かないよう抗議したが、聞き入れてもらえなかったという。
南雲司令部は、第一次攻撃隊発進直後「敵情に変化なければ第二次攻撃は第四編制をもって本日実施予定」と発信している。この予令は存在しないという証言もある（「#資料の問題」節を参照）。第四編制では、上空警戒機は各空母で3機ずつとなる計画だった。この予令には、ミッドウェー基地への奇襲が成立するという判断があったという意見もある。この予令が存在したとして、予令で兵装転換の作業を開始することはない。
南雲の敵状判断は、第一次攻撃隊を発進させる直前のものとして、敵機動部隊は付近海面に行動中と推定する資料がないこと、攻略作戦が始まれば出動してくる算があることが述べられている。南雲の幕僚も敵がこちらの企図を察知していないもの、敵空母はハワイにあるものとして行動していたと証言している。敵機動部隊については連合艦隊が把握し、動向は機を逸せず南雲に通報し、また重要な作戦転換は連合艦隊司令部から発せられることになっていた。しかし、連合艦隊は付近に敵空母の疑いを感じ情勢が緊迫してきたと判断しながら、甘い状況判断の放送を東京から全部隊に流したまま自己判断を麾下に知らせなかった。航空参謀の吉岡少佐は、敵機動部隊の出現がないと思い込んだ判断を敗因として、「敗北の責任は連合艦隊司令部も同罪」と語っている。
敵機動部隊発見時
敵艦隊を発見した報告があった際、攻撃隊は艦船攻撃兵装から陸上攻撃兵装に換装中だったので、南雲は艦船攻撃兵装への再転換を命じた。二航戦司令官山口少将は、準備中の陸用爆弾のままで攻撃させるように意見具申したが、却下された。参謀長草鹿龍之介少将によれば、九七艦攻を雷装に戻すよう命令した南雲長官の判断は命中率の差があったという。九七艦攻の艦船攻撃方法には、爆弾の水平爆撃と魚雷攻撃の2つがあるが、水平爆撃の命中率は10パーセント前後であり魚雷攻撃は60パーセント以上だった。
この判断を下した南雲司令部の回想は以下のとおり。草鹿参謀長によれば、敵の来襲状況を見ると敵は戦闘機をつけずに面白いように撃墜され、全く攻撃効果をあげておらず、これを目前に見ていたので、どうしても艦戦隊を付けずに艦爆隊を出す決心がつかなかったという。航空参謀源田実中佐は、当時入手していた敵空母の位置（誤情報）は味方からまだ約210海里離れており、敵の艦戦は航続力不足でついてこられず、敵が艦戦を伴わないとすれば上空の警戒機で十分に防御できる、敵空母の攻撃隊が戦闘機を付けて来るとすれば、もっと距離をつめる必要ができるので、時間的余裕があると判断した。また、図上演習ならば文句なしに第一次攻撃隊を見捨てたが、苦楽を共にしてきた戦友達に「不時着して駆逐艦に助けてもらえ」とは言えず、機動部隊が移動すれば、不時着した搭乗員達は見殺しになるので歴戦の搭乗員達の回収を優先させることを進言し、部下の生命を惜しんだために決定的な敗北に終わったと語っている。航空参謀吉岡忠一少佐は「いままでの防空戦闘の成果からみて、敵機の来襲は艦戦で防御できると漠然と判断していた。また敵空母までの距離はまだ遠いので、次の来襲はミッドウェーの航空兵力であろうが、それにはまだ相当の時間的余裕があると判断した。さらに攻撃は大兵力を集中して行なう方が戦果も大きく損害も少ないので、若干攻撃隊の発進を遅らせても、大兵力が整うのを待つ方が有利であると考えた。この決定は司令部内では問題もなく簡単に決まった」と語っている。
南雲中将には陸用爆弾への兵装転換を下令してから30分しか経っていない上、防空戦があり、飛行甲板も使えなかったので、転換作業はほぼ進んでおらず、雷装に簡単に復旧できるという判断があったという意見がある。しかし、兵装復旧を命令したものの防空戦が続いたので、南雲中将の予想に反し復旧作業は進捗しなかった。当時の進捗状況については、空母に搭載されていた航空兵装運搬用の台車の数や、海戦前に第二航空戦隊が行った兵装転換実験での所要時間から考えても、兵装転換を開始した午前4時15分 (07:15) から一時中止を命令した午前4時45分 (07:45) までの間に赤城と加賀の兵装転換はそれぞれ1個中隊（9機）が済んでいただけではないかという意見もある。一方、整備員や乗組員たちの懸命の作業で南雲司令の予想に反し兵装転換はかなり進んでおり、九七艦攻の大半が陸用爆弾の搭載を終えていたとの意見がある。赤城に搭乗していた第二次攻撃隊の電信員も、5時40分 (08:40) 頃、赤城艦内で（17機中）15～16機の九七艦攻の陸用爆弾の搭載が完了していたと回想している。第一次攻撃隊の収容が終わった6時半 (09:30) 頃、「一航戦の雷装艦攻は7時30分 (10:30) 発進可能、二航戦の艦爆隊は7時30分 (10:30) ないし8時 (11:00) に可能」との報告があったが、加賀で発進準備の完了を待っていた艦攻隊分隊長の牧大尉によれば、7時20分 (10:20) の時点でも「（換装終了まで）あと小一時間かかる」という状況だったという。二航戦の飛龍、蒼龍においてもミッドウェー攻撃隊を収容したことで九七艦攻への魚雷の装備を開始することとなった。蒼龍艦内で兵装転換作業に当った整備兵も、戦闘中の艦では平常航海中のように順調な作業はできず、右に左に転舵する蒼龍の動きに「どうなってるんだ」と途方に暮れ、作業は遅々として進まなかったと述べている。赤城艦内で兵装転換を行った整備兵は、度重なる兵装転換で疲労が溜まった上、回避運動で揺れる艦内では「気は焦っても体は伴わなかった」と証言している。
同様の兵装転換作業がミッドウェー海戦の2か月前のセイロン沖海戦でも発生しており、その戦訓を生かせなかったという批判もある。ただセイロン沖海戦では1時間半では済んだものが、ミッドウェー海戦では2時間でも完成しなかった。敵襲を考慮しても2時間あれば十分で、原因としてミッドウェー海戦では直掩戦闘機の補給も同時に行っていたことが挙げられる。また、第一航空艦隊はこの海戦において敵の来襲のない好条件下でも艦攻の出撃が間に合わなかったので、兵装転換の実験を飛龍で実施した。問題の通常爆弾から魚雷への転換は2時間という結果が出ている。飛龍で実験が行われたことから、艦長の加来止男大佐から、あるいは第二航空戦隊司令官の山口少将から何らかの改善に関する報告があって、問題を未然に防ぎえたかもしれないという意見もある。兵装転換に関しては、加来艦長が飛龍の整備兵に対し転換作業の訓練を行い、陸用爆弾から通常爆弾への転換なら30分以内に完了できるまで上達していたが、それも5月に大幅な人事異動があったため訓練は振出しに戻っていた。飛龍の航空整備兵は「バカな命令を出したなと思った。爆装から雷装への転換なんて一度も訓練をした事がないのに、偉い人はそんな事も考えていなかったんだろう」と述べている。
陸用爆弾のまま攻撃させることについて、以下のような意見がある。参謀長の草鹿少将は、空母は攻撃に対して脆弱なので、護衛戦闘機を付けられるだけ付けて、陸用爆弾であっても、一切の人情を放棄して第二次攻撃隊の出撃を優先すべきだったと反省している。航空参謀の源田中佐も、心を鬼にして出撃させていれば、相打ちくらいにはできたと反省している。戦後の批判でも同様の点があげられる。6時23分 (09:23) から7時 (10:00) までの間、赤城から8機（後に2機を収容）、加賀、蒼龍から合計15機、飛龍から7機の戦闘機が上空直掩のため度々着艦、再出撃を繰り返しており、二航戦の艦爆隊36機に、在空の戦闘機隊から選抜して燃料、弾薬を補給すれば、遅くとも7時 (10:00) には、12機の護衛戦闘機を付けて出撃できたとする見解もある。蒼龍攻撃隊のパイロットは攻撃隊の出撃に関して「近くに敵空母の所在がほぼ明らかとなり、確実に発見していない時点で攻撃隊をいち早く発艦させて、索敵機の発見報告があるまで上空待機させておくべきだった」と述べている。二航戦の艦爆隊を緊急発進させた後に第一攻撃隊を収容させ、雷装の準備で特に手間取っていた一航戦の空母の負担を減らすといった平時ではない対応や、南雲中将が四空母全てを指揮せずに、二航戦の飛龍、蒼龍を山口の指揮下として分離させる選択肢もあったとする意見もある。混乱する艦内で取り外した爆弾を整理する余裕もなく、格納庫内は多くの魚雷、爆弾、燃料を搭載した艦載機で満載となり、三空母被弾の際の誘爆原因となったとする意見もある。アメリカ海軍歴史センター所長（1988年当時）のロナルド・H・スペクター博士は「アメリカの戦闘機は、戦争のこの段階では日本より劣っていた」とする見解から、戦闘機の護衛なしに日本の艦爆隊36機が出撃した場合でもアメリカ空母の上空哨戒機によって全て撃ち落される事は有り得ないと述べ、二航戦の艦爆隊がアメリカ空母部隊に多大な損害を与えただろうと分析している。
一方、プランゲ元GHQ戦史室長は、山口の進言は余計なもので、南雲は航空攻撃の奇襲性と迅速性の価値を理解しているが、山本や天皇に対して責任を負い、幾千の将兵の命を預かる立場であったことを指摘している。また南雲は理論的には非難の余地のない作戦決定をしたものの裏目に出ただけで、主導権を失っていることに気づかなかったことも入手情報から非難できず、当時南雲は中途半端な攻撃をさせる必要もなかったと述べている。そもそも、山口が即時発進の意見具申を行った時点では機動部隊は敵空母の位置を正確に把握できておらず（利根4号機の報告位置が実際の位置から大きくズレていたため）、攻撃隊を送り込んだとしても敵空母を発見できずに帰投せざるを得なかった可能性が高い。

#### 索敵
南雲司令部は、偵察を1回のみの一段索敵として巡洋艦の水上機が割り当てられ、空母艦載機が出した索敵機は九七艦攻2機のみである。この索敵計画の立案を担当した吉岡忠一少佐は「当時攻略作戦中敵艦隊が出現することは、ほとんど考えていなかった。したがって、索敵は厳重にするのがよいことはわかっていたが、索敵には艦攻を使わなければならないので、攻撃兵力が減り、惜しくて索敵にさけなかった。全く情況判断の甘さが原因である」と語っている。一段索敵と決めた参謀長草鹿龍之介は「攻撃兵力を増やそうとして偵察を軽視した」と語っている。
南雲司令部の草鹿龍之介少将、源田実中佐、淵田美津雄中佐は、二段索敵にするべきだったと戦後語っている。吉岡参謀は索敵の密度をもっと濃くするべきだったと反省している
もっとも、索敵計画はこれまでの経験から早くに出すように改善はされていた。したがって、利根の4号機がカタパルトの故障がなく定刻に発進し、偵察搭乗員に気の緩みがなければ、索敵計画に問題はなかったという指摘もある。利根の4号機が定刻に発進した場合、コンパスのずれによる実際の索敵線から計算すると敵位置を飛び越えていて発見できないが、コンパスの故障がなく定刻どおり発進し、計画どおりの索敵線を進めば30分早く発見できる。また、利根の四号機が報告した敵空母位置は誤りであり、これに第一航空艦隊、第八戦隊司令部、利根が気付かなかったことは、南雲中将の戦闘指導に大きな影響を与えている。
利根にはカタパルトが2基あったにもかかわらず、索敵機の発進が遅れた。その理由について、軍令部参謀だった宮崎勇の調査によると、利根では水兵を整列させて尻を棒で叩く制裁が常態化して士気が低下しており、故障していないカタパルトを担当する乗組員が動かなかったという。
筑摩の機も敵艦隊を見逃した。筑摩の機長兼飛行長の黒田信大尉によれば、敵艦隊が発見された地点は自分のところだが、敵方天候不良で見逃したのは仕方なかったという。しかし、アメリカの資料では天候不良ではなく第四索敵線機も発見しているので、索敵機の雲上飛行が原因であった。また、南雲が夜戦を検討している時も、索敵機からの敵情報告はくるくる変わり、南雲を悩ませ、苛立たせただろうという意見もある。
GHQ戦史室長だったプランゲは、そもそも日本海軍では航空偵察に使用する兵力は全力の1割以内であり、特別な教育や訓練もなく、艦上偵察機の価値を認識しておらず、あらゆる作戦で南雲に不利になっていたこと、セイロン沖海戦で索敵機の回収に必要な電波を発したことで、自分の艦隊位置が露見して航行中に英軍爆撃機の奇襲を受けたせいで索敵を必要最小限にしていたこと、ミッドウェーの索敵でさらに時間を早めると、ミッドウェー島に事前偵察に向かった第二索敵線の加賀機がミッドウェー島に届かなくなること、そして連合艦隊からの情報で敵機動部隊はミッドウェーにいないものと思い込んでいたことから、索敵計画はミッドウェー島に対する攻撃に重点を置いたものと指摘している。これに対し、プランゲの著書『ミッドウェーの奇跡』を翻訳した千早正隆は、インド洋作戦での南雲艦隊はジェームズ・サマヴィル中将旗下のイギリス東洋艦隊に待ち伏せされており、ミッドウェーに近似した状況だったことをプランゲが認識していない点がその著書の問題として、その著書の編集者からも賛意を得られたと主張している。千早は、セイロン沖海戦で南雲機動部隊のごく近くにサマヴィル中将旗下のイギリス東洋艦隊が存在し、南雲司令部ではサマヴィルが放った複葉機を発見していながら索敵を行わなかったことについて取り上げ、索敵の怠慢は繰り返されたものと批判している。

### 艦隊構成
南雲機動部隊は赤城、加賀、蒼龍、飛龍の空母4隻に対し、護衛艦は霧島、榛名の戦艦2隻、重巡2隻、軽巡1隻、駆逐艦12隻、油槽艦8隻であった。
機動部隊の300海里（約550km）後方に、大和、長門、陸奥の戦艦3隻、空母鳳翔、特殊潜航艇母艦千代田、水母、軽巡各1隻、駆逐艦22隻の主隊、および伊勢、日向、扶桑、山城の戦艦4隻、軽巡1隻、駆逐艦12隻の警戒部隊からなる、山本五十六率いる主力部隊、そして、金剛、比叡の戦艦2隻、空母瑞鳳、千歳含む水母2隻、重巡8隻、軽巡2隻、駆逐艦21隻、輸送艦12隻の攻略部隊が続くという編成であった。この編成では当初の予定どおりミッドウェー攻略作戦を行っていたとしても機動艦隊のみで戦うことになってしまい、後衛の主力艦隊は全く役に立たない。
そもそも一航艦は艦隊全体が建制化されていなかったので、南雲中将は部隊としての思想統一や訓練に苦しみ、建制化を望んでいた。連合艦隊も要望して軍令部も必要性を認めていたが、一航艦では実現せずミッドウェー海戦の戦訓を取り入れた後継の第三艦隊から建制化された。
空母の集団使用は、指揮運用が容易で攻撃力の集中が可能という利点があるが、攻撃を受ける際に一挙に損害を被る危険性があることが最大の欠点である。海戦後、軍令部次長以下と連合艦隊司令部の打ち合わせにおいて、問題だった点として「空母が団子になっていた」こと（集団使用）が挙げられている。しかし、当時の無線電話の現状や無線封止、警戒艦数から見ても分散配備は却って不適当であったと『戦史叢書』では指摘されている。また打ち合わせでは、艦上戦闘機をミッドウェー基地への攻撃隊の援護に使い過ぎたことも言及されている。もっとも、第一航空艦隊はミッドウェー基地の航空兵力を捕捉撃滅することが主目的なので、援護に機数を割くのは必要なことであり、連合艦隊も承知していたことで所見にすぎない。海戦後の検討で得られた戦訓には、四空母が同一の状況となり、戦闘機の発着、帰還した攻撃隊の収容などの混雑を招き、第二攻撃隊が発進する前に攻撃を受けたので、戦闘機の発着する艦を一艦に指定するほうがよいことや、攻撃隊の役割ごとで各艦に区分することが挙げられている。
一航艦の戦力としてミッドウェー作戦に参加する予定だった第五航空戦隊は、5月14日に五航戦から珊瑚海海戦の戦死者の報告があり、その損害があまりにも大きかったので、翔鶴と瑞鶴の両艦とも到底次期作戦に使えないことが判明した。さらに17日に呉基地へ帰港した翔鶴は修理に三ケ月は必要であることがわかった。こうして一航艦は3分の1の戦力を失った状態になったが、延期は認められずに実施が決定した。偵察機も能力不足であった。フロート付きの九五式水上偵察機は速力、航続力も不十分であり、高速の二式艦上偵察機は蒼龍に2機用意されたが、まだ試作段階の機体であり液冷エンジンに故障が多かった。

### 情報戦
日本はそれまでの勝利や誇大戦果を報じた珊瑚海海戦などで気が緩み、作戦の機密保持が杜撰になっていた。取り締まる立場にある連合艦隊もその傾向が出ていた。また、連合艦隊は敵情が緊迫していることを知りながら前線部隊に知らせないことが何度もあった。連合艦隊は、5月中旬から敵の通信が増加していることから何らかの動きがあると把握しつつも気にとめず、出撃から6月3日までに入手した情報から敵が日本の動静を偵知して活発に動いていると判断するも、警戒すべきではあるが、敵をおびき出せるものと受け止め好ましいことだと考えていた。第二艦隊の白石萬隆参謀長は、連合艦隊は作戦がばれてでも米艦隊を呼び出そうとしていたと語っている。6月4日頃、連合艦隊は大本営の知らせあるいは通信符号の傍受でミッドウェーに機動部隊がいる兆候をつかんでいたが、無線封止を理由に一航艦に知らせなかった。
また日本は太平洋にある米空母は3、4隻と考えていたが、珊瑚海海戦で米空母2隻撃沈、マーシャル諸島南方で西航する米空母2隻発見の情報から、残っている米空母2隻は全て南太平洋のハワイ方面にあると誤った敵情判断をしていた。
アメリカ海軍は戦術情報班ハイポ（HYPO）を重用し、日本海軍の暗号解読と無線傍受でミッドウェー作戦を事前に把握して迎撃準備を整えていた。日本の「海軍暗号書D」系統は戦略常務用一般暗号書でよく用いられていたが、乱数表を用いて二重に暗号化した複雑な暗号であり、これに特定地点表示表、特定地点略語表、歴日換字表を併用したものだった。しかし開戦前から使用していたうえ、作戦前に行われる予定であった更新も遅れ、作戦概要や主力部隊以外のすべての参加艦艇などの作戦全体像がアメリカにほぼ察知されていた。
ニミッツは4月下旬には日本が大規模な作戦を企図していることをつかみ、ミッドウェーの可能性が高いと判断した。5月2日からミッドウェーで環礁視察し、兵力、警戒態勢を整え、その後の情報でさらにミッドウェーの感が強まった。5月14日第二艦隊司令部がAF攻略部隊にあてた電文を傍受して攻略があると知り、19日にはAFを特定するためにアメリカは「ミッドウェーで真水製造機が故障」の偽の電文を傍受させ、罠にかかった軍令部は「AFで真水欠乏」という電文を打ち、アメリカはAFをミッドウェーと特定した。26日には攻略が6月7日であることも特定し、日本の作戦を把握して態勢を整えミッドウェー海戦で一航艦の迎撃に成功した。

### 日本軍の楽観
この時期の日本海軍航空隊の搭乗員の精強さについては、日中戦争（支那事変）以来の戦果に対する大きな自信と長い実戦経験があり、さらに日米戦争開戦後は「真珠湾以来すべて完勝してきた」との自信もあった。したがって、珊瑚海海戦で空母同士の決戦を初めて経験し、訓練された敵の空母部隊と交戦して大損害を受けた後も、敗北（戦術的には日本の勝利）の検証さえ十分に行わなかった。第一航空戦隊（赤城、加賀の飛行隊）のパイロットたちも「珊瑚海で米艦隊を撃ちもらしたのは五航戦がだらしないからだ」「妾の子でも勝てたのだから、自分達なら問題ではない」と信じていた。当時の一航艦を含む日本海軍は、南方作戦において、爆撃、雷撃で高い命中率をあげていたことで、敵の戦闘機の妨害や敵艦艇の防御砲火にあまり関心を払わなくなっており、敵の戦力を軽視したという指摘もある。ただ敵の戦闘機による妨害に関しては、第一航空艦隊自身の直掩機の有効性から重視されている。
連合艦隊は過信から、日本の機動部隊が最強なので、たとえ敵情判断が間違っていても簡単に処理してくれるだろうと考え、作戦は奇襲成功が前提、索敵も不十分であり、知敵手段が崩れても対応せず、意図が察知されてもかえって敵機動部隊を誘出し撃滅できると甘い判断で行われた。しかし開戦前の図上演習で複数の航空参謀が見通しの甘さを指摘し、作戦計画の修正を求めている。航空作戦においても索敵は念のため程度であり、ミッドウェーの航空基地制圧にも艦上攻撃機の全力が使用されなかった。また、機動部隊の草鹿参謀長も、敗因は何より機動部隊の慢心にあるとし、またこの慢心は日本全体に及んでおり機密保持が全く不徹底なものであったと語っている。

### ダメージコントロール
日本の空母は防御力が弱く、また防御に関する研究、システム、訓練も不足していた。これは海軍全般の傾向であった。空母の防空指揮組織も完備しておらず、無線も不良、戦闘機、援護艦艇、見張りも、消火訓練も不足していた。航空戦訓練も全ては攻撃に集中していた。
赤城は爆弾2発直撃で大破したが、これは第二次大戦で撃沈された正規空母のうち最も少ない被弾数である。これについては、後部命中の爆弾は命中せず至近弾の可能性もある。 反面、アメリカ軍のヨークタウンは第一次攻撃隊の急降下爆撃時に被弾したがすぐに復旧し、第二次攻撃隊が無傷の空母と誤認するほど回復していた。また、第二次攻撃隊によっても被弾したが（両攻撃で計3発）自力航行可能なまでに復旧している。この艦船被害時の回復力の違いが明暗を分けたとの指摘がある。
回復力の差には、日米の空母設計思想の違いもある。日本の空母は多層の密閉式格納庫で、米空母は一層で開放式である。日本の密閉式は、風雨や波浪から保護されるが、直撃弾を受け艦内で爆発すると爆風の逃げ場がなく、甚大な被害を及ぼす。米空母の開放式は、艦内で爆発があっても爆風は外に逃げ、被害を最小にできる。また緊急時に艦載機や燃料弾薬等を投棄でき、二次被害を抑えることもできた。ただし波浪に弱く、台風に遭遇して艦載機を失うこともあった。

## 資料の問題

### 運命の5分間
戦後、日本の空母三隻が被弾、炎上する直前に赤城では攻撃隊の戦闘機が発進しようとしており、あと5分あれば攻撃隊は発艦できたとする話が紹介された。これは「運命の5分間」として広まったが、第一航空艦隊参謀長だった草鹿龍之介が『文藝春秋』の昭和24年10月号に書いた手記「運命の海戦 ミッドウエイ洋上、五分間の遅れが太平洋全海戦の運命を決した!!」が最初である。また、昭和26年に出版された淵田美津雄（海戦時、病気で横になって赤城の発着指揮所から見ていた）と奥宮正武との著書でも「運命の5分間」が書かれた。「被弾した時（日本の三空母が急降下爆撃された時）、各空母甲板上には発進準備を終えた戦闘機隊、雷撃機が整列しており、アメリカ軍の攻撃があと5分遅ければ全機発進できた」と淵田中佐は記述している。この本は『ミッドウェー』であるが、その影響は大きく以後日本のミッドウェー海戦に関する戦記はこの本の記載を概ね踏襲したものとなった。また『ミッドウェー』は昭和30年代に英語版で出版されており、アメリカ海軍の歴史家サミュエル・モリソンの著書『History of United States Naval Operations in World War II』のミッドウェー海戦に関する章が、英語版『ミッドウェー』の記載に沿う形で増補改訂されたことから一般的な説として広まったという意見もある。英語版『ミッドウェー』が出版された後に出版されたミッドウェー海戦の戦記では、執筆に協力したマクラスキー少佐やベスト大尉等のアメリカ海軍のパイロット達が「各空母の甲板には航空機は並んでいた」と述べたことも相まって、海外においても「運命の5分間」はほぼ定説と見られるようになったとする意見もある。
しかし、戦史叢書『ミッドウェー海戦』には、第一航空艦隊の戦闘詳報を元に「この時点で攻撃隊の発艦準備は終了していない」と記載されており、10:20に出されたとされる発艦命令は10:22に出された「上空直掩機は準備ができ次第発艦せよ」という命令が誤解して広まったものだとしている。また、各空母の複数乗員は「攻撃隊は並んでいなかった」「上空直掩を行う戦闘機の準備がなされていた」という回想を残している。第一航空艦隊航空参謀だった源田実も5分説を採用していない。赤城雷撃隊の松田憲雄電信員は、ちょうど「第二次攻撃隊員整列」のアナウンスがあり、搭乗員達が出撃前にお茶を飲もうと一息ついた時だったと証言している。蒼龍雷撃隊の森拾三兵曹は被弾後に搭乗員待機室から外に出た際に、「艦爆搭載の250kg爆弾が格納庫の中で誘爆している」と聞いたという。また、アメリカに残された赤城の日誌等の日本資料を調査したJ・パーシャルやA・タリーの調査では、B-17が撮影した蒼龍、飛龍、赤城の飛行甲板の写真に航空機は並んでいないことから、山口の進言に従っていれば「運命の5分間」は避けられたとする説には無理があるという意見もある。しばしば使用される「運命の5分間」というのは単なるたとえであって、実情が5分でないことは昔からわかっていてはるか以前から死語になっているという主張もある。
「運命の5分間」が生まれた理由は次のように考察されている。戦時中捕虜となった豊田穣は、ハワイでミッドウェーの報道を新聞で読んだ中に、数分あれば日本の攻撃隊は全機発艦完了して勝敗は逆になっていたというものがあり、草鹿、淵田は戦争直後にアメリカの調査と接触しているので、5分説はこの辺から出てきた可能性を述べている。攻撃隊の発艦準備が進んでいれば戦闘機の発着艦も不可能なはずだが、各空母は被爆する15分前から上空直掩用の戦闘機を複数回発着しており、各空母が攻撃隊の準備を完了していたとは考え難いこと、合わせて当時攻撃を行ったアメリカ海軍のパイロット達も「各空母の甲板に航空機は並んでいたのは確かだが、そんなに多くは並んでいなかった」との証言を残していることを踏まえ、アメリカ軍の急降下爆撃を受けた際には攻撃隊の発艦準備は終わっていなかったと考え、「運命の5分間」は当初第一航空艦隊司令部が出した発艦準備完了時刻が10:30であったことと、南雲長官が10:22に出した上空直掩機の発艦命令が誤解されて広まったのではないか、という意見もある。再度の兵装転換であと30分も40分もかかってしまったでは身も蓋もない。あと5分の方が読む方も口惜しく感じること、一瞬で負け戦に転じたことへの万感胸に迫る思いがこの言葉にあることから定着してしまったという意見もある。草鹿参謀長や淵田中佐が、攻撃隊の発艦準備が整っていなかったにもかかわらず「あと5分の余裕があれば」と劇的なストーリーに脚色したことについて、南雲司令部の決断ミスによって敵空母対策が後手に回った失態を包み隠そうとしているとの意見もあるが、草鹿参謀長は著書で敵空母への攻撃が後手になった責任を記述している。
第一航空艦隊司令部航海参謀だった雀部利三郎は、5分間というのは草鹿のその場の実感だろうという。
戦史研究家の戸髙一成は、草鹿らが戦後「あと少しで勝てた」という言い訳のため広めたと推測し、大木毅はアメリカ側でも「危機一髪のところで勝った」というストーリーの方が気分が良いため受け入れられたという見解を示している。
作家の澤地久枝は、『戦史叢書ミッドウェー海戦』と『機動部隊戦闘詳報』に基づき、1942年6月3日から6日までの空母赤城を主体とした戦闘経過、重要通信の発着時間と内容、更には淵田美津雄・奥宮正武共著『ミッドウェー』の関連部分を引用して時系列で検証している。要点としては、三空母被弾の時点では兵装転換・発艦準備は完了しておらず「運命の5分間」説は虚構・創作であろうというものである。
結局「運命の5分間」の責任は、陸上基地破壊の方針に執着するあまり、敵艦隊出現という優先度の高い報告に機敏な対応ができなかった司令部にあり、定説は司令部の責任を他に転嫁して軽くしようとするものである。

### 0220信
戦後残された戦闘詳報には、午前2時20分に「敵情に変化なければ第二次攻撃は第四編成（指揮官加賀飛行隊長）をもって本日実施予定」という信号が送られたことが記載されている。この戦闘詳報は、第一航空艦隊司令部の乙航空参謀だった吉岡忠一が海戦直後に作成した戦闘詳報から功績調査用に抜粋し書き直したとされるもので、吉岡の作成したものは残されていない。
元海軍航空隊のパイロットで、戦後は作家となった豊田穣は、3月2日に吉岡航空乙参謀に電話をし、0220信について質問した所、「司令部が出す航空に関する信号は全て航空参謀が文面を起案し、参謀長、長官の許可を取って発信するものだが、私（吉岡）は全然知らんし源田甲航空参謀も知らんだろう」との証言を得たと主張し、昭和58年の著書『豊田穣戦記文学集2 ミッドウェー海戦』で発表した。また豊田は同著で、第一航空艦隊司令部の航海参謀雀部利三郎中佐、赤城の飛行士兼飛行隊士後藤仁一、加賀の飛行長天谷孝久、加賀の艦攻先任分隊長牧秀雄からもこの予令を知らないとの証言を得たと主張した。
作家の森史朗は、昭和51年3月19日に吉岡の元を訪ねて取材した所、「220信は源田航空甲参謀の指示で吉岡が書き、草鹿参謀長、南雲司令を経た通常の手順で発信されたもの」、「第一航空艦隊の戦闘詳報に「本日敵機動部隊出撃ノ算ナシ」の箇所が記載されていないのは、南雲司令部にとってみっともない事実であったため隠蔽したから」との証言を得たと主張し、平成24年の著書「ミッドウェー海戦 第二部　運命の日」で発表した（吉岡は平成12年没）。

## 暗号解読を報じた米新聞
アメリカ海軍が日本海軍の暗号を解読して待ち伏せしていたことは、ミッドウェー開戦直後の6月7日、『シカゴ・トリビューン』紙と系列の『ワシントン・タイムズ＝ヘラルド』紙において"Navy Had Word of Jap Plan to Strike at Sea."という見出しの特ダネ記事として報じられた。トリビューン紙は、海軍長官のフランク・ノックスが経営する『シカゴ・デイリー・ニュース』と競合する、反ニューディール派の新聞だった。この記事はアメリカ側で大問題となり、日本側が暗号被解読を察知する機会は存在していた。この暴露についてルーズベルトは激怒し、トリビューン紙とタイムズ＝ヘラルド紙をスパイ容疑で起訴したが、世間の注目を浴びたことや、発行前に海軍による2度の検閲をクリアしたものであり、無罪となる可能性が高かったことから、提訴を取り下げた。

## 関連作品

### 歴史映画・小説、ノンフィクション、ドキュメンタリー
- 映画
  - ミッドウェイ囮作戦 （1944年,アメリカ）
  - 太平洋の鷲 （1953年,日本）
  - ハワイ・ミッドウェイ大海空戦 太平洋の嵐 （1960年,日本）
  - ミッドウェイ （1976年,アメリカ）
  - 連合艦隊 （1981年,日本）
  - 聯合艦隊司令長官 山本五十六（2011年,日本）
  - 永遠の0 （2013年,日本）
  - ミッドウェイ 運命の海 （2019年,アメリカ）
  - ミッドウェイ （2019年,アメリカ）
- ドキュメンタリー番組
  - バトル360 空母エンタープライズの戦い
- 小説
  - ミッドウェイ（森村誠一）（2000年,日本）

### 架空戦記・SF、ゲーム
- 小説
  - 連合艦隊ついに勝つ（高木彬光）
  - 烈日 ミッドウェー1942（横山信義）
  - 絶海戦線（横山信義）
- 漫画
  - ジパング
- シミュレーションゲーム（ボード）
  - ミッドウェー（アバロンヒル社）
  - 日米航空母艦の戦い（アバロンヒル社）
  - ミッドウェー海戦（ツクダホビー）
  - 日本機動部隊（エポック社）
- コンピューターゲーム
  - 太平洋の嵐 - ボックスフォーメーションというミッドウェー海戦を扱ったシナリオがある[796]。
  - 提督の決断シリーズ
  - 空母戦記
  - Battlestations: Midway
  - 空母決戦
  - 艦隊これくしょん～艦これ～
  - アズールレーン
  - 世界の覇者4 - 太平洋戦争シナリオの連合国ステージ3にて登場。また、定期イベントの太平洋戦線にも登場している。
- ゲームブック
  - スーパーシミュレーション ミッドウェー大空海戦 （鈴木巌:新星出版社:1985年）